# St. Christophorus (Reinhausen)

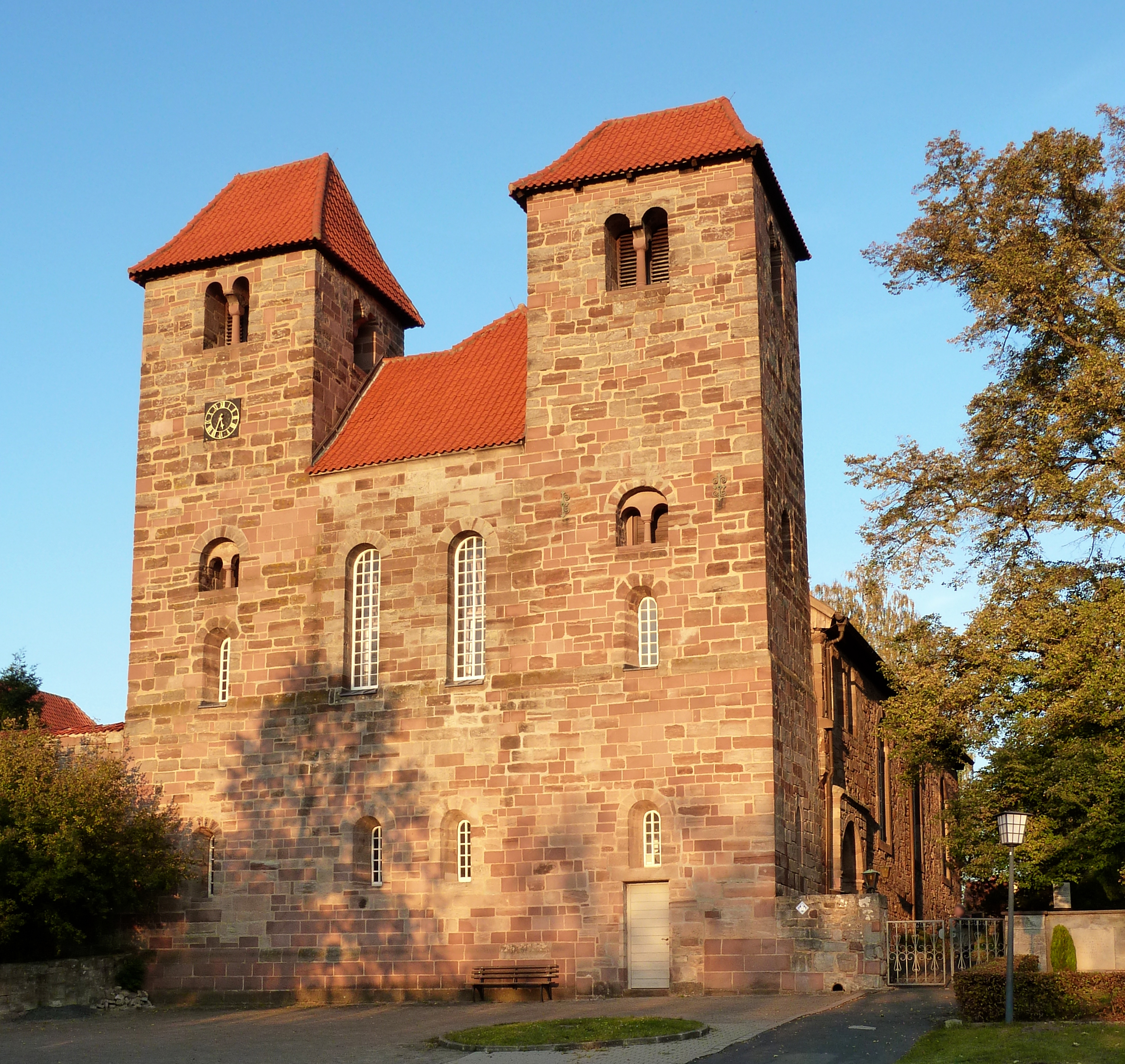
Pfarrkirche St. Christophorus in Reinhausen

Die Kirche St. Christophorus ist die evangelisch-lutherische Pfarrkirche des Dorfes Reinhausen im Landkreis Göttingen (Niedersachsen). Sie steht auf dem Sandsteinfelsen des Kirchbergs über dem Ortskern. Ursprung des Kirchenbaus war eine im 10. Jahrhundert errichtete Burgkapelle der Grafen von Reinhausen. Nach Umwandlung der Burg in ein Kollegiatstift diente sie diesem und seit dem 12. Jahrhundert dem daraus hervorgegangenen Benediktiner-Kloster Reinhausen als Kirche. Noch heute wird sie deshalb häufig als Klosterkirche Reinhausen bezeichnet. Gleichzeitig war sie immer Pfarrkirche des Dorfes Reinhausen. Wenige Jahrzehnte nach Einführung der Reformation im Jahr 1542 wurde das Kloster nach und nach aufgelöst, die Kirche danach mit kurzen Unterbrechungen nur noch als Gemeindekirche genutzt. Sie gehört heute zum Kirchenkreis Göttingen im Sprengel Hildesheim-Göttingen der Hannoverschen Landeskirche.

Grundrisszeichnung der Kirche

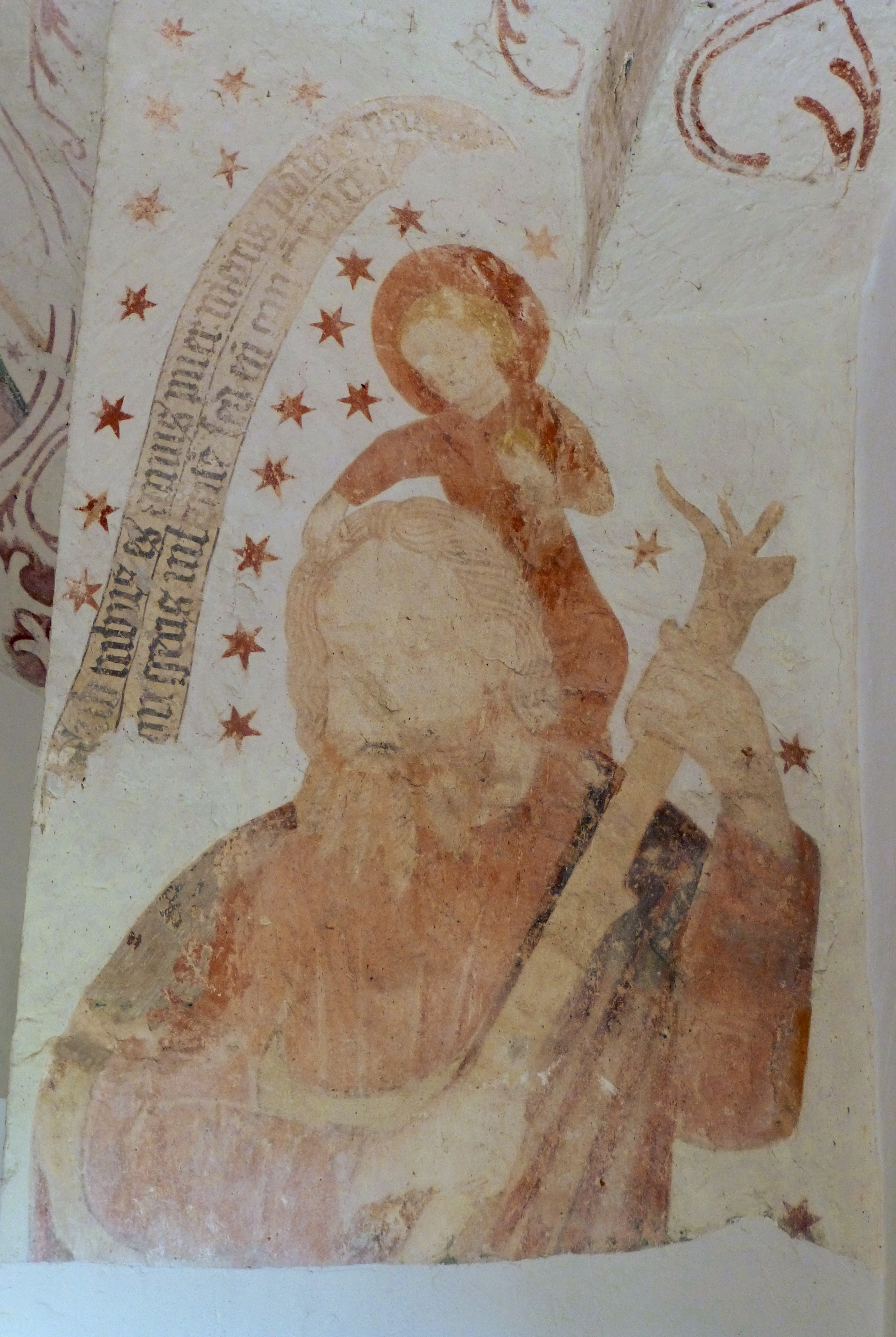
Wandmalerei des heiligen Christophorus in der Eingangshalle der Kirche

Trotz erheblicher baulicher Änderungen im Stil der Gotik und des Barocks tritt im Gesamtbild der Stil der romanischen Klosterkirche deutlich hervor. Das zeigt sich besonders an dem weithin sichtbaren Westriegel mit Doppelturmanlage. Der Bautypus wurde in mehreren Bauphasen von einer romanischen Basilika zu einer Hallenkirche geändert. Im Innenraum sind mehrere spätmittelalterliche Kunstwerke erhalten, darunter zwei spätgotische Altäre, großflächige Reste von Wandmalereien sowie Steinplastiken, die unter anderem den heiligen Christophorus als Schutzpatron der Kirche darstellen.

## Lage

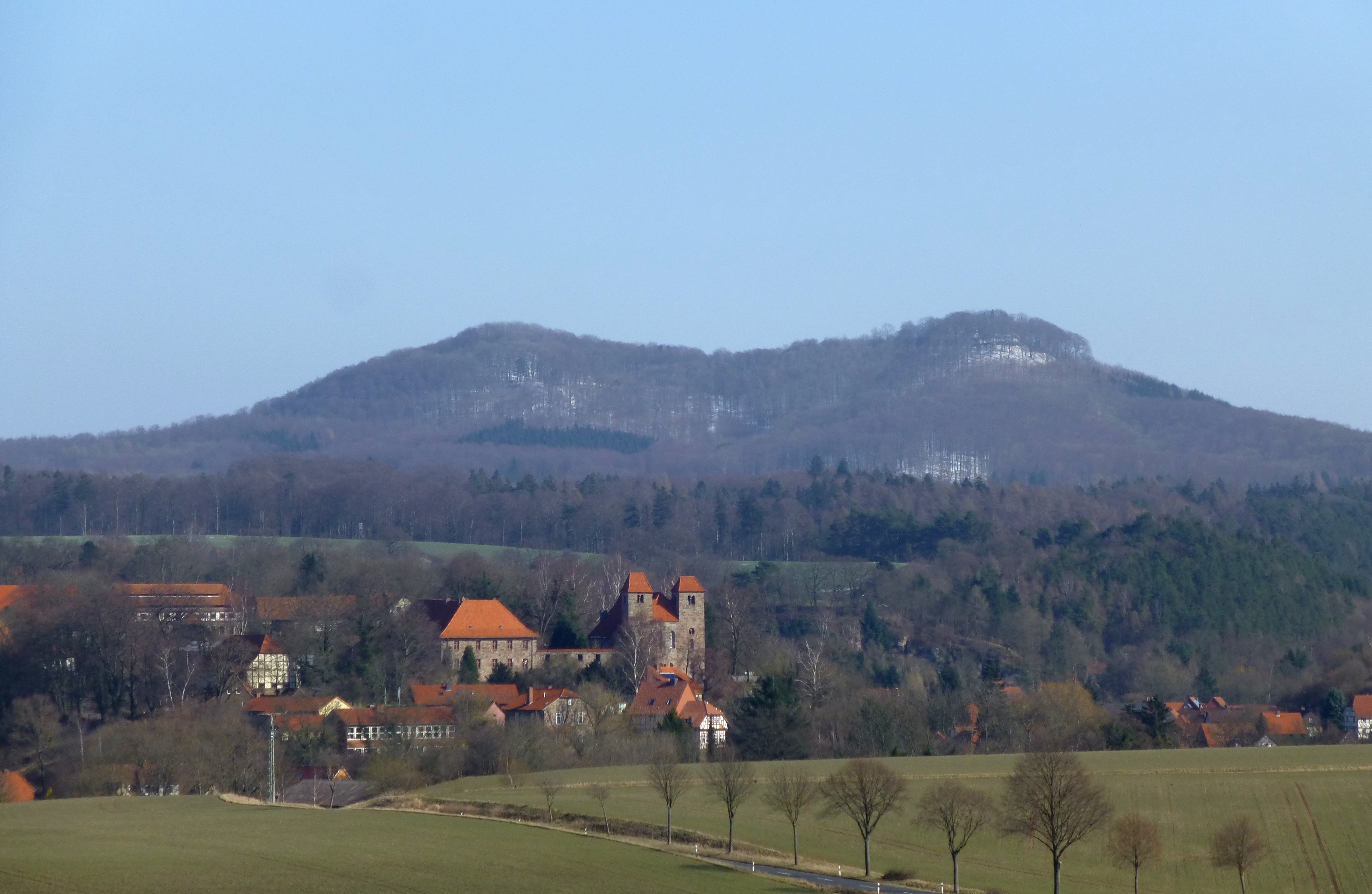
Blick auf die Kirche und die Gleichen

Die Klosterkirche steht auf einer Höhe von etwa 210 m ü. NHN auf dem Kirchberg, etwa 30 Meter nördlich einer Felsenkante, die steil zum Tal des Wendebachs und zum im Tal südöstlich der Kirche gelegenen Dorfkern von Reinhausen abfällt. Durch die Lage auf einem sich nach Westen erstreckenden Ausläufer des Knülls, der steil über dem Dorf aufragt, ist die Kirche stark exponiert. Im Gegensatz zum Ortskern ist sie von den westlich angrenzenden Hügeln und selbst vom Westhang des Leinetals aus sichtbar.

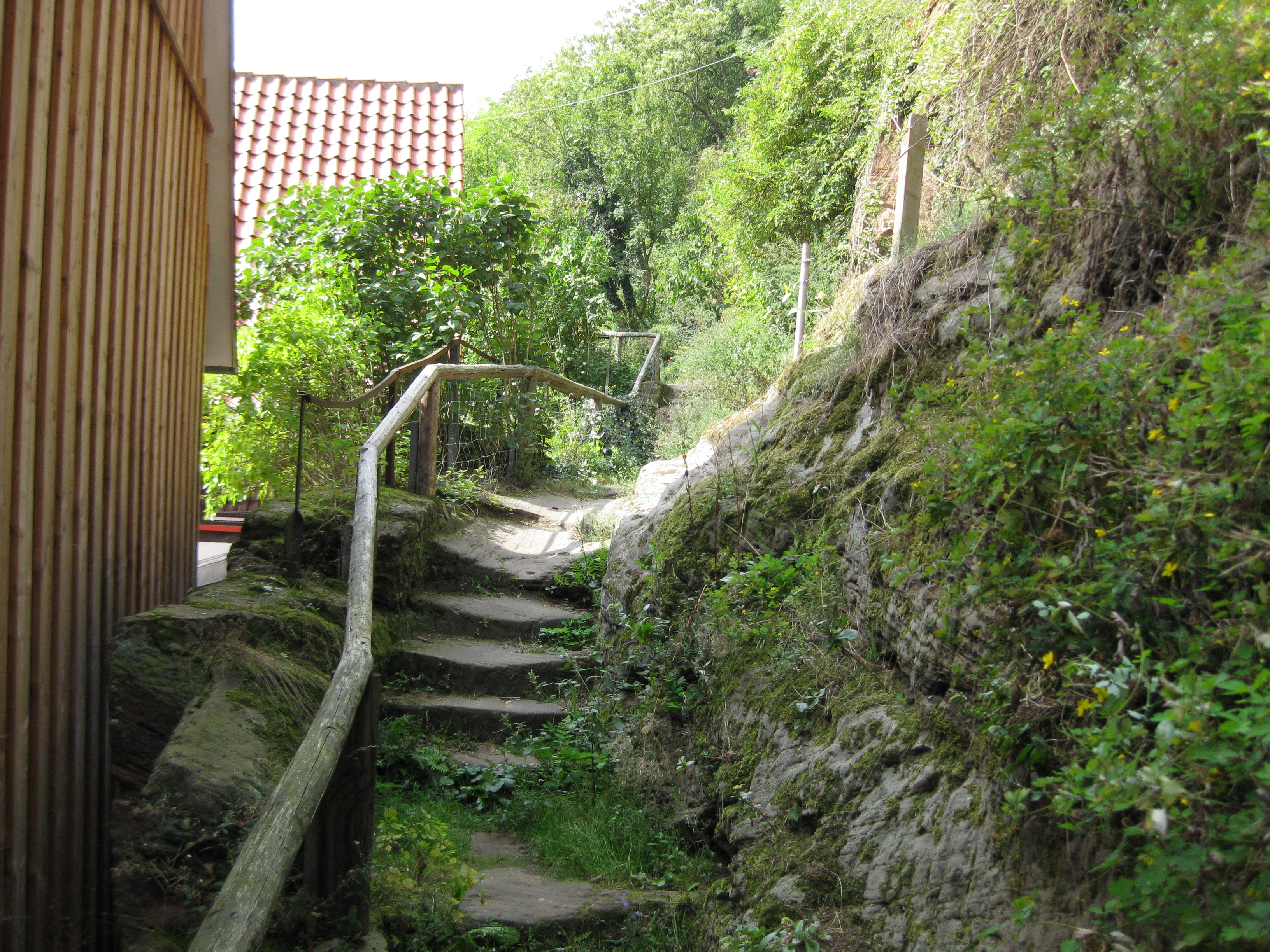
Östliche Felsentreppe als einer der historischen Zuwege zur Kirche

Die Straße, die vom Dorf auf den Kirchberg führt, wurde erst im frühen 19. Jahrhundert angelegt, zuvor war der Zugang vom Dorf zur Kirche nur zu Fuß über drei in den Felsen gehauene Treppen möglich, deren Stufen heute stark ausgetreten sind. Eine Zufahrt mit Fuhrwerken war bis dahin nur von Nordosten über den Domänenhof möglich.
Die Kirche ist nicht genau geostet, sondern um einen Winkel von etwa 23 Grad in Richtung Norden gedreht. Der genau genommen nach Westsüdwesten ausgerichtete Westriegel der Kirche grenzt an einen befestigten Parkplatz, an dem die heutige Zufahrtsstraße endet. Auch zu dieser Seite fällt das Gelände deutlich ab. Westlich davon stehen auf einem Ausläufer des Kirchbergs die ehemalige Schule und der Kindergarten des Ortes. Die Süd- und Ostseite der Kirche grenzen an den umfriedeten Kirchhof, während die Nordseite nicht öffentlich zugänglich ist. Sie grenzt an das ehemalige Klostergelände, das im ehemaligen Amtshaus unter anderem das Forstamt Reinhausen beherbergt und zum Kirchhof mit einer Sandsteinmauer abgegrenzt ist. Ein Zwischenbau, der die Westfront der Kirche mit dem Amtshaus verband, wurde 1955 durch einen Brand bis auf die Außenwände der beiden massiven Untergeschosse zerstört.
Nordöstlich des Friedhofs liegt die Domäne Reinhausen.

## Geschichte

### Burg der Grafen von Reinhausen

Grundriss mit Darstellung des Baualters (nach Ulfrid Müller):
dunkelblau: Ursprungsbau, Burg- und Stiftskirche
blau: romanische Erweiterung und Ergänzung
rot: gotische Ein- und Anbauten
orange: barocke Änderungen beim Umbau zur Saalkirche
gelb: Änderungen des 19. und 20. Jahrhunderts.
halbtransparent/blass (blassblau/blassrot-rosa): heute abgebrochen

Der älteste archäologische Nachweis für menschliche Aktivitäten auf dem Reinhäuser Kirchberg ist das Bruchstück eines Steinbeils aus der Jungsteinzeit. Eine kontinuierliche Besiedlung kann allerdings erst seit dem Frühmittelalter nachgewiesen werden. Seit dem 9. Jahrhundert befand sich eine Burganlage der Grafen von Reinhausen auf dem durch Felsabbrüche zum Tal hin natürlich gesicherten Bergsporn über dem Dorf Kirchberg. Eine größere Zahl archäologischer Funde aus der Umgebung der Klosterkirche konnte auf das 9./10. Jahrhundert datiert werden. Im 10./11. Jahrhundert hatten die Grafen von Reinhausen das Gaugrafenamt im Leinegau inne und damit auch überregionale Bedeutung. Entsprechend war ihre Stammburg in Reinhausen dimensioniert: Der Wohnbereich mit Kirche im Westen umfasste etwa anderthalb Hektar Fläche, der nordöstlich angrenzende Wirtschaftshof etwa einen weiteren Hektar. Der heutige Standort der Kirche, der Kirchhof und angrenzende Gebiete waren mit eingeschlossen. Seit 1980 wurden in mehreren Einzelgrabungen und Befundaufnahmen kleinere Bereiche des Burggeländes archäologisch untersucht. An der Abbruchkante des Bergsporns wurde auf etwa neun Metern Länge eine bis zu 3,30 Meter dicke zweischalige Befestigungsmauer freigelegt. Anhand hochmittelalterlicher Kleinfunde im Baubefund und im Abbruchschutt wurde der Abbruch der Mauer auf das 12. Jahrhundert datiert. Zum flach ansteigenden Hang hin bestand die Befestigung aus zwei Abschnittsgräben und einer drei Meter dicken vermörtelten Mauer. Die Innenbebauung der Burg ist schwierig zu rekonstruieren, weil das Gelände noch im Hochmittelalter durch das Kloster überbaut wurde. Im Inneren der Klosterkirche wurden bei Ausgrabungen allerdings Reste der Burgkirche der Grafen von Reinhausen gefunden. Über die genaue bauliche Gestaltung der Burgkirche liegen keine Zeugnisse vor.

### Stiftskirche
Ende des 11. Jahrhunderts wandelten die Grafen Konrad, Heinrich und Hermann von Reinhausen sowie ihre Schwester Mathilde ihre Stammburg in ein Stift um. Der Datierung der Umwandlung in ein Stift auf das Jahr 1079 in älterer Literatur wird jedoch in neuerer Forschung widersprochen. Stattdessen werden anhand möglicher Todesdaten eines der Stifter, des Grafen Konrad von Reinhausen, die Jahre 1089 oder 1086 als spätester Zeitpunkt der Stiftung angenommen. Nach der historischen Bauforschung durch Ulfrid Müller in den Jahren 1963–1967 gilt als sicher, dass die bauliche Substanz der Eigenkirche nach der Umwandlung der Burg in ein Kanonikerstift und später in ein Kloster für dessen Kirche Verwendung fand. Unter anderem weist darauf die Ausführung der südlichen Chorwand hin. So wird in der Anlage der Burgkirche in ottonischer Zeit bereits die Grundkonzeption der späteren Stiftskirche gesehen. Die Südwand des Chores mit einem noch erkennbaren zugesetzten Rundbogenfenster, dessen Nordwand, der Chorbogen mit den Kämpferplatten, die den unteren Bogenansatz hervorheben, und die unteren Bereiche der Pfeiler im Mittelschiff gelten als Baureste der Burgkirche. Ulfrid Müller nahm für die Ursprungskirche ein Westportal an, an dessen Stelle später die heutige Turmfront errichtet wurde. Im Vergleich zu anderen Burgkapellen in der Region ist die Kirche ungewöhnlich groß und entspricht damit der regionalen Vorrangstellung der Grafen von Reinhausen im 10. und 11. Jahrhundert.
Die Klosterkirche Reinhausen geht demnach auf eine Eigenkirche in der Adelsburg der Grafen von Reinhausen zurück, die an dieser Stelle ab dem 10. Jahrhundert archäologisch nachgewiesen wurde. Entsprechend ist der Beginn der Baugeschichte der Kirche auf das 10. Jahrhundert anzusetzen. Trotz fehlender schriftlicher Zeugnisse aus der Frühzeit ist deshalb eine über tausendjährige Geschichte der Kirche nahezu sicher. In der Forschung Müllers wurde zunächst von dem Bau der Burgkirche im 11. Jahrhundert ausgegangen.

### Klosterkirche
Ebenso wie die vorklösterliche Geschichte ist die frühe Geschichte des Klosters Reinhausen hauptsächlich durch einen Bericht des ersten Reinhäuser Abtes Reinhard bekannt, den er zwischen 1152 und 1156 verfasst haben muss. Bei der Umwandlung vom Stift in ein Kloster handelte es sich wahrscheinlich um einen mehrere Jahrzehnte dauernden Prozess. Die Weihe der Klosterkirche wird in die Zeit zwischen 1107 und 1115 datiert und erfolgte durch Bischof Reinhard von Halberstadt. Reinhausen gehörte zum Erzbistum Mainz, insofern stand die Kirchweihe dem Mainzer Erzbischof zu. Da das Erzbistum Mainz nach dem Tod Bischof Ruthards und vor der Bischofsweihe Adalberts vakant war, war ein auswärtiger, benachbarter Bischof beauftragt worden, die Weihe vorzunehmen. Von Bischof Reinhard hatte sich Graf Hermann von Winzenburg als Initiator der Klostergründung eine großzügige Schenkung erhofft, die jedoch nicht gewährt wurde. Im Niedersächsischen Klosterbuch wird als wahrscheinliches Datum der Weihe der 3. Dezember 1111 angenommen. Die Angaben zur Klosterweihe beziehen sich höchstwahrscheinlich auf die Konsekration der Klosterkirche, denn die Berufung eines Abtes erfolgte frühestens im Jahr 1116.
Für die erste Hälfte des 12. Jahrhunderts lässt sich das Aussehen der Klosterkirche ungefähr rekonstruieren. Ulfrid Müller und Klaus Grote gehen nach den Erkenntnissen ihrer Bauforschung davon aus, dass diese Gestalt der Burg- und Stiftskirche auch für den Ursprungsbau der Klosterkirche anzunehmen ist, dass also größere Umgestaltungen erst stattfanden, als das Kloster bereits einige Zeit bestand. Während die Kirche für eine Burgkapelle außerordentlich groß war, hatte und hat sie bis heute im Vergleich zu anderen Klosterkirchen der Romanik sehr geringe bauliche Ausmaße. In der Bausubstanz aus der ältesten Klosterzeit ist fast keine Bauornamentik nachzuweisen und die Kirche war nicht eingewölbt – anders als die Kirche des Klosters Lippoldsberg, die architektonisch Vorreiterfunktion in der Region hatte und Mitte des 12. Jahrhunderts vollendet wurde. Das weist darauf hin, dass die eigentliche Errichtung der Kirche wesentlich früher erfolgte. Nach den Ergebnissen der Bauforschung entsprach auch die ursprüngliche Klosterkirche noch etwa der Burg- und Stiftskirche: Erhalten sind Teile dieser ersten Klosterkirche in der Nordwand und Südwand des Chorraums, möglicherweise im Chorbogen einschließlich der Kämpferplatten, in dem östlichen Pfeilerpaar sowie in der unteren Hälfte der beiden westlichen Pfeiler, die im Mittelschiff der heutigen Kirche stehen. Die Kirche war Rekonstruktionen zufolge eine Pfeilerbasilika mit kreuzförmigem Grundriss. Sie besaß ein Querhaus, das im Norden und Süden über die heutigen Außenwände hinausging, und ein gegenüber den Seitenschiffen erhöhtes Mittelschiff, das oberhalb der Seitenschiffe durch Obergaden belichtet war. Die dadurch architektonisch stark hervorgehobene Vierung könnte ähnlich gebaut gewesen sein wie der diesem Bauteil heute entsprechende vordere Teil des Mittelschiffs, das Fußbodenniveau war jedoch gegenüber dem Kirchenschiff um drei Stufen erhöht, also war das Fußbodenniveau des Langhauses entsprechend niedriger. Die Seitenschiffe waren vom Querschiff durch eine Mauer – wahrscheinlich mit einer Öffnung – getrennt, deren Fundament auf der Südseite der Kirche gefunden wurde. Die östlichen Pfeiler des Mittelschiffs hatten ausweislich der Fundamentbefunde ursprünglich einen kreuzförmigen Grundriss. Über die Gestaltung der Westfront der ersten Klosterkirche, etwa durch einen Turm oder ein Westwerk, liegen noch keine Erkenntnisse vor, der heutige romanische Westbau ist jünger.
Nach dem Bericht des ersten Abtes Reinhard über die Geschichte des Reinhäuser Klosters wurde jedoch entgegen der Anlage des Stiftes das Kloster wegen Platzmangels von der Südseite auf die Nordseite verlegt und erweitert. Diese Angabe kann sich auf die Klosterkirche beziehen, denn südlich der Kirche sind tatsächlich nur etwa 10 Meter Platz bis zum Felsabhang.
In die Zeit als Klosterkirche fallen einige Umgestaltungen, der Ein- und Anbau von Kapellen sowie die Stiftung von Altären.

Bauphasen-Rekonstruktion nach Ulfrid Müller
Ursprungsbau
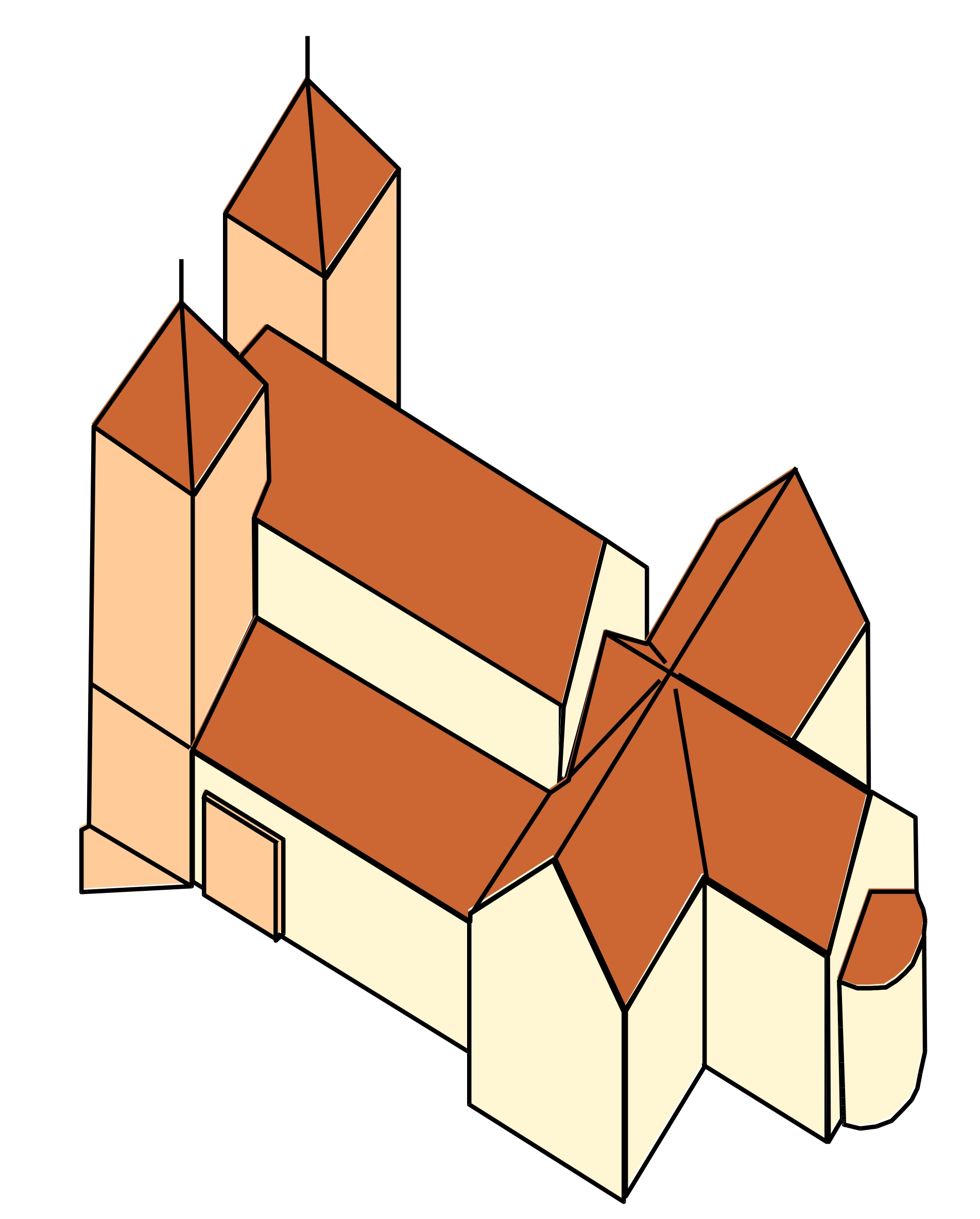
12. Jahrhundert
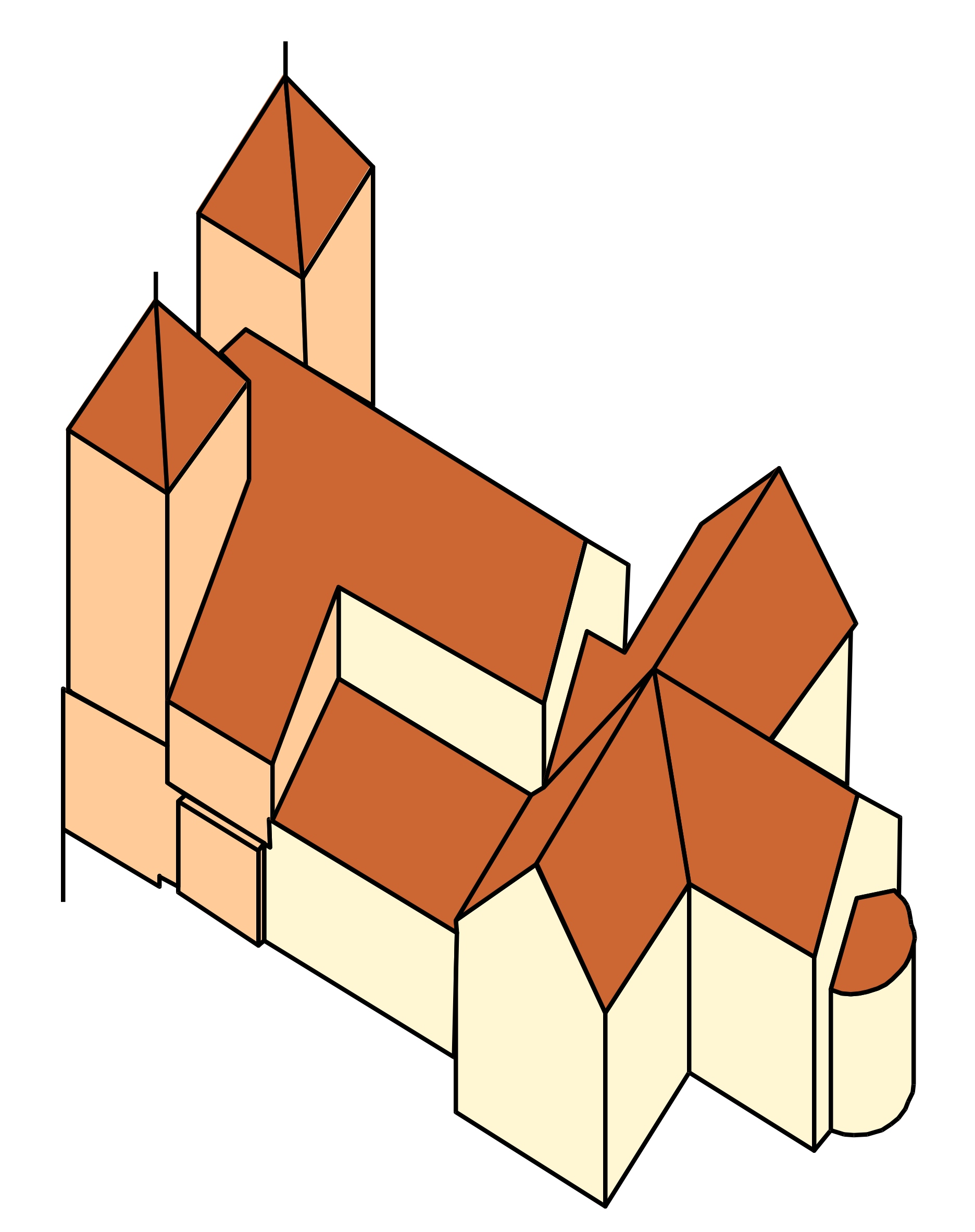
Ende 13. Jahrhundert
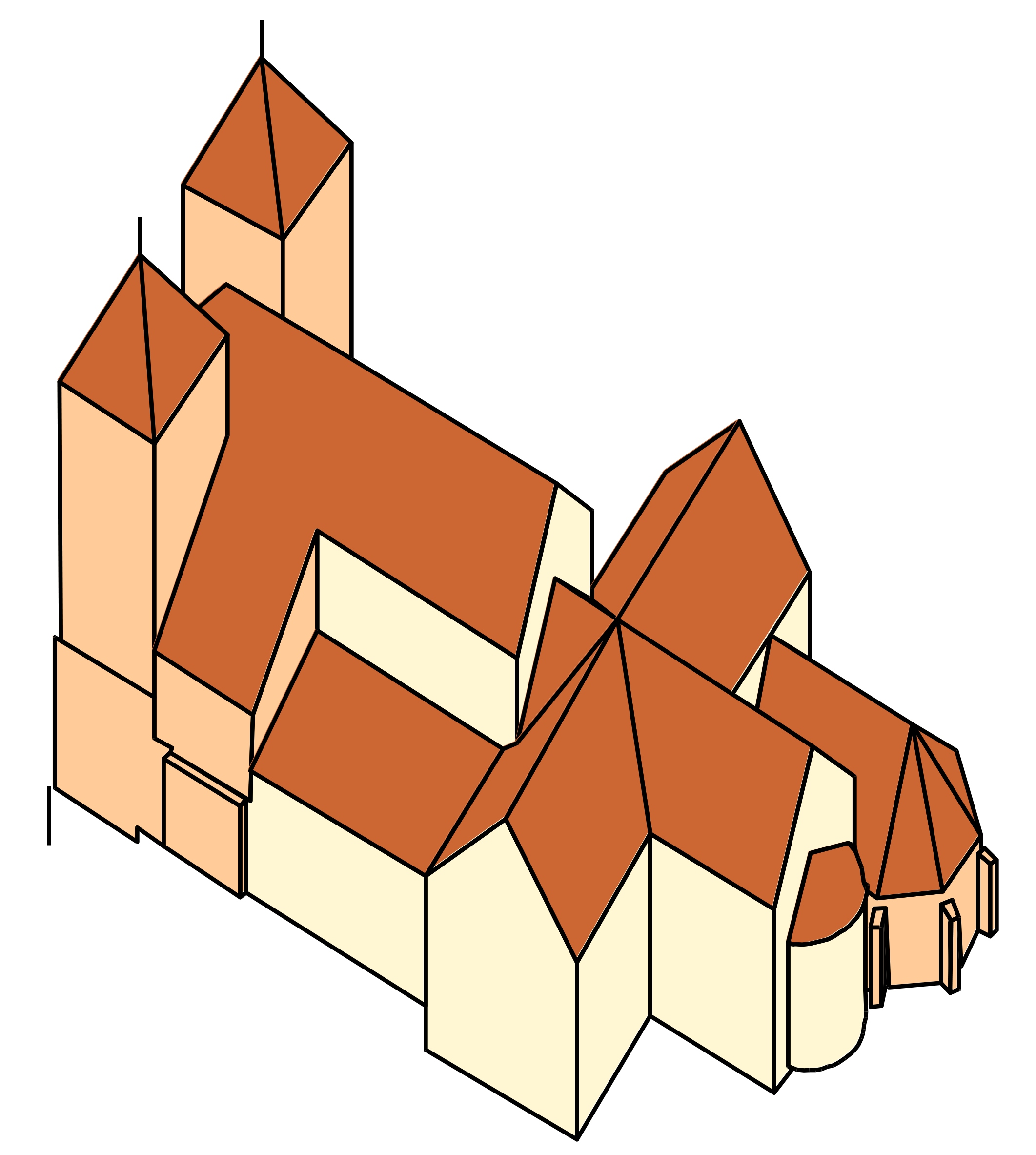
14. Jahrhundert
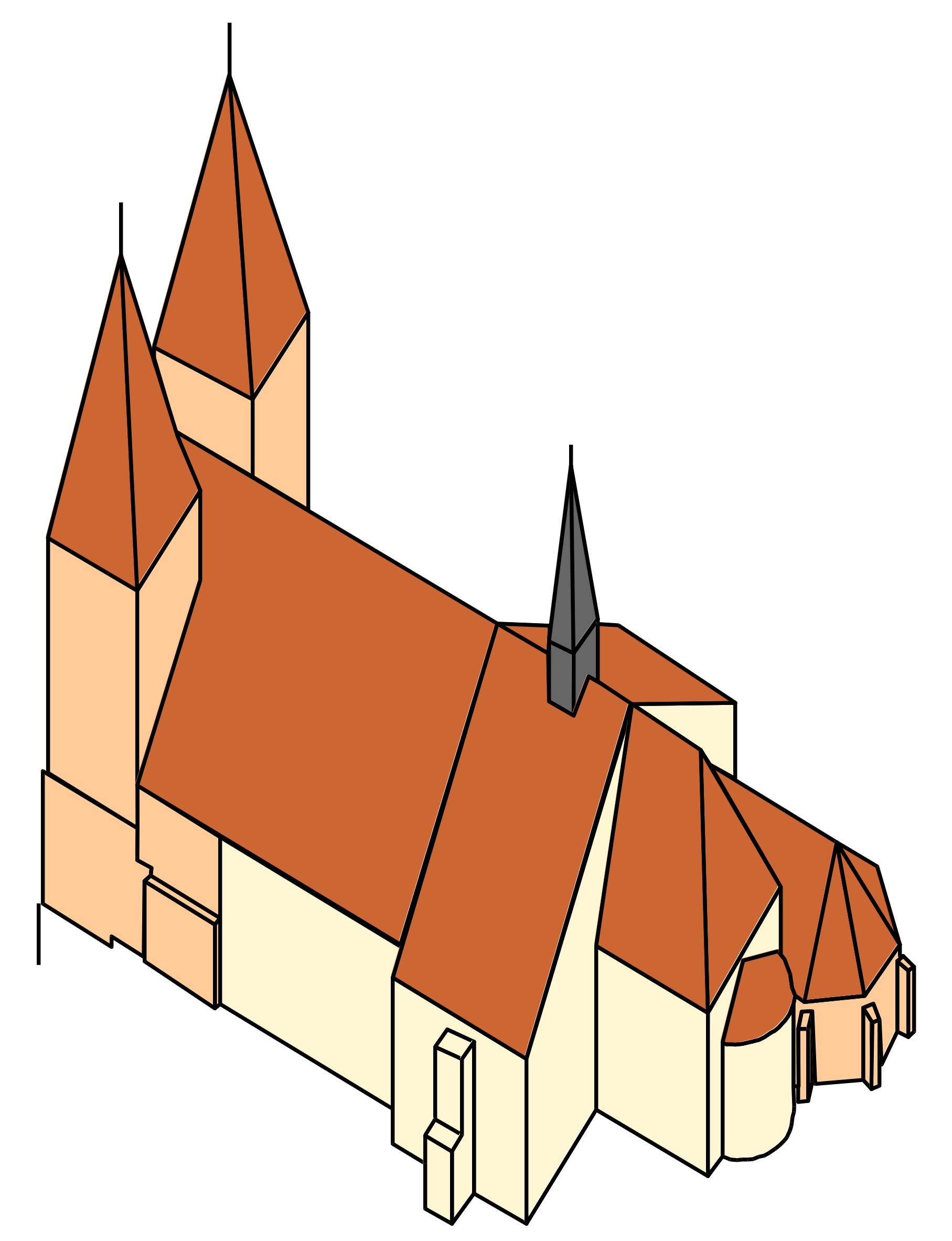
17. Jahrhundert
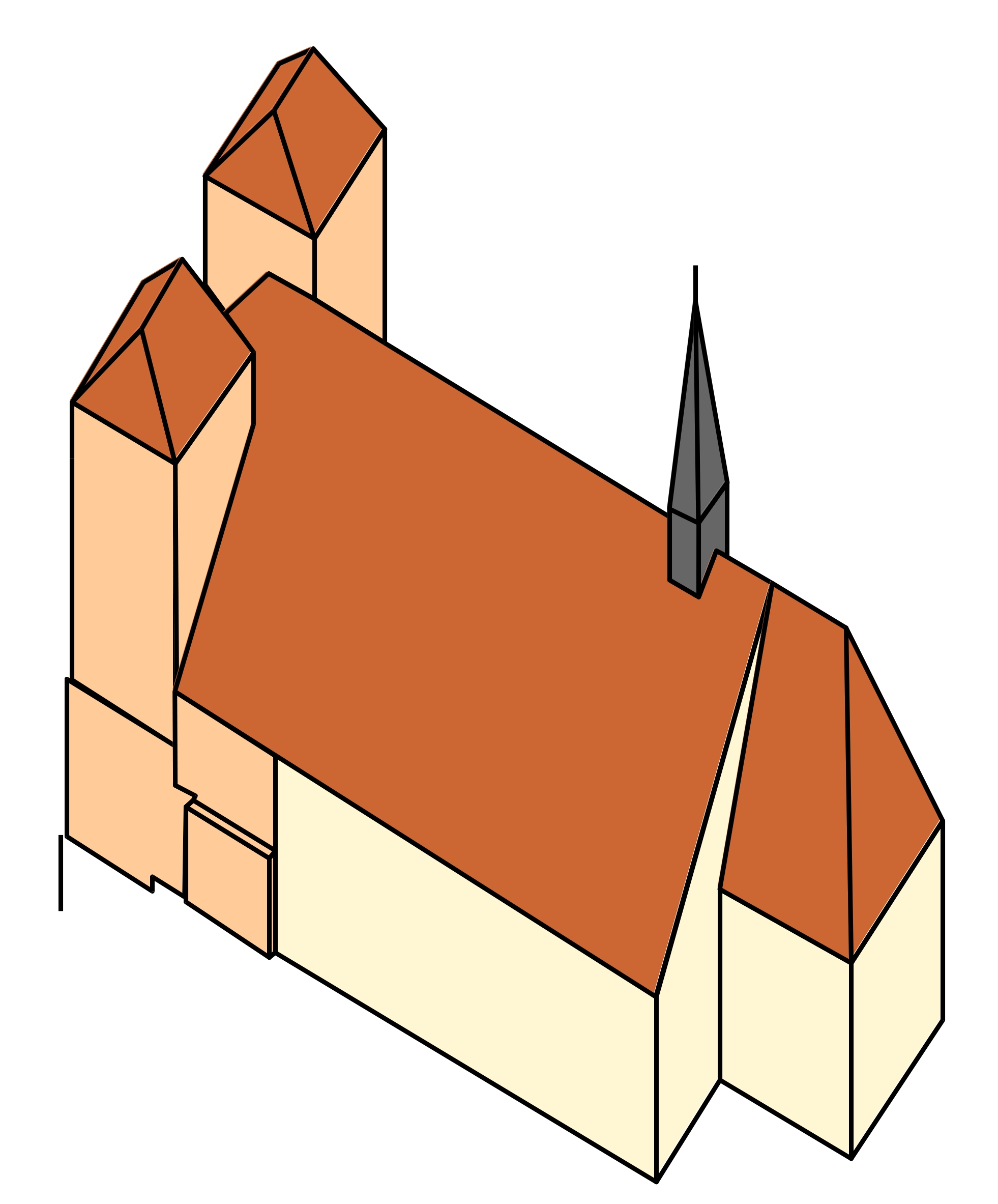
Um 1800

Die romanische Westfassade mit ihren beiden Türmen, die das äußere Erscheinungsbild am stärksten prägt, wurde um 1170 errichtet. Für die Umgestaltungen ab Mitte des 12. Jahrhunderts wird ein Einfluss der Äbtissin Eilika von Ringelheim angenommen, die aus der Familie der Grafen von Reinhausen stammte und mehrere Monate jährlich an ihrem ehemaligen Stammsitz im Kloster Reinhausen verbrachte. Das starke Geländegefälle ließ kein Portal in der Westfassade zu, so dass der Eingang für Besucher, die nicht aus dem Kloster kamen, an die heutige Stelle in ein Zwischenjoch an der Südseite östlich des Turmes gelegt wurde. Gegenüber an der Nordwand befand sich der Zugang aus dem Klosterbereich. Ob bei der Errichtung des Westriegels im Mittelbau bereits eine Empore eingebaut wurde, wird unterschiedlich bewertet: Ulfrid Müller nimmt eine Empore nahezu als sicher an, weil sie der Äbtissin und Gräfin Eilika als Herrschaftsempore dienen konnte und ihr auch in der Art einer Nonnenempore die Teilnahme am Gottesdienst in der Mönchskirche ermöglichte. Außerdem werden Bezüge der später aufgebrachten Wandmalereien zu dem nördlichen Emporenzugang aus dem Obergeschoss des Klostergebäudes gesehen. Tobias Ulbrich sieht diese Bezüge nicht zwangsläufig und bestreitet die zwingende Datierung einer Emporenanlage auf die Zeit vor 1400. Eine Belichtung des Mittelschiffs erfolgte zusätzlich zu den Obergadenfensten durch zwei große Rundbogenfenster im Westriegel, die später verändert und 1893 wieder rekonstruiert wurden.
Weil das Seitenschifffundament auf der Innenseite deutlich vorspringt, wird angenommen, dass die Seitenschiffe in der zweiten Hälfte des 12. Jahrhunderts etwas verbreitert wurden. Anhand zugemauerter Rundbogenfenster und der inneren Malereien lässt sich feststellen, dass sie drei Viertel so hoch waren wie heute. Die neuen Mauern der Seitenschiffe wurden dicker errichtet: Ihre Stärke beträgt wie die des Westriegels knapp 1,30 Meter, während die älteren Mauern nur rund 90 Zentimeter stark sind. Ulfrid Müller nimmt auch eine deutliche Erhöhung des Mittelschiffs in dieser Bauphase an, von anderen wird diese These jedoch abgelehnt. Unverändert blieb in der späten romanischen Bauphase die ausgeschiedene Vierung.
Ein erneuter wirtschaftlicher Aufschwung des Klosters in der Zeit zwischen 1245 und 1309 brachte neue Bautätigkeiten an der Klosterkirche mit sich. Erzbischof Gerhard II. von Mainz gewährte in einer Mainzer Ablassurkunde des Jahres 1290 jedem, der sich am Bau der Reinhäuser Kirche beteiligte, einen vierzigtägigen Ablass. Ende des 13. Jahrhunderts erhielten das nördliche und südliche Joch des Westriegels sowie die beiden angrenzenden Zwischenjoche ein einfach gestaltetes Kreuzgratgewölbe, die Gurtbögen der Turmuntergeschosse wurden spitzbogig umgestaltet, ebenso die Bögen der Ostseite des ersten Obergeschosses im Turm. Der Haupteingang auf der Südseite verlor das Tympanon, das ursprünglich das Bogenfeld des Rundbogenportals gefüllt hatte, und erhielt eine Spitzbogentür. Ein zweites, heute zugesetztes Portal wurde auf der Südseite westlich des Querhauses eingebrochen.

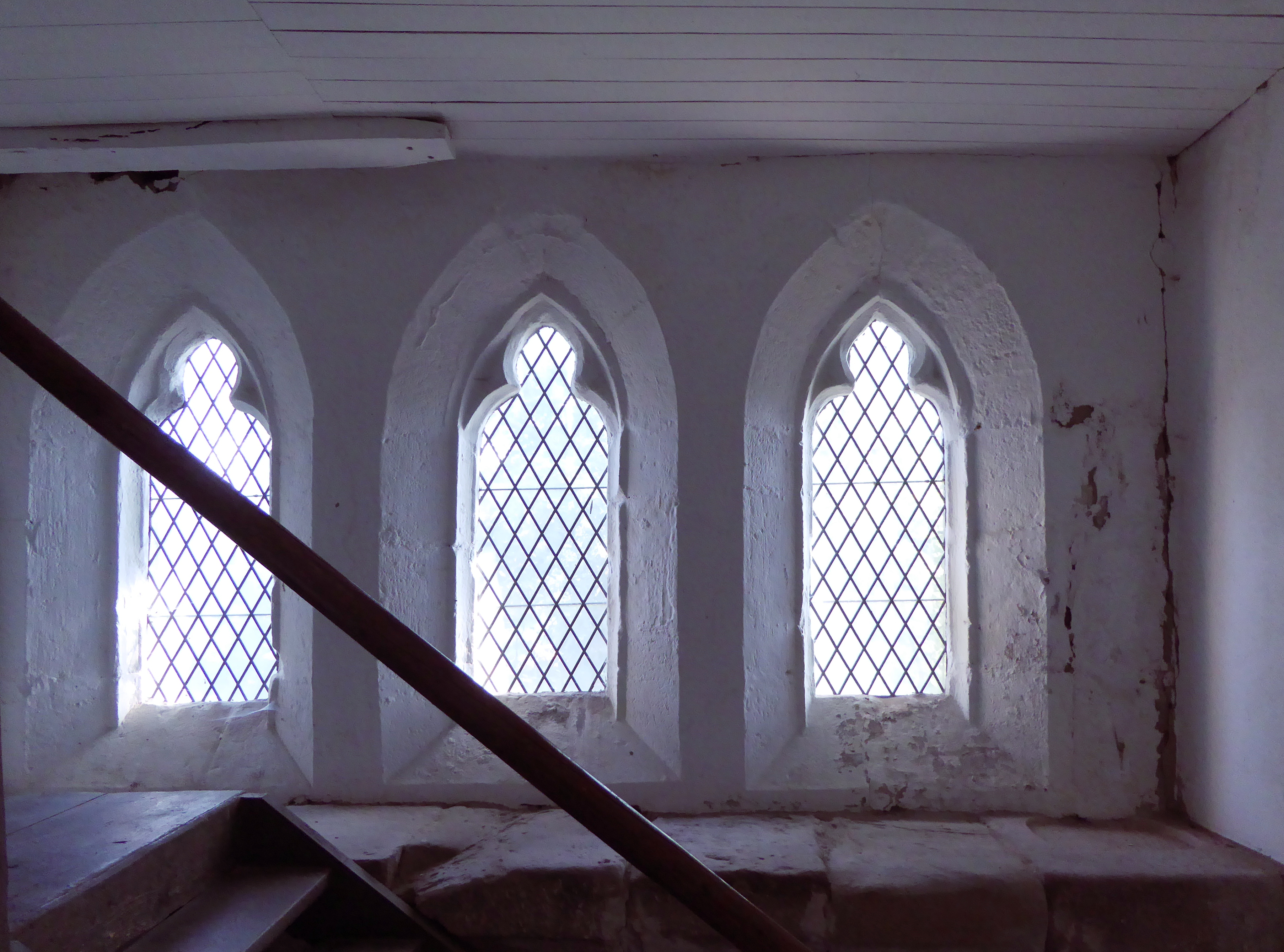
Fenster der Mauritius-Kapelle

In derselben Bauperiode wurde über dem Eingang an der Südseite der Kirche eine Kapelle des heiligen Mauritius (Moritz) mit drei gotischen Spitzbogenfenstern eingerichtet. Die Mauritiuskapelle erstreckte sich über zwei Joche, die Seitenschiffwand wurde für die Kapelle an dieser Stelle erhöht. Der Zugang erfolgte über die Empore. Wegen der Größe des Kapellenraumes befand sich die Ostwand nicht in der Achse des vorhandenen Pfeilers, sondern einen Meter östlich davon. Die Wand im Erdgeschoss wurde von einer unmittelbar darunter stehenden Wand getragen, so dass unter der Kapelle eine abgetrennte Eingangshalle entstand. Der Altar der Moritzkapelle erhielt ein eigenes gemauertes Fundament, das als Pfeiler in der Nordostecke der gewölbten Eingangshalle sichtbar ist. Urkundlich erwähnt wurde der Altar und damit die Kapelle erst 1415 anlässlich der Stiftung einer Seelenmesse. Eine weitere Kapelle soll nach der Überlieferung des Göttinger Chronisten Franciscus Lubecus durch Abt Gunter von Roringen vor seinem Tod im Jahr 1300 als Grablege der Äbte des Reinhäuser Klosters errichtet worden sein. Diese Datierung muss in Zweifel gezogen werden, weil Gunter dem Kloster noch 1382 und 1385 als Abt vorstand.
Bei den Sanierungsarbeiten 1965 wurden nördlich des Chorraums im Bereich der dort errichteten Sakristei Ansätze eines Kreuzrippengewölbes gefunden. Es gehörte zu einer gotischen Seitenkapelle mit 3/8-Schluss. Zwischen dem nördlichen Querhausarm und der Kapelle gab es einen schmalen Gang, der den direkten Zugang zum Chorraum vom Klostergebäude her ermöglichte. Die Funde der Kapellenreste werden auf die im Jahr 1394 urkundlich erwähnte Kapelle nördlich des Chores bezogen, die als Grablege der Herren von Uslar diente. Sie wird auch als Johanniskapelle bezeichnet, weil die Überlieferungen sie als Standort eines dem Evangelisten Johannes geweihten Altars nennen: Schriftlich erwähnt wurde 1360 ein neuer Altar im Umgang, 1378 eine Grablege des Ritters Ernst von Uslar vor dem Altar des Evangelisten Johannes und 1399 eine Dotation der vier Söhne des Ernst von Uslar für den St.-Johannis-Altar in der neuen Kapelle im Umgang. Die Grabkapelle der Uslarer ist in der Inventarliste im Jahr 1707 noch aufgeführt. In älterer Literatur wurde die Kapelle auf das Jahr 1322 datiert. Die Datierung stützte sich auf zwei deutlich beschädigte Schlusssteine eines Kreuzrippengewölbes mit Inschriften, die im 19. Jahrhundert in diesem Bereich gefunden und dieser Kapelle zugerechnet wurden. Heute lagern sie in der Mauritiuskapelle. Gegen diese frühe Datierung der Schlusssteine spricht die neuere, von der früheren Lesart abweichende Entzifferung der Inschriften „•an(n)o•1•5•22•d(omi)n(u)s•m[at]hias• […]“ und „frater•reÿnerus•prior•“. Damit gilt die Zuordnung dieser Schlusssteine zur Grabkapelle der Herren von Uslar als nicht mehr wahrscheinlich und auch die Datierung dieser Kapelle auf das Jahr 1322 als hinfällig.

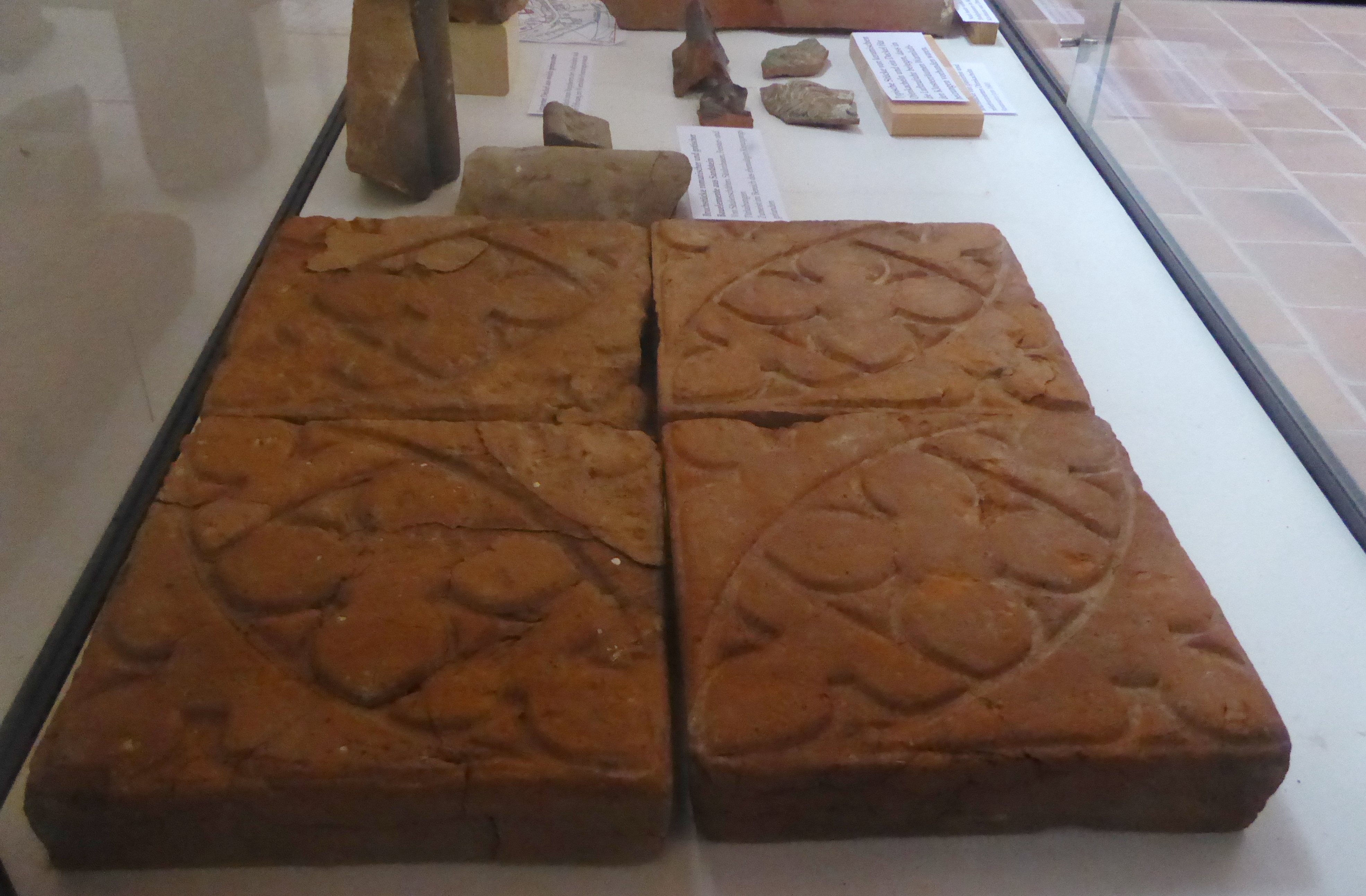
Gotische Maßwerkfliesen von der Nordseite der Kirche

Der Durchgang vom nördlichen Zwischenjoch der Kirche in die Südwestecke des angrenzenden Kreuzgangs wurde nach neuerer Erkenntnis bereits im Mittelalter von innen zugemauert. Auf der Außenseite entstand eine Nische, deren unterer Teil später ebenfalls ausgemauert wurde. Darunter wurden unter einer Humusschicht 1993 bei Dränagearbeiten vier gotische Maßwerkfliesen gefunden, die als Fußbodenbelag dienten. Weder im angrenzenden Bereich des Kreuzgangs noch im Türschwellenbereich unter der mittelalterlichen Vermauerung gab es eine Fortsetzung des Fliesenbelages oder Hinweise darauf. Hildegard Krösche erwägt eine Zuordnung dieser Fliesen zu der Kapelle nördlich des Chorraums.
Vom Beginn des 14. Jahrhunderts bis zur Auflösung des Klosters im Jahr 1574 dienten Baumaßnahmen überwiegend der Ausgestaltung der Kirche und ihrer Kapellen. So wurden zwischen 1387 und 1442 die Innenseiten der Wände zumindest in der Eingangshalle, an den Seitenwänden der Empore und im südlichen Seitenschiff mit Wandmalereien verziert. Nach Anschluss des Klosters Reinhausen an die Bursfelder Kongregation 1446 wurden weitere spätgotische Ausstattungsstücke gestiftet. Die letzte speziell dem Bau der Kirche und des Klosters dienende Stiftung, die schriftlich überliefert ist, erfolgte 1451 durch die Herren von Uslar. 1498 und 1507 wurde jeweils ein spätgotischer Schnitzaltar gestiftet, von beiden sind große Teile bis heute erhalten. Nach der jüngeren Lesart der Inschriften auf den beiden Schlusssteinen, die in der Mauritiuskapelle liegen, muss angenommen werden, dass noch im Jahr 1522 eine größere An- oder Umbaumaßnahme auf dem Klostergelände durchgeführt und ein Gewölbe in ein Gebäude eingezogen wurde. Darauf könnte auch die Inschrift auf einem inzwischen verlorenen Stein hindeuten, der im 19. Jahrhundert als Spolie in die Friedhofsmauer eingelassen war: „M.ccccc.xxii. / S.georivs ora pro nobis.“ („1522 / Hl. Georg (?), bitte für uns.“)

### Seit der Reformation
Befand sich das Kloster schon vor der Reformation wirtschaftlich und personell im Abwärtstrend, so beschleunigte sich diese Entwicklung durch die Einführung der Reformation 1542 und die Einrichtung eines Amtshofes im Klostergut noch. 20 Jahre nach Einführung der lutherischen Klosterordnung wurde das Inventar des Klosters und der Kirche aufgelistet, weil das Kloster dem als Amtmann eingesetzten Ludolf Fischer übergeben werden sollte. In Reinhausen starb der letzte Mönch des alten Konvents 1564.

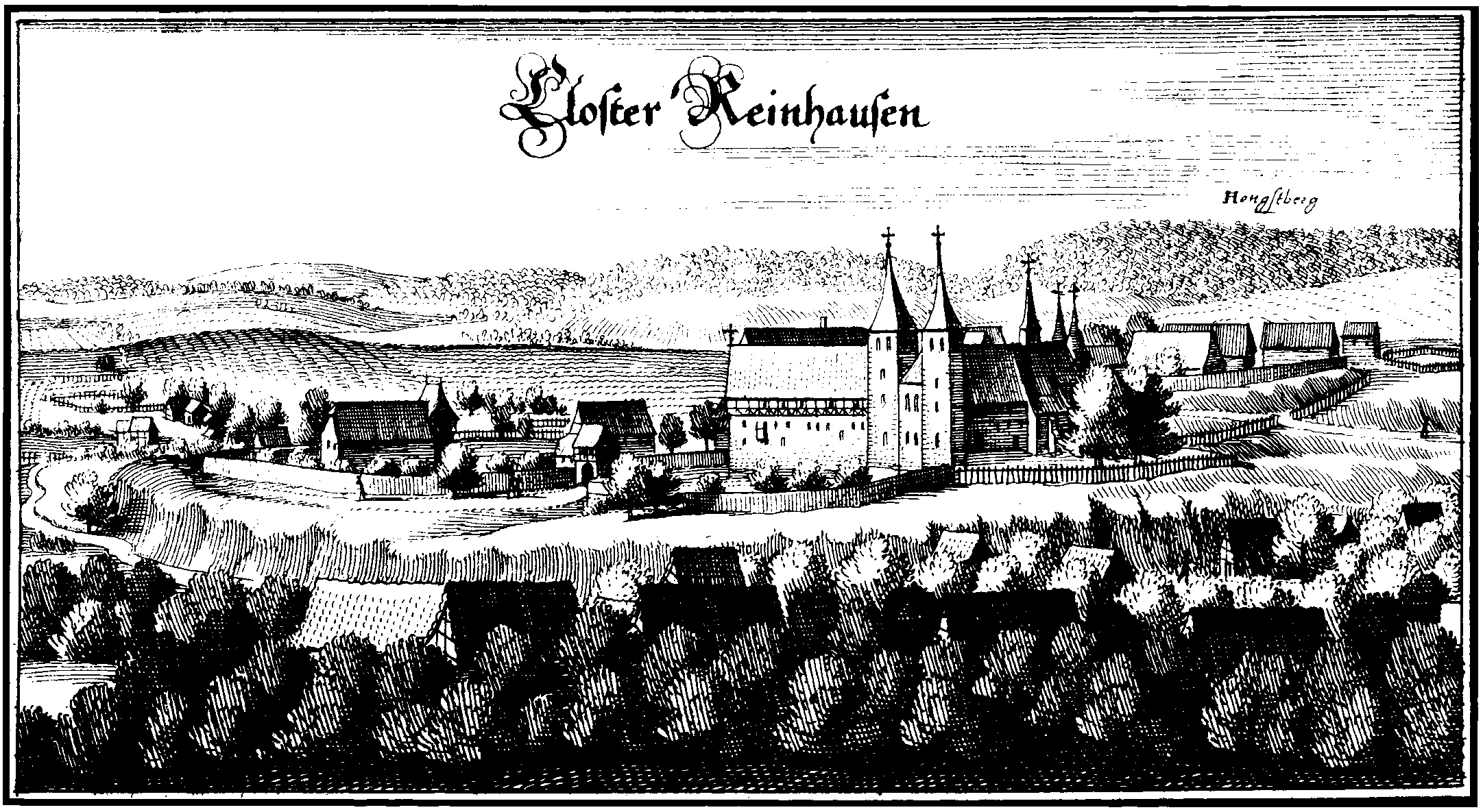
Merian-Stich von Reinhausen, 1654

Die weitere Umgestaltung des Kirchengebäudes nach Auflösung des Klosters ist zunächst nur aus der ersten bildlichen Darstellung auf einem Stich von Matthäus Merian ersichtlich, der 1654 in der Topographia Germaniae erschien. Zu dieser Zeit war die Form einer Basilika äußerlich nicht mehr erkennbar. Das Querhaus war mit der Vierung, dem Chor und dem Langhaus unter ein Satteldach zusammengefasst. Die Türme wurden mit hohen Spitzhelmen bekrönt, außerdem gab es einen Dachreiter auf dem Chor. Das wird durch eine Inventarliste des Klosters aus dem Jahr 1707 bestätigt, in der eine Glocke über dem Chor erwähnt ist.
Zu Beginn des 18. Jahrhunderts wurde der kreuzförmige Grundriss aufgegeben, indem die Querhausmauern abgebrochen und die Längswände der Seitenschiffe durchgehend in einer Flucht errichtet wurden. Die Ostwand des Chors wurde mit den alten Steinen neu aufgemauert und erhielt ein großes barockes Fenster, auch in die Seitenschiffwände wurden große Fensteröffnungen im Barockstil gebrochen. Die Westfassade erhielt ebenfalls ein barockes Fenster. Eine von Mithoff im Jahre 1861 berichtete Verkürzung der Kirche, die 150 Jahre zuvor stattgefunden haben soll, wird sich auf diese Maßnahmen beziehen. Durch das Einziehen einer niedrigeren Decke über alle Kirchenschiffe erfolgte die grundlegende Umgestaltung der Basilika in eine Hallenkirche.
In den Jahren 1885–1887 fand eine umfangreiche Sanierung statt, bei der das Verbindungsgeschoss zwischen den Türmen rekonstruiert wurde. Im Zuge der Arbeiten wurden auch die Westempore umgestaltet, die Dachgauben entfernt und das Dach ohne den vorher vorhandenen Absatz durchgezogen. Außerdem erhielt die Kirche nach dem Abbau der barocken Kanzelaltarwand einen aus Resten eines mittelalterlichen Marienaltars zusammengesetzten und um neue Teile ergänzten Flügelaltar, der seitdem als Hauptaltar dient. Um die Wände des Chorraums gegen eindringende Feuchtigkeit zu sichern, wurde im unteren Bereich innenseitig eine zweite Wandschale vor die Wände gemauert. Eine erneute grundlegende Restaurierung des Kirchenraums erfolgte 1963 bis 1967. Dabei wurden nördlich neben dem Chorraum eine Sakristei und ein Heizungsraum angebaut. Mit den Umbau- und Sanierungsarbeiten an der Kirche wurden in den Jahren 1965 bis 1968 archäologische Grabungen durchgeführt und die vorhandene Bausubstanz der Kirche durch Ulfrid Müller genau vermessen und untersucht. Weil die baugeschichtlichen Untersuchungen erst lange nach Beginn der Umbauarbeiten einsetzten, konnten im Westteil der Kirche keine Grabungen mehr stattfinden. Erkenntnisse über einen eventuellen Turm oder einen anders gestalteten westlichen Abschluss des ursprünglichen Kirchenbaus konnten deshalb nicht gewonnen werden. 1990/1991 musste die Turmfassade saniert werden.
Im Februar 2011 wurde der Kirch-Bauverein St. Christophorus Reinhausen e. V. gegründet, um Mittel zur Finanzierung von Erhaltungs- und Sanierungsmaßnahmen an der Kirche einzuwerben.

## Architektur

### Außenbau

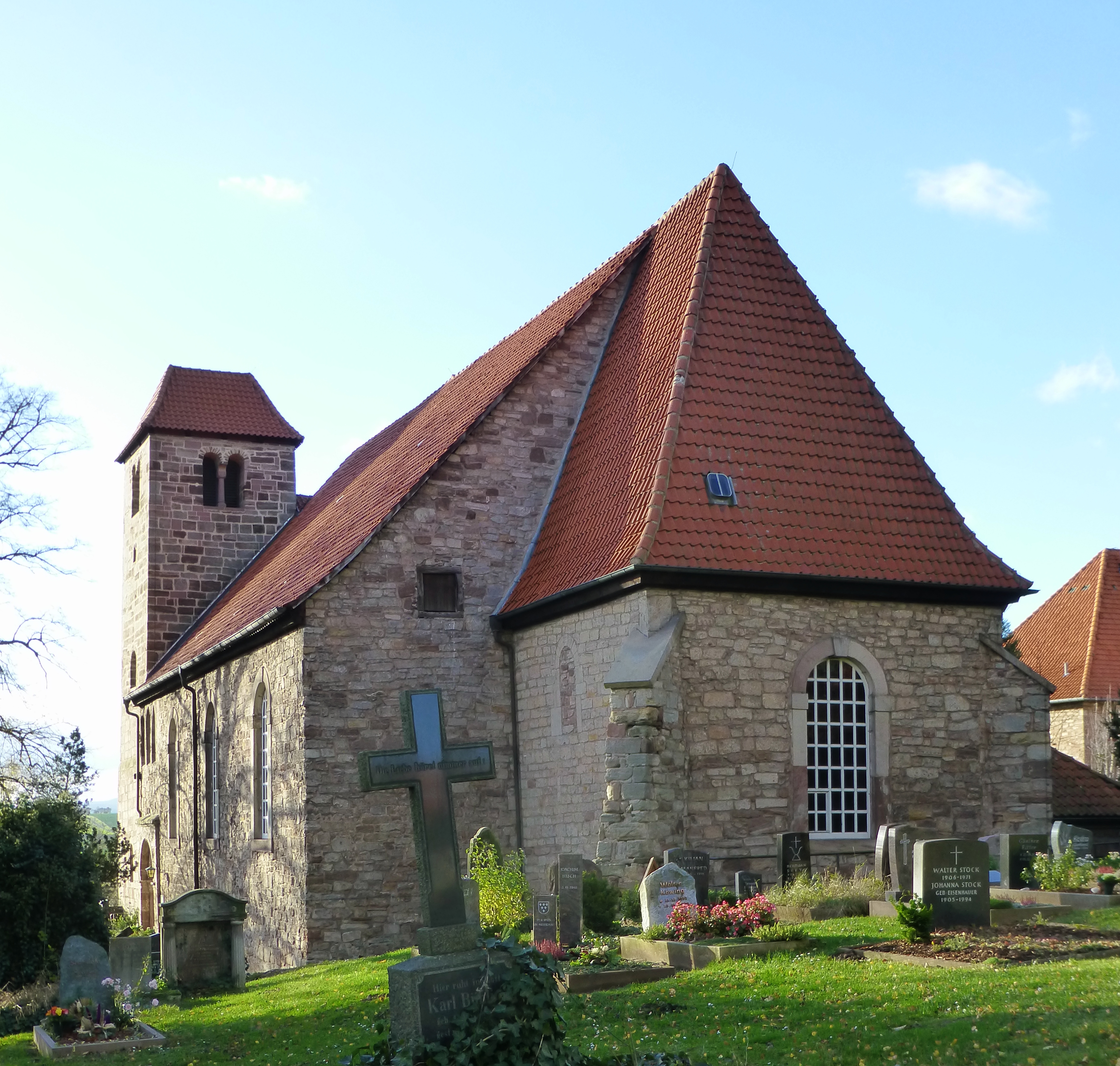
Südostansicht der Kirche

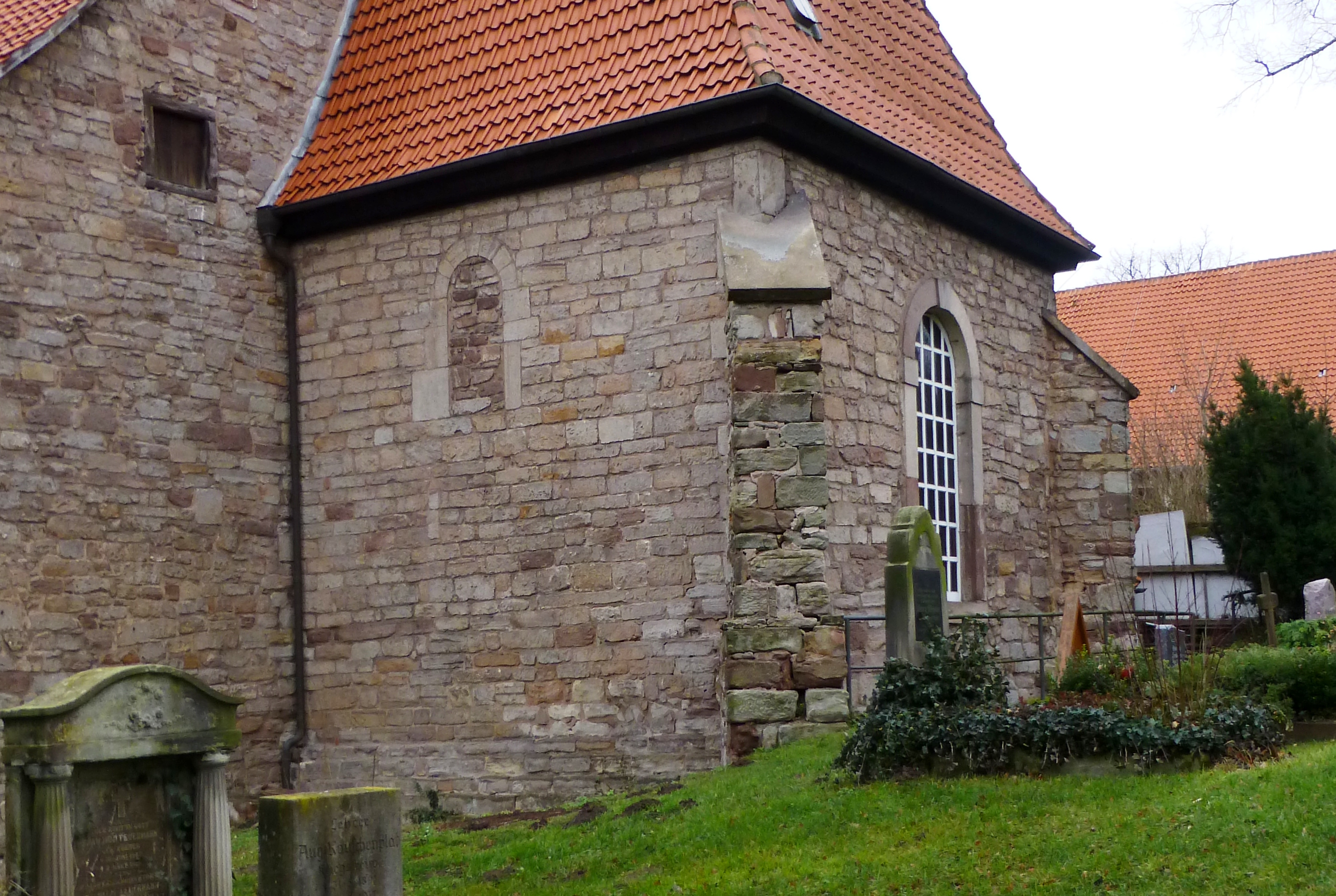
Südwand des Chorraums: Das Mauerwerk des Ursprungsbaus unterscheidet sich deutlich vom jüngeren Mauerwerk der angrenzenden Wände

Das Erscheinungsbild der Klosterkirche wird durch die monumental wirkende romanische Doppelturmfassade im Westen bestimmt. Sie wurde aus vor Ort gewonnenen roten Sandsteinquadern mit geringer Festigkeit errichtet und weist neben schmalen Fensteröffnungen, die die Geschlossenheit des Gesamteindrucks kaum stören, lediglich eine Gliederung durch ein sehr schmales, schlichtes Sohlbankgesims auf. Die Gesamtbreite des Westbaus beträgt 16,30 Meter. Die Türme schließen mit niedrigen Walmdächern mit querliegendem First ab, die ihnen besonders in der Fernansicht einen etwas gedrungenen Ausdruck verleihen. Dabei ist das südliche Turmdach etwas niedriger als das nördliche. Unter den Dächern sind die Schallöffnungen als gekuppelte Fenster angeordnet, deren romanische Teilungssäulen Würfelkapitelle und attische Basen aufweisen. Das Mauerwerk der Türme überragt das des Mitteltraktes um 5,50 Meter, zwischen ihnen liegt die Dachschräge des nach Westen abfallenden Mittelschiffdaches. Das 5,75 Meter hohe Obergeschoss ist unter den Türmen noch einmal in zwei Geschosse unterteilt, die oben durch ein etwas breiteres Rundbogenfenster mit Mittelsäule und darunter ein einfaches schmales Rundbogenfenster belichtet werden. Zwei deutlich größere Rundbogenfenster weist lediglich das bei einer größeren Renovierung am Ende des 19. Jahrhunderts rekonstruierte Obergeschoss zwischen den Türmen auf. Im Erdgeschoss der Westfassade sind noch einmal vier Rundbogenfenster von jeweils 45 Zentimetern Breite und 1,40 Metern Höhe angeordnet. Unter dem südlichen dieser Fenster ist in den Sockel des Südturms eine Tür gebrochen.
Die schlichte Grundform des heutigen Erscheinungsbildes über längsrechteckigem Grundriss wirkt wie die einer Saal- oder einfachen Hallenkirche. Mit einer Länge von 28,60 Metern ohne Chorraum ist die Kirche im Vergleich zu anderen Klosterkirchen der Region deutlich kleiner. Der gesamte Bau ist außen unverputzt. Das einfache Satteldach mit durchgehendem First und Abwalmung über dem Turmverbindungsgeschoss und über dem Chorraum unterstreicht die Einfachheit der Gebäudeform.

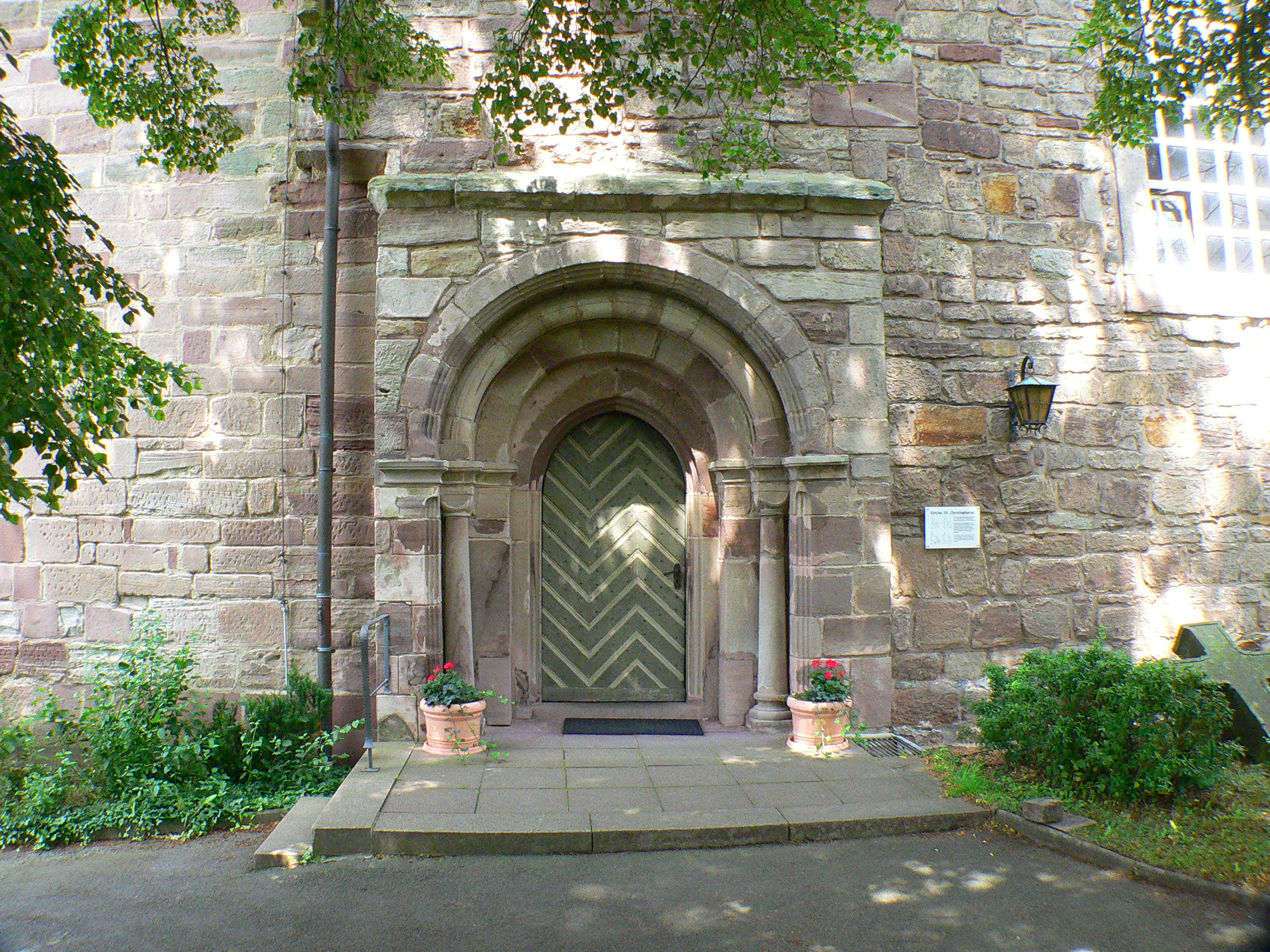
Das Eingangsportal auf der Südseite ist ohne Baunaht an das Mauerwerk des Turmes angeschlossen und stammt aus derselben Bauperiode

Besonders auffällig ist das romanische Hauptportal an der Südseite unmittelbar hinter dem Westriegel, das geringfügig aus der Bauflucht hervortritt; der vorspringende Wandteil ist leicht hochrechteckig und oben durch ein schlichtes Gesims abgeschlossen und betont, das Portal ist darin nicht mittig, sondern deutlich nach links versetzt. Das Sandstein-Quadermauerwerk neben der vorspringenden Portalzone ist ohne Baunaht an das Mauerwerk des Turms angesetzt. Das Rundbogenportal selbst ist durch mehrfach gestufte Gewände und seitlich eingestellte Säulen mit Würfelkapitell und attischer Basis geprägt, der Übergang der seitlichen Portalgewände zu dem hohen Bogenfeld über dem Portal ist als profilierte Kämpferzone ausgebildet. Das innerste Türgewände weist dagegen einen glatten Übergang der Kämpferzone und einen leichten Spitzbogen auf. Mit etwas Abstand über dem Portal sind dicht nebeneinander drei gotische Spitzbogenfenster angeordnet, die zu der Mauritiuskapelle über der Eingangshalle gehören. Der Außenwandbereich der Kapelle ist mit gröber behauenen Sandsteinquadern ausgeführt und weist nur an der ursprünglich freiliegenden Ostkante großformatige und sorgfältiger geglättete Steine auf. Die größeren Steine der Mauritiuskapelle haben Zangenlöcher, anders als die Quader am älteren Westriegel und in der Portalzone.
An der Nordseite der Kirche, gegenüber von Moritzkapelle und Portalzone, hat ein Wandbereich eine gemischte Mauerwerksstruktur. Von einer vermauerten Rundbogentür mit 82 Zentimetern Breite ist nur noch der obere Teil sichtbar. Sie ermöglichte ursprünglich einen direkten Durchgang zwischen Kirche und Kreuzgang. Eine weitere, heute vermauerte Rundbogentür auf der Nordseite führte vom oberen Geschoss des Kreuzgangs in das erste Obergeschoss des Turms.

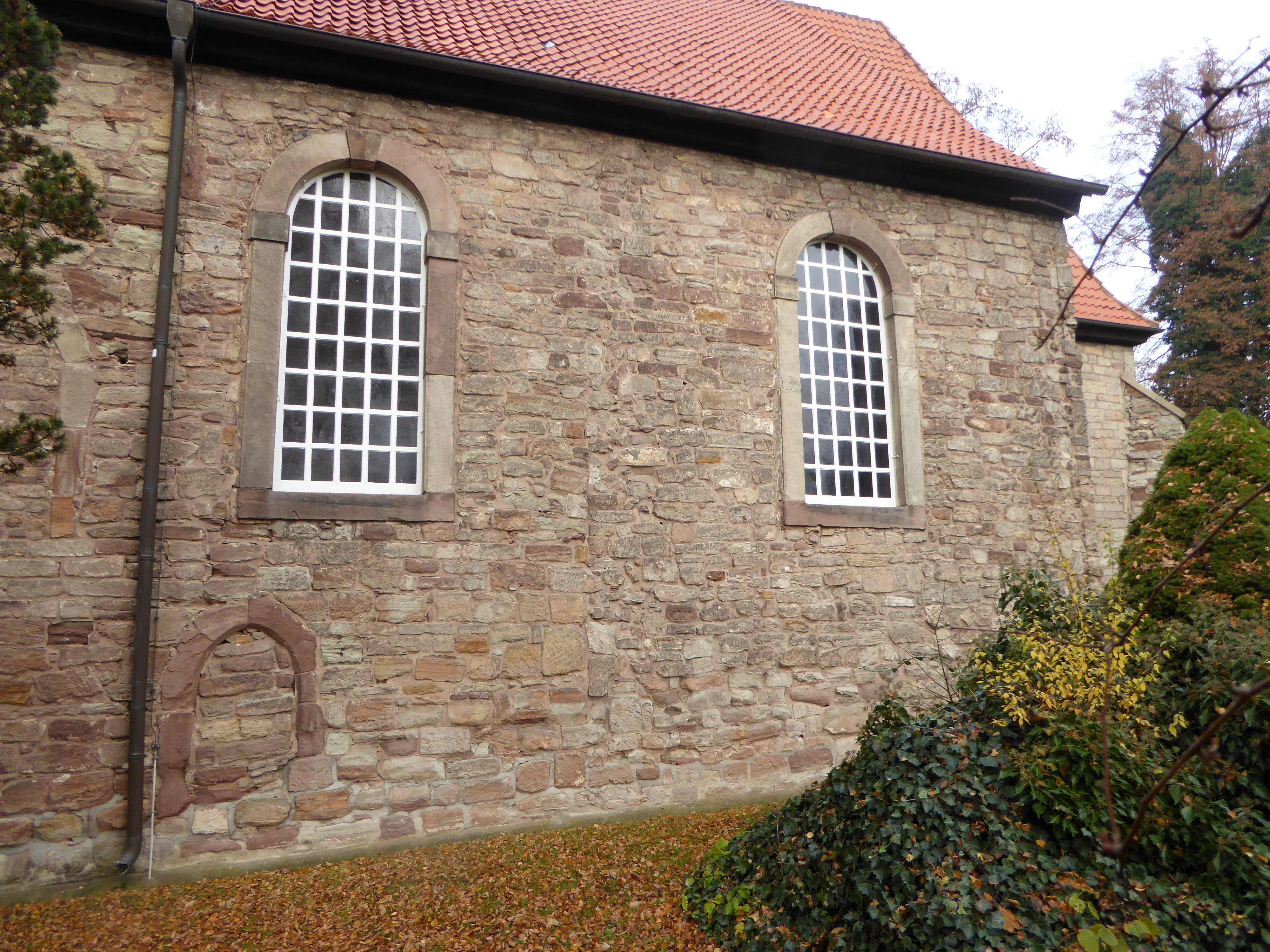
Ostteil der Südwand mit zugemauerter Spitzbogentür und in der rechten Bildhälfte mit dem unregelmäßigen Mauerwerk anstelle des alten Querhauses

Östlich der Portalzone ist die Südwand des Kirchenschiffs aus überwiegend grob behauenen Sandsteinen ausgeführt, wobei der durch eine Baunaht abgegrenzte östliche Bereich von etwa 7,50 Metern Breite, in dem sich bis zum Anfang des 18. Jahrhunderts das Querschiff befand, eine noch deutlich unregelmäßigere Steinsetzung und geringere Oberflächenbearbeitung aufweist. An der Südostecke des Kirchenschiffs fehlt die sonst übliche sorgfältige Eckquaderung, weil das frühere Querschiff an dieser Stelle abgebrochen wurde. Die drei barocken Rundbogenfenster haben eine Breite von etwa 2 und eine Höhe von 3,35 Metern. Sie sind mit schlichten, aber sorgfältig scharrierten Werksteinfassungen aus rotem und hellem Sandstein eingefasst, die Kämpfer- und Schlusssteine treten gegenüber der restlichen Leibung leicht vor. Den Fensteröffnungen der Südwand entsprechen jeweils gegenüberliegende an der Nordwand, wobei dort das östliche Fenster zugunsten einer darunter angeordneten Tür zum ehemaligen Klosterhof in der Höhe verringert ist. Zwischen dem westlichen und dem mittleren Fenster der Südwand sind deutlich die innen stark abgeschrägten Leibungssteine eines wesentlich kleineren schlichten Rundbogenfensters zu erkennen, das noch aus der Romanik stammt und später zugemauert wurde. Auch diesem ehemaligen Fenster entspricht ein gleich großes zugemauertes Fenster in der Nordwand der Kirche. Die Leibungssteine einer ebenfalls zugesetzten kleinen spitzbogigen Tür sind links unterhalb des mittleren Fensters an der südlichen Außenmauer des Kirchenschiffs sichtbar, sie weisen als einzige Zierde an der Leibungskante eine schlichte Fase auf. Die Ostwand des südlichen Seitenschiffs und die Seitenwände des Chorraums sind heute fensterlos. Oberhalb der Dachkante des Seitenschiffes befindet sich lediglich eine hölzerne Luke.
Der 6,40 Meter tiefe und 7,30 Meter breite eingezogene Ostchor mit geradem Abschluss weist an der Südwand ein kleinteiliges, regelmäßiges Schichtenmauerwerk auf, das sich von dem weniger regelmäßig geschichteten Mauerwerk am Ostende der Seitenschiffe und von der Ostwand des Chors deutlich unterscheidet. Auch in der Südwand des Chorraums ist ein kleines, inzwischen zugesetztes romanisches Fenster erkennbar. Das Mauerwerk der nördlichen Chorwand oberhalb des späteren Anbaus ähnelt dem der südlichen Wand. Diese Chorseitenwände stammen noch aus der Erbauungszeit der Kirche. An den Außenecken des Chors sind breite, zierlose Strebepfeiler angesetzt. Dass es sich dabei um eine spätere Hinzufügung handelt, ist anhand einer Baunaht zum eigentlichen Chorraum und einzelner in Wandebene durchgehender Quadersteine deutlich. In der barocken östlichen Chorraumwand befinden sich ebenso wie im zur gleichen Zeit veränderten Ostabschluss der Seitenschiffe wiederverwendete Steine aus älteren Bauphasen. Sie sind durch Profilierung oder Zangenlöcher erkennbar und wurden zur Wiederverwendung mit dem Spitzmeißel überarbeitet. Mittig in der Ostwand des Chorraums entspricht ein Barockfenster in seiner Gestaltung den Fenstern der Seitenschiffe. An der Nordseite des Chorraums befinden sich ein 1965 während der Renovierung der Kirche errichteter niedriger Anbau für die Heizungsanlage und die Sakristei. Seine Wände sind außen ebenfalls mit Sandstein verkleidet. Um eine höhere Anschüttung des nach Osten und Norden ansteigenden Geländes an den Chorraum zu vermeiden, wurde östlich davon eine Stützmauer errichtet, so dass zum Chorraum hin ein Graben entstanden ist. Im Bereich des Heizungsanbaus ist dieser Graben etwa 1,80 Meter tief, so dass von dem Anbau bei Betrachtung vom Friedhof aus nur das Dach sichtbar ist. Nördlich des Anbaus befindet sich eine alte Sandsteinwand, die zu der Grube hin Konsolen eines ehemaligen Kreuzrippengewölbes sowie die unteren Ansätze der Gewölberippen aufweist. Die Wand trennt oberhalb des Anbaus das Kirchengrundstück von dem des Forstamts. Die später erstellte östliche Verlängerung der Wand bildet die Stützmauer des Friedhofs.
Die Nordseite der Kirche grenzt unmittelbar an das Nachbargrundstück und ist für Besucher nicht einsehbar. Von einem ehemals im Norden an das Westwerk der Kirche angebauten Gebäude des Forstamts blieb nach einem Brand im April 1955 nur noch die Westwand erhalten, sie steht in der Flucht der unteren Westwand der Kirche.

### Innenraum

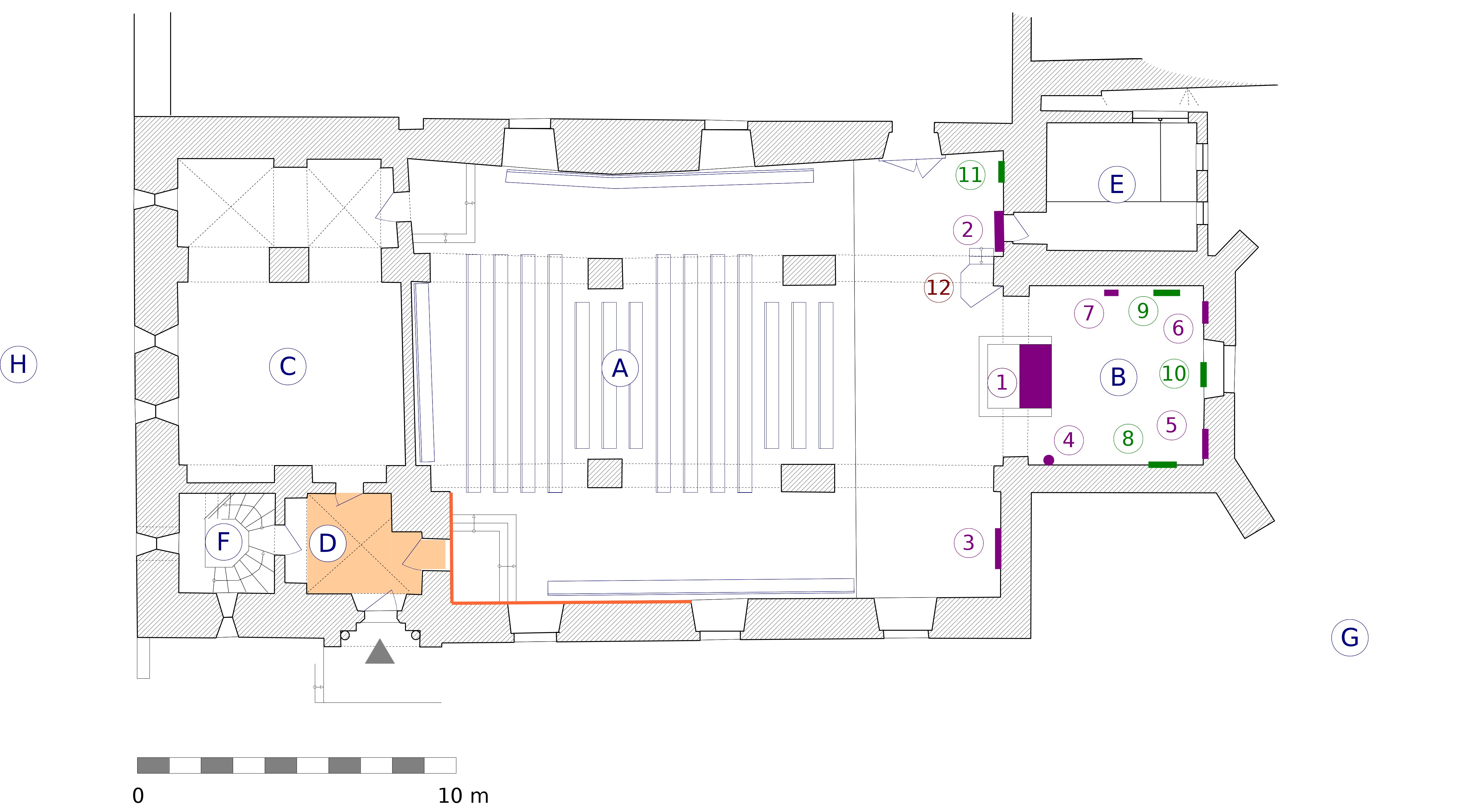
Grundriss der Kirche. A: Kirchenschiff; B: Chorraum; C: Gemeinderaum; D: Eingangshalle; E: Sakristei; F: Treppe im Südturm; G: Friedhof; H: Parkplatz

Die Kirche ist innen in einen westlichen und einen östlichen Abschnitt gegliedert. Der Zugang erfolgt über eine kleine Eingangshalle mit bemaltem spitzbogigem Kreuzgratgewölbe im Süden des westlichen Gebäudeabschnitts. Von dort bietet je eine Tür den Zugang nach Westen in den Südturm und zur Treppe in die oberen Geschosse, nach Norden in den Gemeinderaum und nach Osten in den um drei Stufen höher liegenden eigentlichen Kirchenraum.

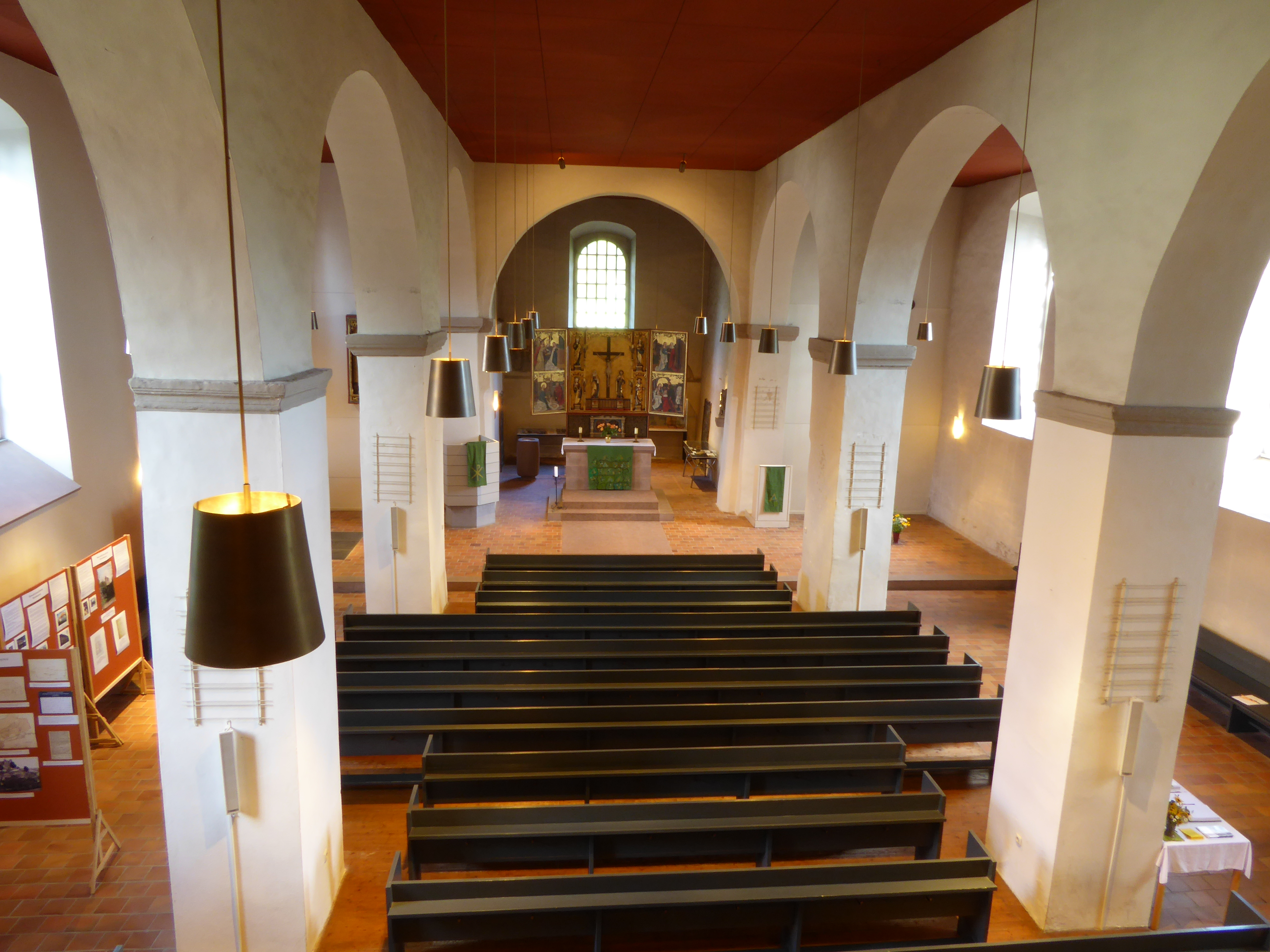
Innenansicht der Kirche nach Osten

Der östliche Hauptteil der Christophoruskirche ist ein hell verputzter dreischiffiger Langhaussaal mit flacher zierloser Holzdecke. Der Innenraum ist 7,10 Meter hoch, das Mittelschiff 5,50 Meter breit. Die Seitenschiffe haben eine Breite von je 3,50 Metern, wobei sich das nördliche Seitenschiff durch eine im mittleren Bereich erheblich höhere Wandstärke der Nordwand bis auf 2,70 Meter verengt. Die Seitenschiffe sind vom Mittelschiff durch je zwei Rechteckpfeiler getrennt, die über schmalen Kämpfergesimsen rundbogige, im Verhältnis zu den Maßen des Kirchenraums weitgespannte Arkadenbögen tragen. Die Spannweite der drei Joche beträgt jeweils etwas über fünf Meter. Die Pfeiler stehen ohne Basen auf dem Fußboden. Die beiden östlichen Pfeiler – ursprünglich die Vierungspfeiler am westlichen Beginn des Querschiffs – haben mit einer Grundfläche von je 87 Zentimetern Breite und 1,60 Metern Länge einen erheblich stärker gestreckten Querschnitt als das ebenso breite, aber nur einen Meter lange westliche Pfeilerpaar. Am Übergang der Pfeiler zu den Bögen sind jeweils mit umlaufenden Wulsten und Kehlen profilierte Kämpferplatten eingebaut, die durch eine dem roten Sandstein angepasste Farbgebung gegenüber dem weißen Putz zusätzlich akzentuiert sind. Die großen Barockfenster der Seitenschiffe und des Chorraums sind mit kleinformatigen farblosen Scheiben zwischen Holzsprossen verglast. Die inneren Laibungen der Fensternischen schließen oben mit Segmentbögen ab und sind leicht, die Fensterbänke stark abgeschrägt. Die an der Außenseite erkennbaren zugesetzten Tür- und Fensterlaibungen früherer Bauphasen sind im Innenraum nicht sichtbar, an der Südwand deutet nur das Fehlen der inneren Wandbemalung darauf hin. Das obere Ende dieser Wandmalereien kennzeichnet auch die frühere Höhe der Seitenschiffe. Der Innenraum hat durch die großen Rundbogenfenster eine barocke Prägung, die romanische Grundstruktur kommt dennoch voll zum Ausdruck. Der östliche Teil des Mittelschiffs und der Seitenschiffe vor den östlichen Pfeilern ist gegenüber dem bestuhlten Teil des Kirchenschiffs um eine Stufe erhöht und liegt damit auf derselben Ebene wie der Chorraum. Dort stehen Kanzel und Lesepult.
Der ebenso wie das Schiff schlicht hell verputzte Ostchor ist vom Mittelschiff durch einen Rundbogen getrennt, der auf Mauervorlagen an den Chorecken ruht. Mit je 5,50 Meter Breite und Länge ist er im Grundriss nahezu quadratisch, durch seine gegenüber dem Hauptteil des Kirchenschiffs um eine Stufe erhöhte Lage allerdings etwas niedriger als dieser. Die Rückseite des mittig im Chorbogen stehenden Altartischs mit dem Flügelaltar wird vom großen Barockfenster in der Ostwand des Chores beleuchtet.

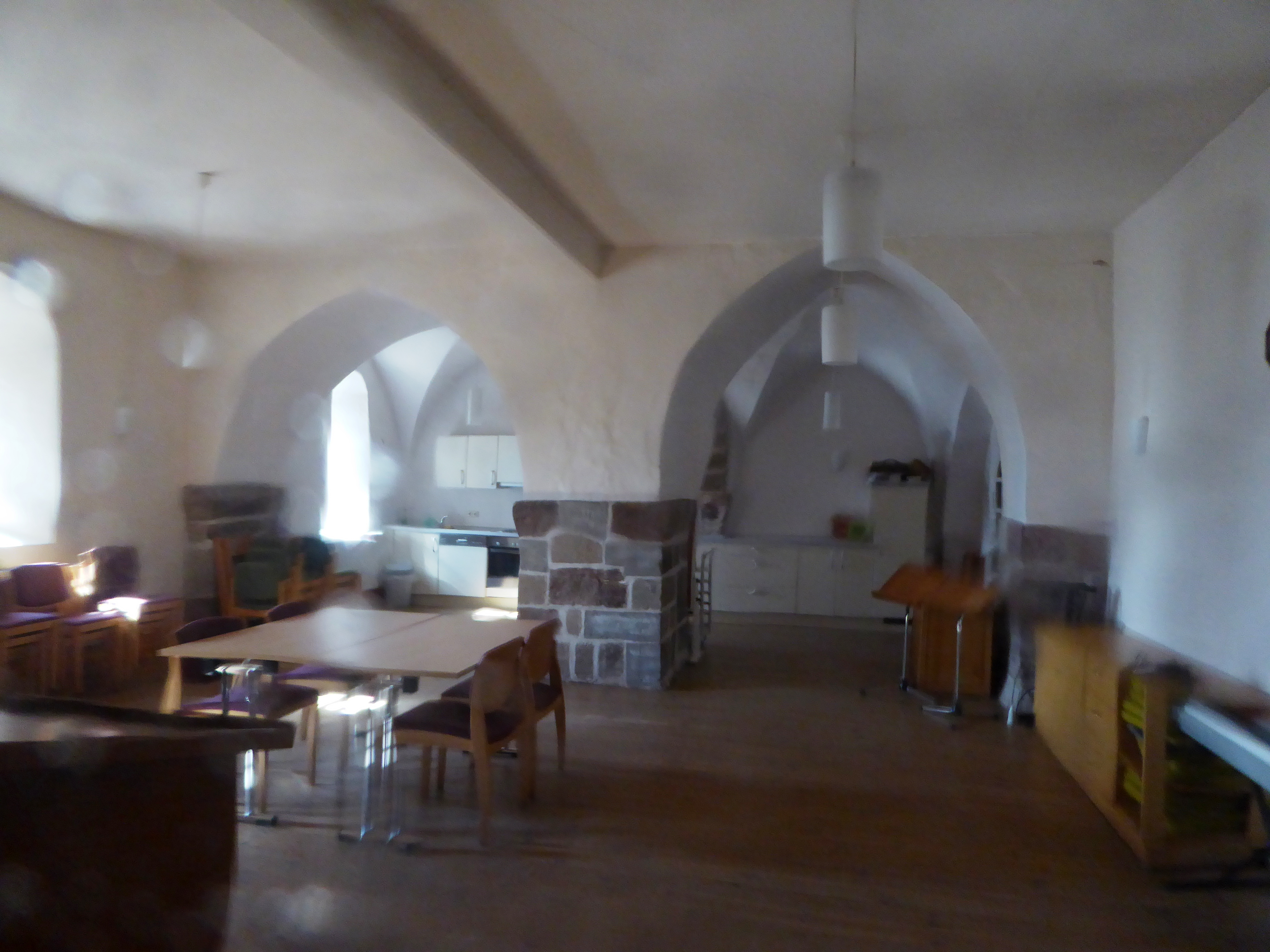
Gemeinderaum im Westteil der Kirche mit Blick nach Norden auf den überwölbten Teil

Der westliche Teil der Kirche mit dem Untergeschoss beider Türme, dem jeweils östlich angrenzenden Zwischenjoch und der westlichen Verlängerung des Mittelschiffs bis zum zweiten Pfeilerpaar ist vom Hauptraum der Kirche abgegrenzt. Nördlich der gotischen Eingangshalle besteht diese Abtrennung aus einer später eingezogenen Wand. Der im Westteil abgetrennte Bereich wird als Gemeinderaum und Winterkirche genutzt. So ist der außen in der Südansicht optisch abgesetzte Bereich, nämlich die Türme und das angrenzende Zwischenjoch mit der Portalzone und der Mauritiuskapelle, auch in der Innenaufteilung erkennbar. Der Gemeinderaum in der westlichen Verlängerung des Mittelschiffs trägt eine flache Balkendecke. Der nördliche Teil – also die Verlängerung des nördlichen Seitenschiffes nach Westen – ist durch zwei in Längsrichtung der Kirche verlaufende spitzbogige Gurtbögen mit dem Gemeinderaum verbunden. Die Bögen, das nördlich angrenzende zweijochige Kreuzgratgewölbe und die Ecke des Nordturms werden von einem in der Grundfläche quadratischen Pfeiler von einem Meter Stärke getragen. Das Erdgeschoss des Nordturms mit dem angrenzenden Zwischenjoch bildet so einen optisch separaten Teil des Gemeinderaums, in dem eine Küchenzeile eingebaut ist. Entsprechende Pfeiler auf der Südseite des Gemeinderaums und die vermauerten Gurtbögen dazwischen lassen eine analoge Bauweise erkennen. Während jedoch das östliche Gewölbejoch auf der Südseite in der Eingangshalle erhalten ist, wurde das westliche im Südturm entfernt. Dort wurde 1966 eine Treppe eingebaut, darunter befindet sich ein Toilettenraum. Die beiden anderen Auflager der Gurtbögen sind ein Pfeiler in der Verlängerung der Trennwand zwischen Gemeinderaum und Kirchenschiff, der ursprünglich Seiten- und Hauptschiff der Kirche trennte, und die westliche Außenwand.
Das Obergeschoss über dem Gemeinderaum ist zum Kirchenraum hin als Empore geöffnet. Im Mittelschiff steht dort die Orgel, der nördliche Teil ist durch eine Rundbogentür von der Mittelempore aus zugänglich. Südlich der Empore befindet sich neben dem Turm die frühere Mauritiuskapelle mit drei nebeneinander angeordneten Spitzbogenfenstern. Bis zur Höhe der Fensterbank ist die Außenwand des Raums deutlich dicker als darüber. Der so entstandene Wandabsatz von 58 Zentimetern Tiefe ist mit Sandsteinplatten abgedeckt und weist an der rechten Seite noch eine Piscina auf. Ein Mauerpfeiler in der Nordostecke der Mauritiuskapelle, der in der Eingangshalle senkrecht über die gesamte Raumhöhe verläuft und mit Wandmalereien verziert ist, bricht dort unregelmäßig oberhalb des Fußbodens ab. An der Verzahnung mit den Wänden ist erkennbar, dass er früher den Altar getragen hat, dessen Platte sich einen Meter über dem Fußboden befand. In der Mauritiuskapelle lagern die verwitterten Mittelsäulen der gekuppelten Schallöffnungen der Türme, die durch neue ersetzt werden mussten. Außerdem liegen dort zwei Schlusssteine eines Kreuzrippengewölbes, die sich durch ihre Inschrift auf das Jahr 1522 datieren lassen. Die Mauritiuskapelle bildet den Durchgang zur Empore und enthält eine Holztreppe als Zugang zum Südturm, dessen Turmschaft leer ist. Im Nordturm führt eine Leiter in das Glockengeschoss.

## Ausstattung

### Wandmalereien

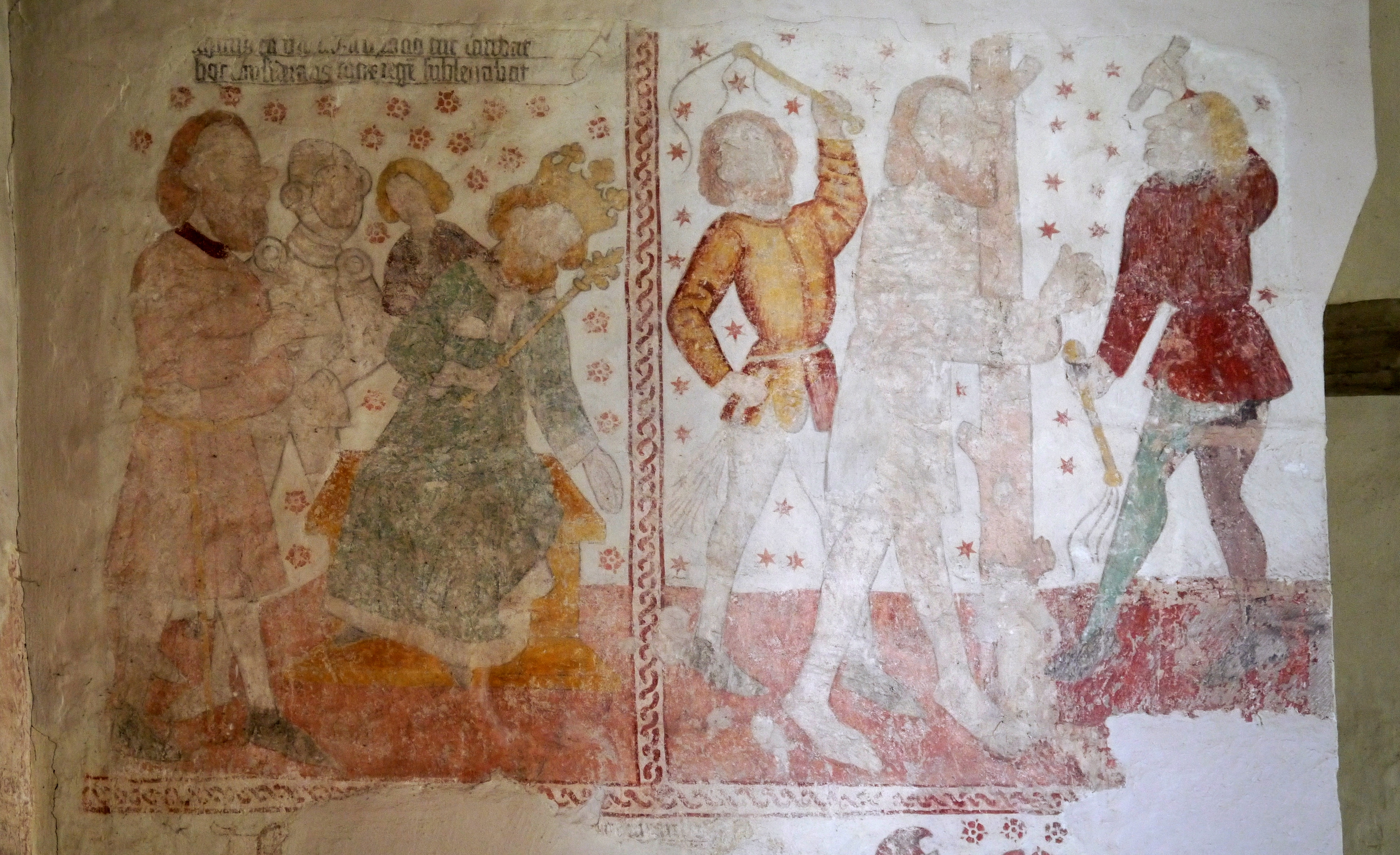
Wandmalereien mit Darstellungen des heiligen Christophorus an der Westwand über dem Eingang

An mehreren Stellen im Innenraum der Kirche sind größere Reste farbiger Wandmalereien auf dem Putz erkennbar. Diese Gemälde werden auf die Wende vom 14. zum 15. Jahrhundert datiert. Alle Wandmalereien wurden bei einer Sanierungsmaßnahme 1965–1967 restauriert.

#### Eingangshalle
Die Wandmalereien im Vorraum am südlichen Haupteingang zur Klosterkirche wurden in den Jahren 1909/1910 freigelegt. Das Gewölbe der Eingangshalle ist mit floralen Ornamenten verziert, in die vier Medaillons mit je einer Halbfigur eingebettet sind. Die Figuren stellen möglicherweise die vier Kirchenväter dar, die Zuordnung ist jedoch nicht gesichert. An den Wänden der Eingangshalle sind Maria unter dem Kreuz sowie der heilige Christophorus mit dem Christuskind auf den Schultern dargestellt. Der Text eines Spruchbandes in der Christophorusdarstellung ist schwer lesbar. Eine weitere Figur ist am Gewölberand nahe dem Eingang zum südlichen Seitenschiff erkennbar. Am Spitzbogen über diesem Eingang ist ein ebenfalls schwer lesbares dreizeiliges Spruchband aufgemalt.

#### Hauptraum

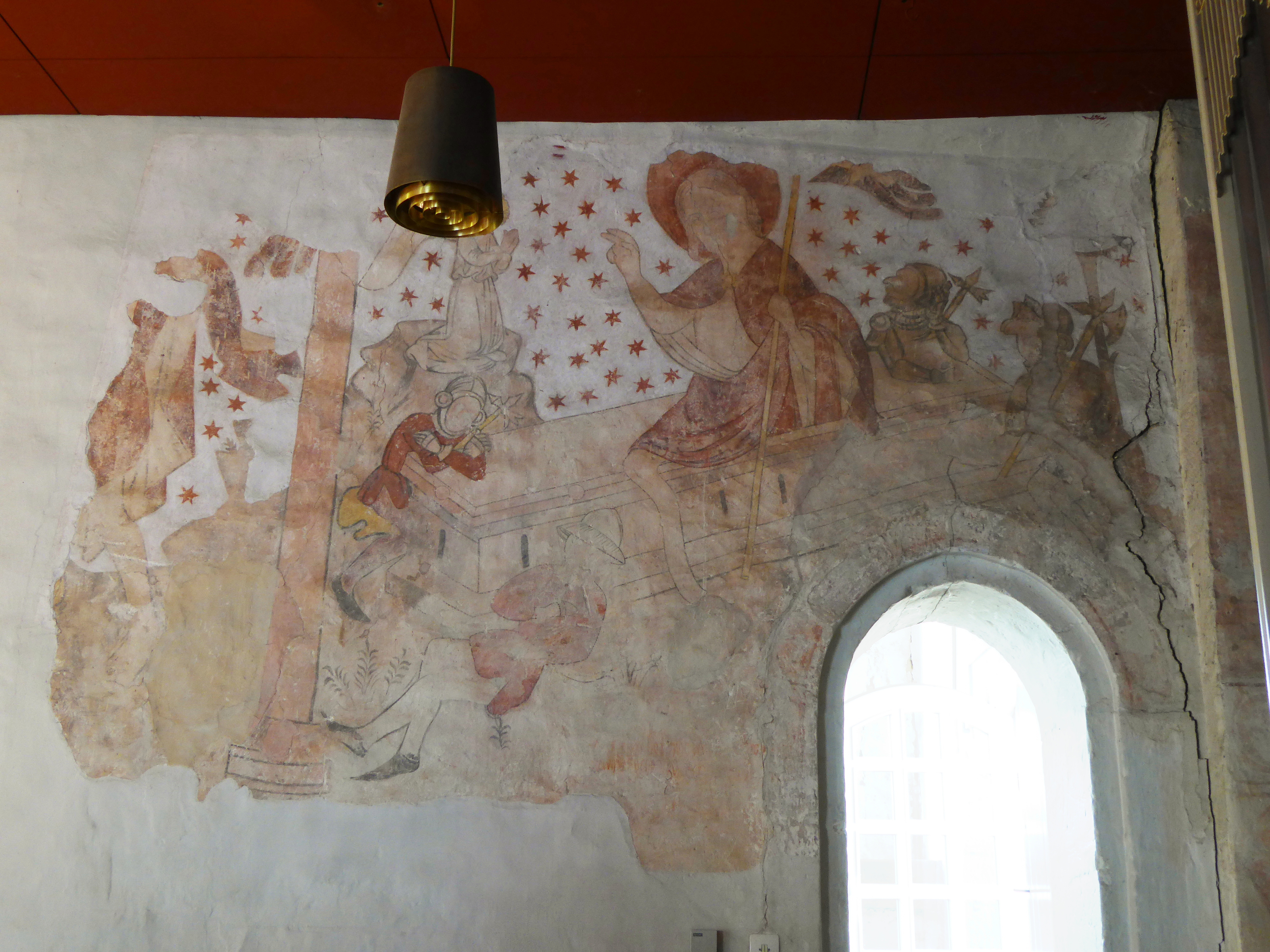
Wandmalerei der Auferstehung an der südlichen Mittelschiffwand der Empore

Weitere Wandmalereien befinden sich im südlichen Seitenschiff der Kirche. Einige der Wandmalereien sind nur noch teilweise erhalten. Dargestellt sind Szenen aus der Christophorus-Legende nach der Legenda aurea, besonders sein der Legende nach auf Befehl des Königs Dagnus in Lykien erlittenes Martyrium: Über dem Eingang an der Westwand des südlichen Seitenschiffes ist dargestellt, wie der heidnische König Dagnus beim Anblick des Christophorus vom Thron fällt, rechts daneben die Geißelung des Christophorus. Darunter sind links Fragmente von männlichen und rechts mit männlichen und weiblichen Personendarstellungen erhalten. Der weiße Hintergrund der Bilder ist mit roten Blüten geschmückt, in der Geißelungsszene sind es rote Sterne. Über der oberen linken Darstellung beschreibt ein zweizeiliges Spruchband die Szene, das nicht mehr vollständig lesbar ist. In den Szenen an der Südwand des Seitenschiffs sind oben rechts Christophorus und das Christuskind am Flussufer, oben links der predigende und unten rechts der betende Christophorus dargestellt. In der Gebetsszene befinden sich links neben Christophorus noch König Dagnus und eine weitere Person, das erläuternde Spruchband ist nur noch in geringen Teilen zu entziffern. Unten links sitzt König Dagnus auf dem Thron und Pfeile schweben in der Luft, die der König auf Christophorus schießen ließ. Auch diese Szene ist mit einem nur teilweise lesbaren Spruchband versehen. Wieder sind die Hintergründe mit roten Blumen und Sternen verziert. Links zum östlichen Teil der Südwand hin sind Fragmente weiterer Malereien vorhanden. Die Wandmalereien wurden zum Teil durch spätere Umbauten, insbesondere durch den Einbau der großen barocken Fenster und den Rückbau des Querschiffs zerstört. Der obere Wandbereich der heutigen Seitenschiffwände ist nicht bemalt, er wurde später aufgemauert, als die Kirche ein einheitliches Satteldach erhielt und die basilikale Aufrissform aufgegeben wurde.

#### Empore
An den Seitenwänden der Empore sind Szenen zu Geschichten aus dem Neuen Testament und zum Jüngsten Gericht dargestellt: auf der Südseite die Auferstehung sowie der Erzengel Michael als Wäger der Seelen, auf der Nordseite Jesus und die schlafenden Jünger im Garten Gethsemane sowie der Höllenrachen. Diese Wandmalereien wurden erst bei der Instandsetzung 1963–1967 freigelegt.

### Altar

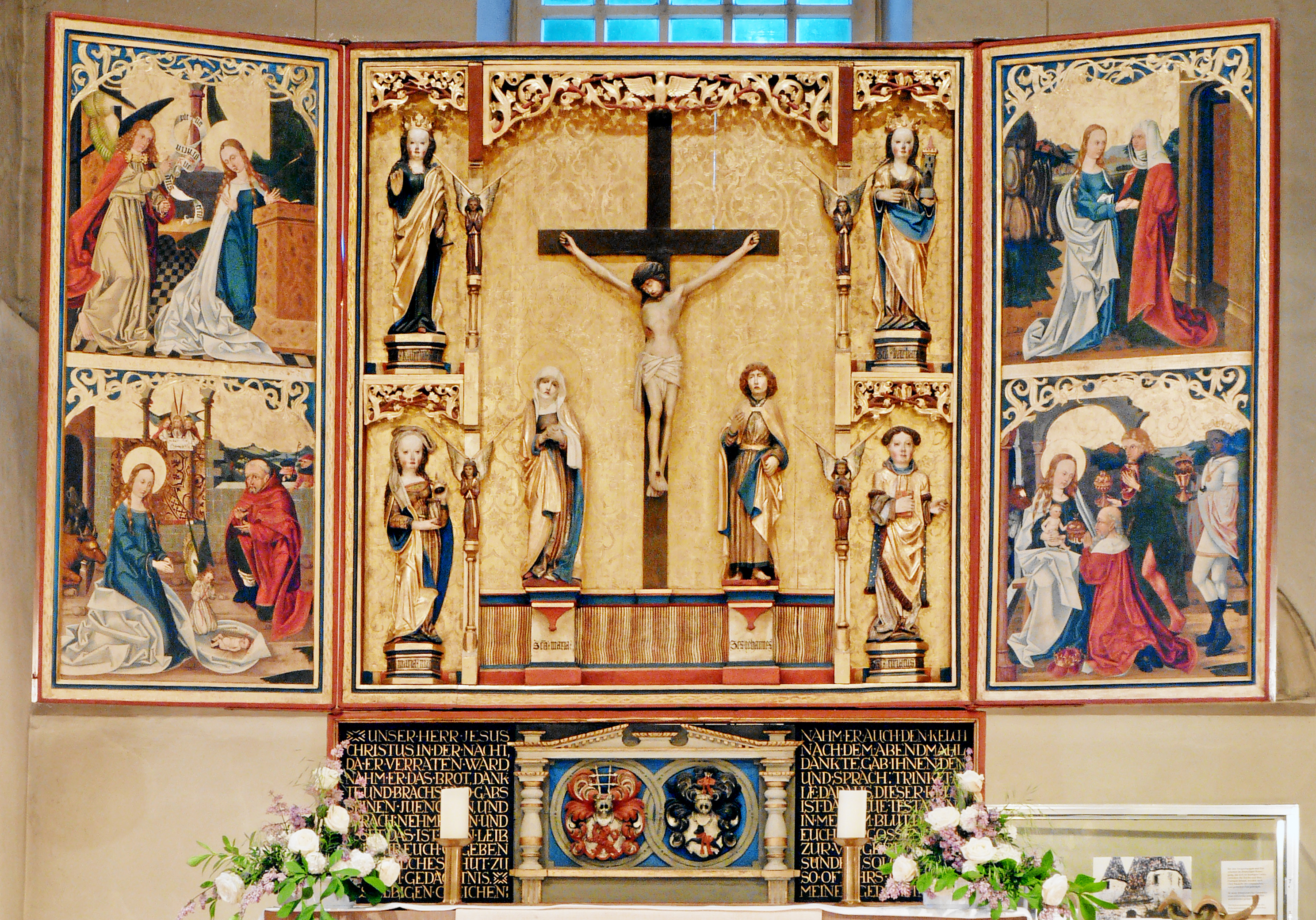
Altarretabel des Hauptaltars, Festtagsseite

Der seit dem Ende des 19. Jahrhunderts als Hauptaltar dienende Flügelaltar besteht aus einem Mittelschrein mit Schnitzfiguren vor goldenem Hintergrund und zwei beidseitig bemalten Klappflügeln. Sowohl aus den Gemälden auf den Flügeltafeln als auch aus den Textzeilen auf Vorder- und Rückseite geht hervor, dass es sich ursprünglich um einen Marienaltar handelte. Bei einer Restaurierung 1885–1887 wurde er zu einem Kreuzigungsretabel umgestaltet. Die Altarflügel sind inschriftlich auf das Jahr 1498 datiert. Die Weihe des Altars nahm Johannes, der Titularbischof von Sidon und Generalvikar des Erzbischofs Berthold von Mainz, vor. Eine schriftliche Überlieferung über den oder die Stifter des Altars ist nicht erhalten. In einer Ablassurkunde des Jahres 1499 wird die neu geweihte Tafel mit geschnitzten und gemalten Bildern der Jungfrau Maria erwähnt.
Die Flügel und die äußeren Teile des Mittelschreins waren vor der Restaurierung bis zum Ende des 19. Jahrhunderts getrennt vom Mittelteil in eine barocke Altarwand eingebunden, ebenso die Figuren des Jodokusschreins. Das Altarretabel steht auf einer mit Wappen und Inschriften verzierten Predella über dem aus Sandsteinquadern errichteten Altartisch, der gegenüber dem Chorraum um zwei Stufen erhöht steht.
In dem 1,86 Meter hohen und 1,78 Meter breiten Mittelschrein ist eine Kreuzigungsgruppe das zentrale Element. Ursprünglich befand sich dort sicher, passend zur Altarwidmung, eine Mariendarstellung, wahrscheinlich als Strahlenkranzmadonna oder als Marienkrönungsgruppe. An jeder Seite des Mittelschreins stehen übereinander zwei Heiligenfiguren: Maria Magdalena unten links, Katharina oben links, Barbara oben rechts und Cyriakus unten rechts. Diese geschnitzten und bemalten Figuren werden in den meisten Veröffentlichungen als Schnitzwerke aus der Werkstatt des Meisters Bartold Kastrop bezeichnet. Andere Autoren lehnen dagegen eine Zuschreibung zur Werkstatt Kastrops ab oder diskutieren sie zumindest kritisch. Die Heiligenfiguren, das Maßwerk und die Sockel ähneln denen auf dem Marienretabel aus der Kirche St. Martin in Geismar, das aufgrund einer Inschrift sicher Bartold Kastrop zugeordnet werden kann. Andererseits spricht das Jahr der Erstellung des Reinhausener Altaraufsatzes – 1498 – gegen Kastrop als Schnitzmeister, weil er erst ein Jahr später nach Göttingen eingebürgert wurde und bis dahin eine Werkstatt im deutlich weiter entfernten Northeim betrieb. Außerdem sind gegenüber den Geismarer Schnitzfiguren Kastrops Unterschiede in Gesichtsausdruck und Lebendigkeit der Figuren festzustellen. Antje Middeldorf Kosegarten sieht Ähnlichkeiten zu den Figuren des Schnitzaltars der St.-Johannis-Kirche in Uslar sowie zu einer steinernen Sakramentsnische der Göttinger Johanniskirche. Jede Schnitzfigur steht auf einem Sockel mit vorn seitlich abgeschrägten Ecken, auf dem sie mit schwarzer Schrift bezeichnet ist: „S(an)c(t)a maria magdalena“, „S(an)c(t)a katerina ora p(ro nobis)“, „S(an)c(t)a barbara virgo“ und „S(an)c(tu)s ciriacus mar(tyr)“. Die Schnitzfiguren der Maria und des Johannes unter dem Kreuz wurden im Zuge der Restaurierung des Altars 1885 neu angefertigt. Während einige Autoren von einer gleichzeitigen Herstellung der Kreuzigungsgruppe ausgehen, datieren andere die Figur des gekreuzigten Christus in die Barockzeit, während das Kreuz selber später erneuert worden sein soll. Wieder andere gehen davon aus, dass die gesamte Kreuzigungsgruppe barock sei. Die Sockel der Begleitfiguren des Kreuzes sind deutlich höher als die älteren, sie überbrücken einen gemalten Zierstreifen am unteren Rand des Altarmittelstückes und heben die beiden Figuren auf die Ebene des Kreuzesfußes. Diese Sockel sind nicht abgeschrägt und tragen die Aufschriften „Sca maria“ und „Scs iohannes“. Die Ausführung der Buchstaben orientiert sich an den älteren Schnitzfiguren des Altars.
Die Innenseiten der je 88 Zentimeter breiten Flügel zeigen Szenen aus dem Leben der Maria: oben auf dem linken Flügel die Verkündigung und auf dem rechten Flügel den Besuch bei Elisabeth; unten auf dem linken Flügel die Geburt Jesu und auf dem rechten Flügel die Anbetung der Könige. Als Vorlage diente zumindest für die letzte Szene ein Kupferstich von Martin Schongauer. Über die Urheberschaft der Gemälde gibt es unterschiedliche Annahmen: Nach neueren Angaben stammen sie aus derselben Werkstatt wie die Flügelrückseiten, können aber nicht sicher dem Meister selbst zugeordnet werden. Ältere Kunsthistoriker gehen dagegen von einem unbekannten, wenig fortschrittlichen Maler ohne weitere bekannte Werke in Niedersachsen aus. Die Hintergründe der Gemälde sind in Gold gehalten, das kennzeichnet diese Seiten als Festtagsseiten. Goldfarben sind auch die waagerechten Leisten an Ober- und Unterkante der Flügel und des Schreins sowie in der Mitte der Flügel, die zur Begrenzung der Darstellungen dienen.

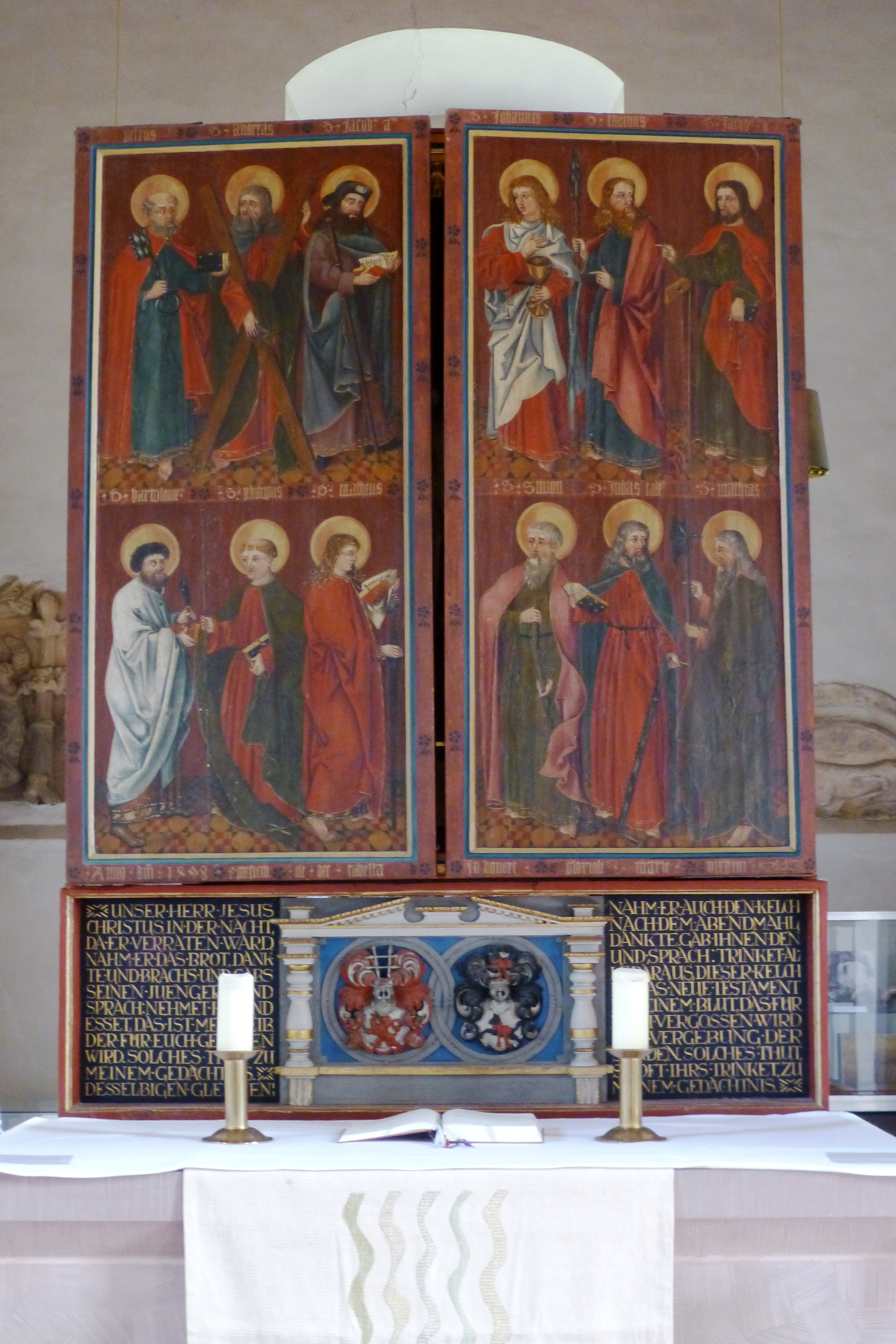
Alltagsseite des Altars

Die Außenseiten der Flügel sind die Werktagsseite des Altars und haben einen rotfarbigen Hintergrund. Dargestellt sind in Dreiergruppen die Zwölf Apostel mit Matthias anstelle von Judas Iskariot. Sie sind zusätzlich zu ihren Attributen durch ihre Namen am oberen Rand und auf der Leiste, die beide Reihen trennt, bezeichnet. Acht Figuren tragen ihre Namen außerdem auf dem Gewandsaum. Die Gemälde werden einem unbekannten Meister zugeschrieben, der aufgrund dieses Werkes als „Meister der Reinhausener Apostel“ bezeichnet wird. Andere Veröffentlichungen schreiben die Flügelgemälde einem Schüler des Hans von Geismar oder dem Hildesheimer Epiphaniusmeister zu oder gehen davon aus, dass der Meister der Reinhausener Apostel ein direkter Schüler Hans von Geismars war. Auch für einige dieser Arbeiten dienten wahrscheinlich Stiche von Martin Schongauer als Vorlage. Die Außenseite trägt am unteren Rand als Herstellungsdatum die Inschrift „Anno dni 1498 pletum est hec tabella / Jn honore gloriose marie virgini.“ (Im Jahre des Herrn 1498 wurde diese Tafel vollendet / Zur Ehre der ruhmreichen Jungfrau Maria.) Dem l in „[com]pletum“ (vollendet) fehlt die Oberlänge, dieses Wort wurde auch als „pictum“ (gemalt) gedeutet.
In die waagerechten goldbelegten Leisten der Flügelinnenseiten über und unter den Gemälden sowie in die obere und untere waagerechte Leiste des Mittelschreins sind Schriftzüge einpunziert, die ursprünglich einen über die Flügel und den Schrein durchlaufenden Satz ergaben. Bei der Rekonstruktion des Mittelteils wurde die Schrift durch ein Zierband ersetzt, so dass ein größeres Teilstück fehlt. Die obere Kante des Altars zeigt das Salve Regina, eine Antiphon des Hermann von Reichenau:
„SALVE · REGINA · MATER · MISERICORDIE · VITA · DVLCED(o)

(et) SPES NOSTER (salve / ad te clamamus exsules filii Evae / ad te suspiramus ge)MENTES · ET FLENTES ·

IN · HAC · LACRIMARVM · VALLE · EYA · ERGO · ADVOC(ata nostra)“
(deutsch: „Sei gegrüßt, Königin, Mutter der Barmherzigkeit, Leben, Wonne und unsere Hoffnung, sei gegrüßt! Zu dir rufen wir verbannte Kinder Evas; zu dir seufzen wir trauernd und weinend in diesem Tal der Tränen. Wohlan denn, unsre Fürsprecherin“),
die untere eine von Heinrich Isaac vertonte Antiphon:
„AVE · SANCTISSI(m)A · MARIA · MATER · DEI · REGINA · CELI

PORTA · PARADISI (domina mundi / tu es singularis virgo pura / tu concepisti Jesum) SINE · PECCATO

TV · PEPERISTI · CREATOREM · ET · SALVATOREM · MVNDI · IN QVO (ego non dubito)“
(deutsch: „Sei gegrüßt, heiligste Maria, Mutter Gottes, Königin des Himmels, Tor zum Paradies, Herrin der Welt! Du bist eine einzigartig reine Jungfrau, du empfingst Jesus ohne Sünde, du gebarst den Schöpfer und Erlöser der Welt, an dem ich nicht zweifle.“).
In der Mitte des linken Flügels befindet sich ein Vers aus der lateinischen Übersetzung des Hohenliedes:
„TOTA · PVLCRA · ES · AMICA · MEA · ET · M(acula non est in te)“
(deutsch: „Vollkommen schön bist du, meine Freundin, und an Dir ist kein Makel“),
auf dem rechten Flügel:
„O · FLORE(n)S · ROSA · MATER · DOMINI“
(deutsch: „O blühende Rose, Mutter des Herrn“)
nach einer Antiphon des Hermann von Reichenau. In älterer Literatur werden auch abweichende Lesarten und weitere Fehlstücke angegeben, insbesondere für die Schrift an schwer erkennbaren Stellen.
Die Predella wurde später angefertigt als die Altartafeln. Die Angaben über die Entstehungszeit reichen vom späten 16. Jahrhundert über die Barockzeit bis zum 19. Jahrhundert. Sie trägt mittig in verschlungenen Ringen zwei Wappenschilde mit Oberwappen, die in einigen Veröffentlichungen als Allianzwappen gedeutet werden. Nach der heutigen Farbgebung zeigt das heraldisch rechte Wappen in Silber einen aufgerichteten, mit goldenen Kugeln belegten roten Löwen, auf dem rot-silbern bewulsteten Helm vier rechtwinklig gekreuzte silberne Stäbe mit jeweils unterschiedlichen Spitzen an beiden Enden, Helmdecken rot-silbern. Das heraldisch linke Wappen zeigt in Silber ein rot gesatteltes und gezäumtes, springendes schwarzes Ross, auf dem silbern bewulsteten Helm ein rot gesatteltes und gezäumtes, springendes schwarzes Ross vor fünf fächerförmig angeordneten schwarz-silbernen Federn, Helmdecken schwarz-silbern. Auf älteren Fotos, die den Zustand vor 1945 zeigen, ist das Wappenrelief ohne oder mit anderer Bemalung erkennbar. Eine Zuordnung der Wappen zu den Familien von Werder und von Pentz wird von Hans Georg Gmelin angesprochen, aber nicht als sicher bezeichnet. An beiden Außenseiten neben den Wappen steht in Gold auf schwarzem Grund der Text der Einsetzungsworte für das Abendmahl. Diese Texttafeln sind auf Fotos, die vor 1945 angefertigt wurden, noch nicht vorhanden.

### Jodokusschrein

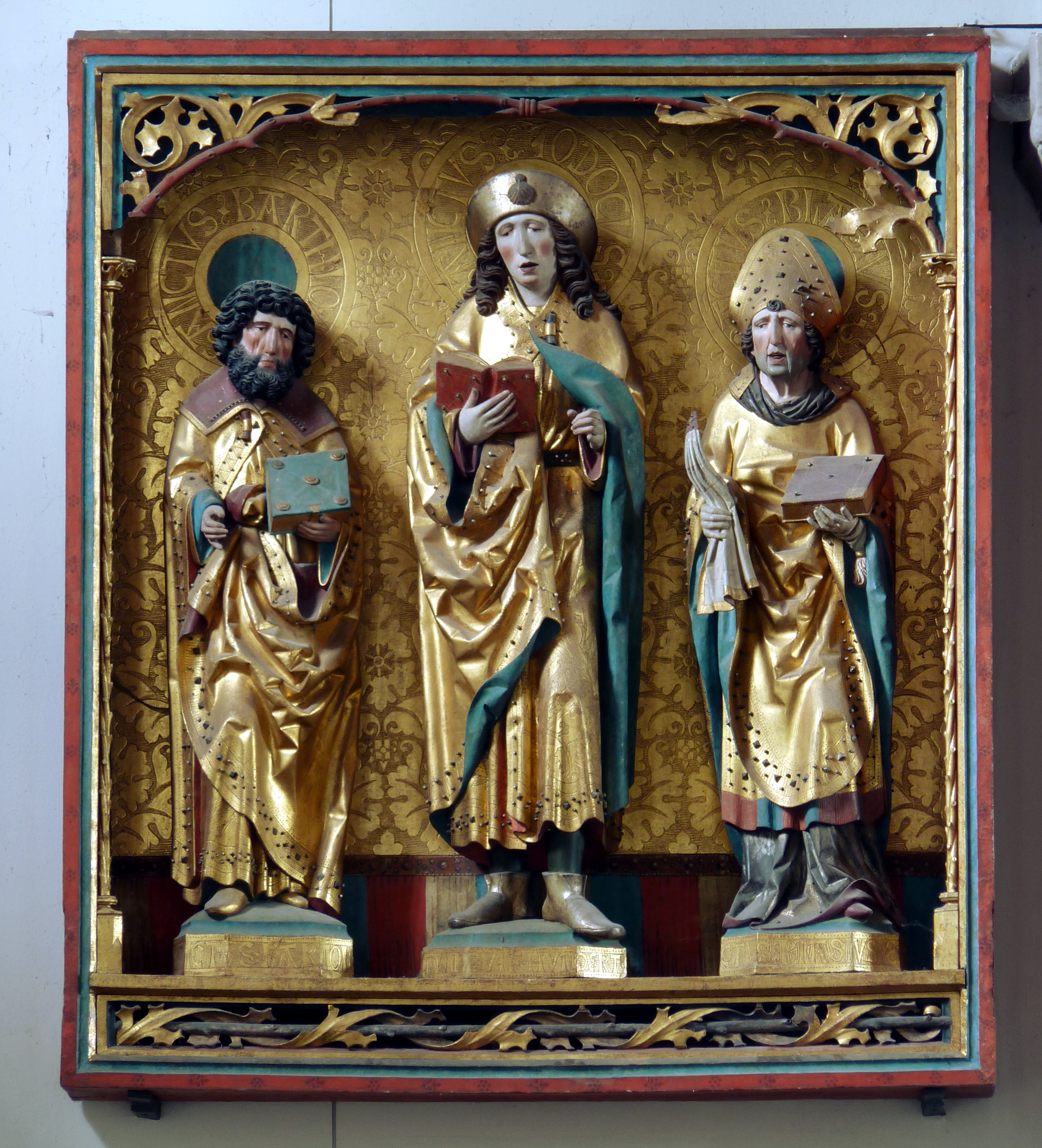
Jodokusschrein

Im nördlichen Seitenschiff ist an der Ostwand der sogenannte Jodokusschrein angebracht, der Mittelteil eines ehemaligen Flügelretabels, dessen Schnitzfiguren bis zur Restaurierung des Hauptaltars Ende des 19. Jahrhunderts oberhalb des Schalldeckels in eine barocke Kanzelaltarwand eingebaut waren. Nach der Auflösung der Kanzelaltarwand und der Rekonstruktion des Hauptaltars wurde der Schrein an der Ostwand des südlichen Seitenschiffes aufgehängt, seit den Renovierungsmaßnahmen der Jahre 1963–1967 befindet er sich im nördlichen Seitenschiff. Der Schrein ist inschriftlich auf 1507 datiert und gilt als Werk des Epiphaniusmeisters aus Hildesheim.
Drei Figuren – alle mit einem Buch in der Hand – stellen in der Mitte den heiligen Jodokus als Pilger mit einer Jakobsmuschel an der Kopfbedeckung, links den heiligen Bartholomäus und rechts den heiligen Blasius dar. Die zentrale Figur des Jodokus ist gut einen Kopf größer als die flankierenden Heiligen. Alle stehen auf Postamenten mit Inschriften und haben hinter den Köpfen auf goldenem Hintergrund Heiligenscheine mit den Inschriften: „SANCTVS.BARTHoLOMEVS.“, „SANCTVS.JODOCVS.“ und „SACTVS.BLASIVS.“ (sic!). Die Postamentinschriften lauten links „SANCTVS.BARTOLOMEVS“, rechts „SANCTVS.BLASIVS.EPISC“, Unter der mittleren Figur steht allerdings die Jahresangabe „.DVSENT.VNDE.VIF.HVNDERT.SEFVEN.“ (1507). Die Jodokus-Figur trägt auch am Gewandsaum Inschriften, die durch umgeschlagene Bereiche und Falten des Mantelsaums unterbrochen sind: „CRISTVS“ am rechten Arm, der das Buch trägt, „MARIE“ unter dieser Hand, am rechten Kragen (vom Betrachter aus links) „IHESVS“, am linken Kragen „M“, am unteren Mantelsaum „SANCTVS“, nach einem umgeschlagenen Saumteil „(…)OCVS“ und „FA“ und ganz rechts unten „MANG“. Alle Schriften auf dem Jodokusschrein sind in frühhumanistischer Kapitalis ausgeführt. Die von Hector Wilhelm Heinrich Mithoff genannten Bezeichnungen der Figuren als „S.JACOB.MAJ“ in der Mitte, „SCS.BLASIVS“ rechts und „S.BARTHOLOMEVS“ links sind in dieser Form nicht mehr vorhanden; Tobias Ulbrich hält es für möglich, dass sich die Beschriftung für Jakobus an der nicht sichtbaren Rückseite des Sockels der mittleren Figur befindet.
Seit der Beschreibung Mithoffs haben verschiedene Autoren die namensgebende Figur in der Mitte des Schreins als Jakobus den Älteren identifiziert. Ulbrich begründet dies mit der von Mithoff erwähnten Inschrift, mit den Pilgerinsignien der Figur einschließlich der Jakobsmuschel an der Kopfbedeckung sowie mit einem angeblichen zweiten Flügelpaar des Hauptaltars, das durch figürliche und bildliche Darstellungen der Jakobus-Legende eine Verehrung dieses Heiligen in Reinhausen belege. Als zusätzlicher Altarflügel neben den beiden Flügeln des Hauptaltars war allerdings schon im 19. Jahrhundert nur ein einzelner Flügel erhalten, der sich damals im Besitz von Carl Oesterley befand. Er wurde von Mithoff zusammen mit den damals in einer Kanzelaltarwand verbauten gotischen Kunstwerken – Jodokusschrein, beide Flügel des Hauptaltars, vier geschnitzte Heiligenfiguren aus dem Schrein des Hauptaltars – einem einzigen Altar zugeordnet. Dieses im 19. Jahrhundert sehr beschädigte und seitdem restaurierte Flügelbild befindet sich heute im Niedersächsischen Landesmuseum in Hannover. Es wird allgemein nicht mehr dem Hauptaltar, sondern dem Jodokusschrein zugeordnet und dem Maler Hans Raphon zugeschrieben. Dieser Altarflügel war der linke äußere Flügel des Jodokus-Retabels, das nach einigen Veröffentlichungen ursprünglich zwei Flügelpaare besessen haben soll. Sowohl der rechte Flügel als auch ein inneres Flügelpaar fehlen. Die auf dem erhaltenen Flügel dargestellten Szenen sind seit der Restaurierung klarer erkennbar, es sind auf jeder Seite zwei übereinander angeordnete Bilder vorhanden. Auf der Außenseite befindet sich oben die Abbildung des Apostels Jakobus des Älteren mit Stab, Buch und der Muschel an der Stirn des Hutes, unten die des heiligen Hubertus mit Bischofsstab, Buch, Mitra und einem Jagdhorn unter der linken Hand. Beide Heiligen sind auf Felsen sitzend dargestellt, Jakobus trägt einen langen Bart. Auf der Innenseite sind zwei Szenen aus der Heiligenlegende des Jodokus dargestellt: im oberen Bild das Quellwunder des Jodokus, durch das er den auf der Jagd befindlichen Grafen Heymo vor dem Tod bewahrte, im unteren die wunderbare Erhaltung seiner Leiche. In der Darstellung des Quellwunders wird Jodokus – wie auch die Schnitzfigur im Schrein – als bartloser junger Mann in Pilgerkleidung dargestellt, seine am Boden liegende Mütze trägt auch hier die Pilgermuschel. Eine einzelne neuere Beschreibung kennt von dem Reinhäuser Jodokus-Retabel nur diesen einen Flügel und bezeichnet nicht nur den rechten Flügel, sondern auch den Mittelteil als verloren.

### Triumphkreuz

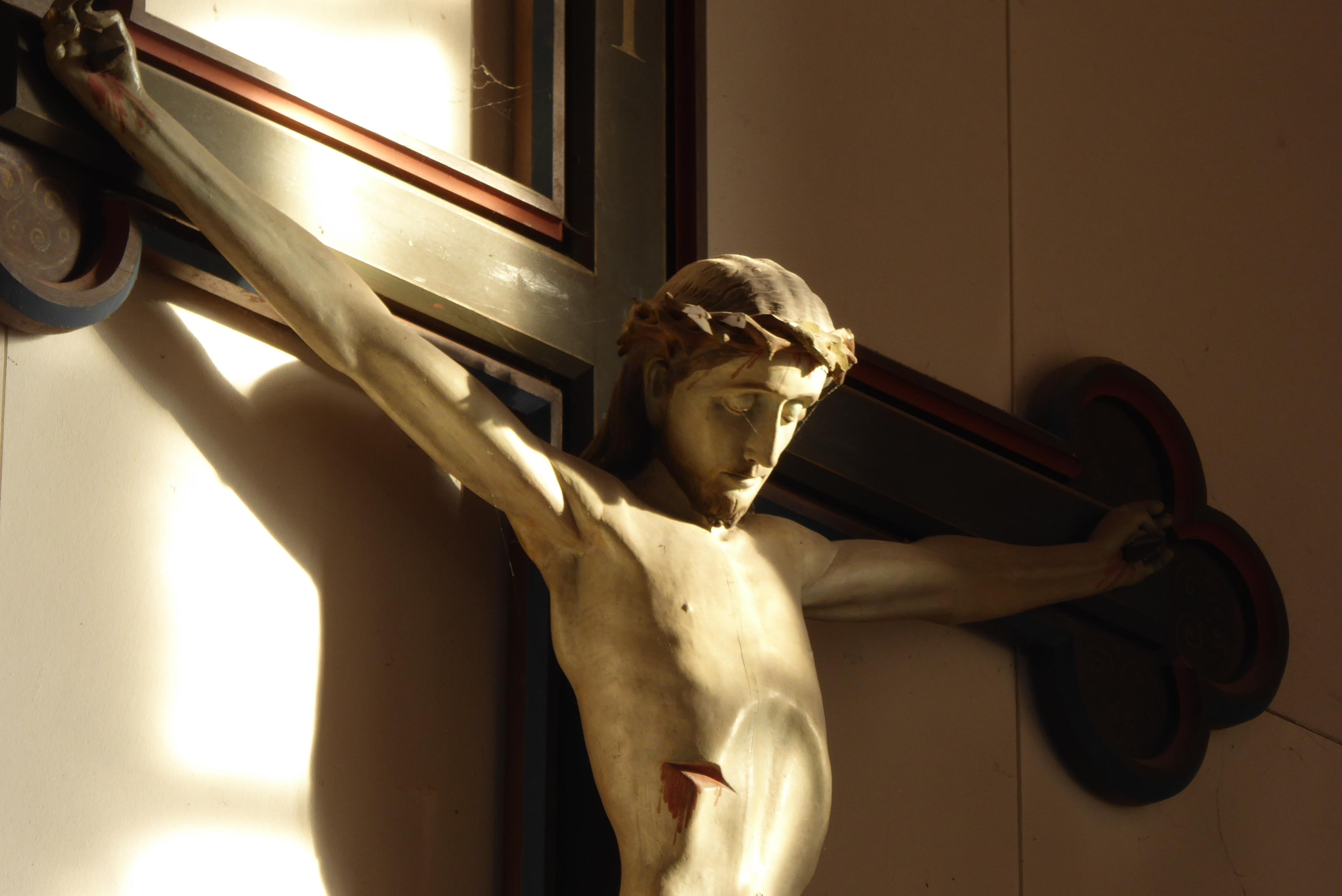
Triumphkreuz

Das später überarbeitete Kruzifix an der östlichen Stirnseite des südlichen Seitenschiffs ist ebenfalls in die späte Gotik einzuordnen und soll früher als Triumphkreuz gedient haben. Es hat eine Höhe von 2,92 Metern, im 19. Jahrhundert war es im unteren Geschoss des Westriegels untergebracht.

### Steinbildwerke
In der Ostwand des Chorraums ist ein halbrundes romanisches Steinrelief eingemauert. Darauf sind in einem Bogen ein Kreuz auf einer Halbkugel und darunter ein Löwe mit menschlichem Kopf dargestellt, der einen zweiten Menschenkopf zu verschlingen scheint. Das Relief diente wahrscheinlich früher als Tympanon im Bogenfeld des Portals der Kirche.
Ebenfalls in die Ostwand des Chorraums eingemauert ist der Rest eines gotischen Steinbildwerks mit einer zentralen Fiale, die anstelle einer Kreuzblume eine von zwei Engeln getragene Krone aufweist. Seine ursprüngliche Funktion wird als bekrönender Aufsatz einer Sakramentsnische gedeutet. Es soll sich dabei um eine erheblich gröber gearbeitete Kopie einer Sakramentsnische aus der Göttinger Johanniskirche handeln.
An der südlichen Chorwand steht auf einem neueren Steinsockel eine Steinplastik des heiligen Christophorus, ein Relikt der Verehrung des Namenspatrons der Kirche, das noch aus der Zeit der Romanik stammt. Der Heilige ist mit dem Christuskind auf seinen Schultern und einem Stab in der Hand dargestellt. Vor den Renovierungsmaßnahmen 1963–1967 befand sich die Plastik in einer Mauernische an der Ostwand des südlichen Seitenschiffes unterhalb des Jodokusschreins. Sie gehört erst seit dem 19. Jahrhundert zu den Kunstwerken im Kirchengebäude; zuvor befand sie sich im Klosterhof.
In die Nordwand des Chorraums ist eine detailliert ausgearbeitete Plastik eingemauert, die Christus beim Tragen seines Kreuzes darstellt. Die im zentralen Bereich gut erhaltene Steinhauerarbeit zeigt neben Christus, der sich unter dem Kreuz wieder erhebt, als weitere vollständig dargestellte Personen einen Mann vor dem Kreuz, der Christus an einem Strick hält, und hinter Christus stehend wahrscheinlich Simon von Cyrene. Von drei weiteren Personen im Hintergrund sind nur jeweils der Kopf und Teile des Oberkörpers zu sehen.

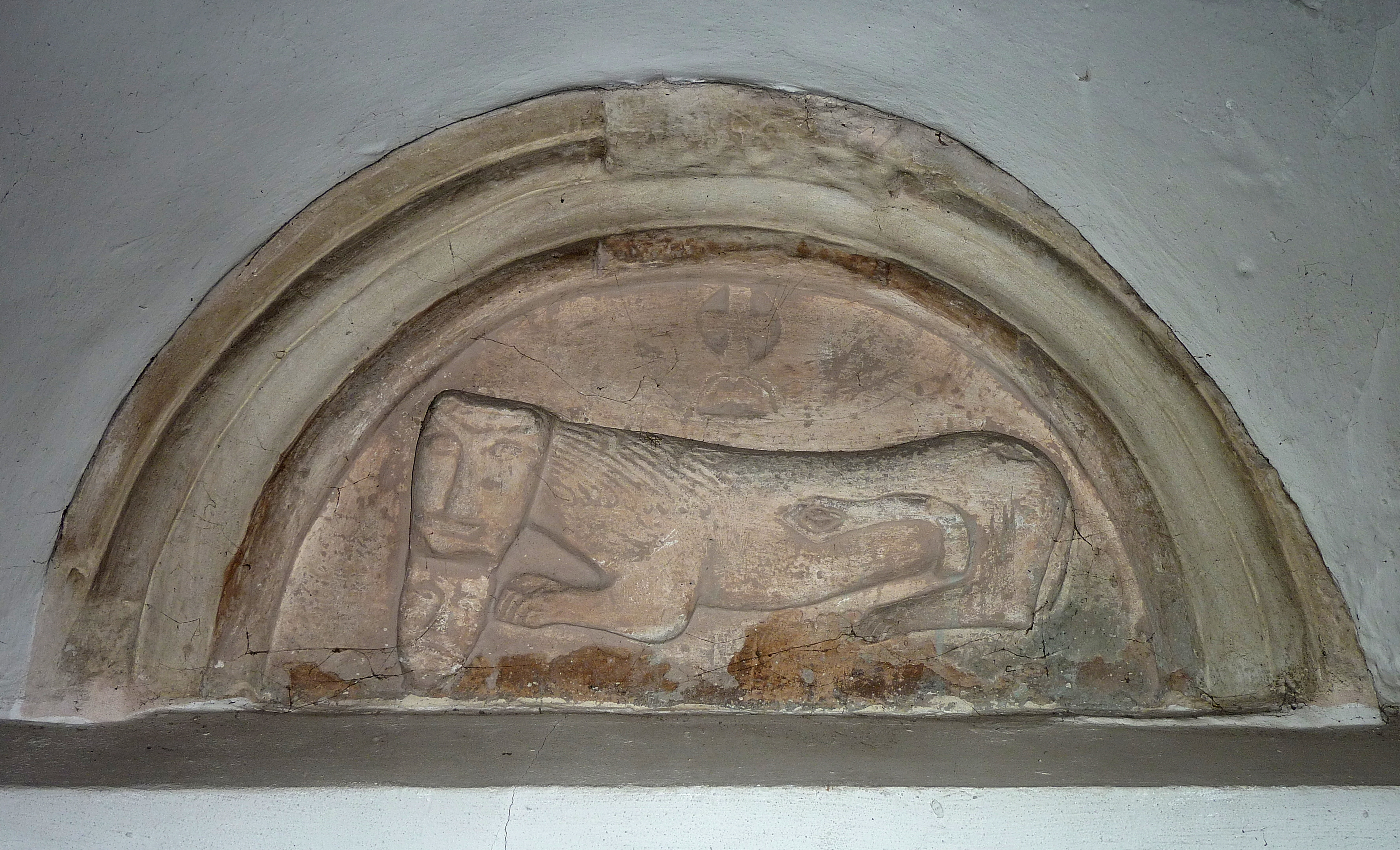
Tympanon
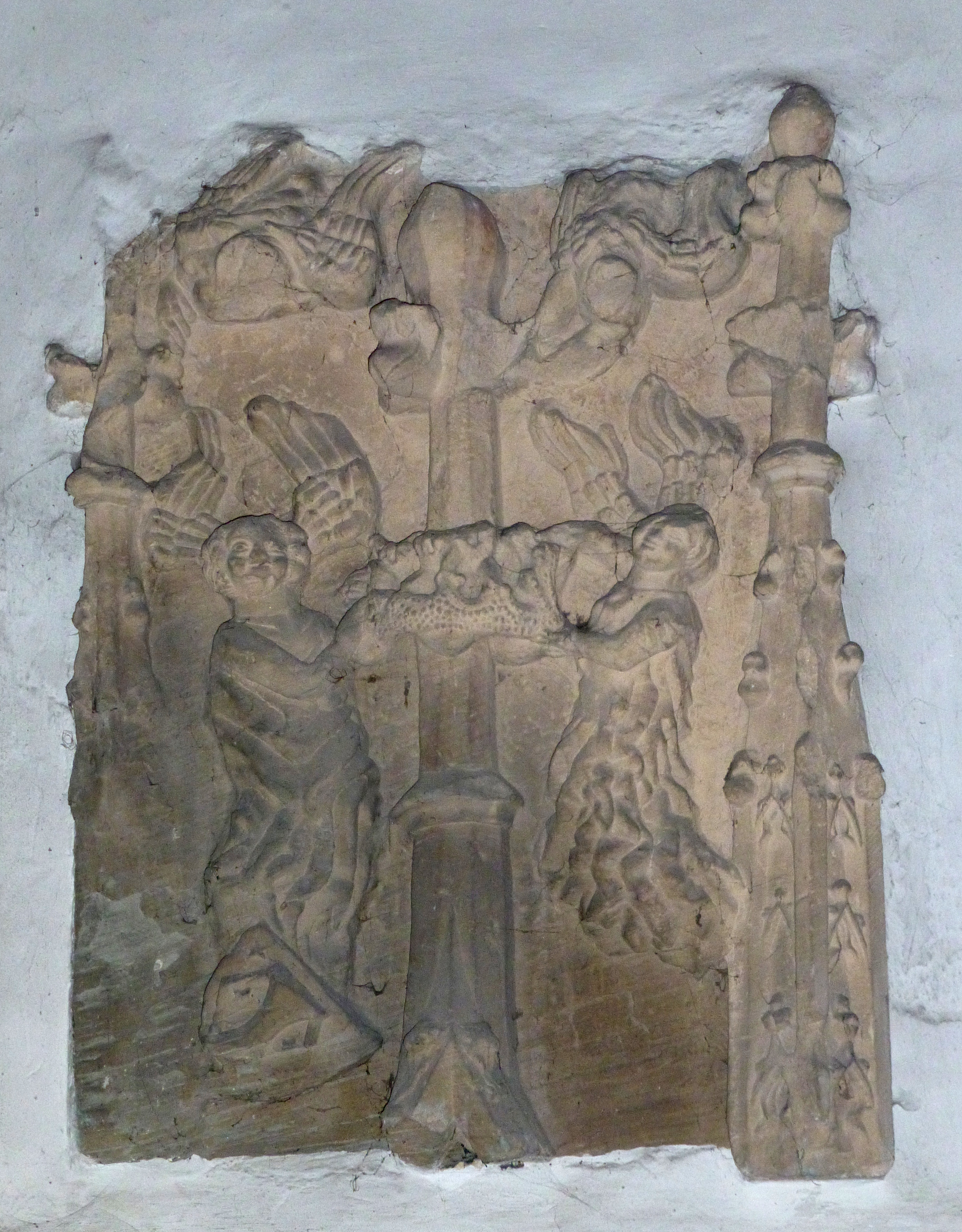
Rest einer Sakramentsnische
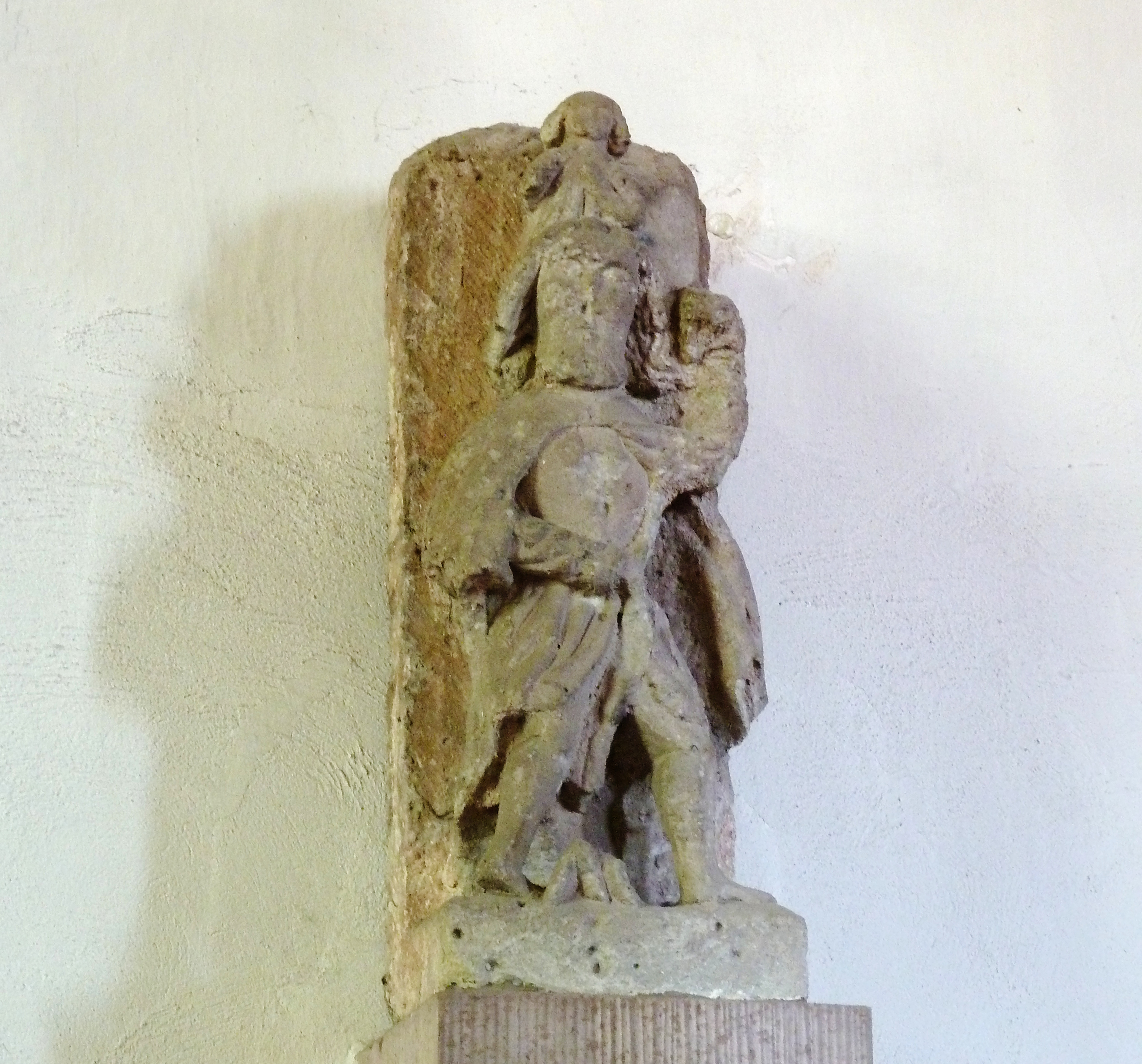
St. Christophorus
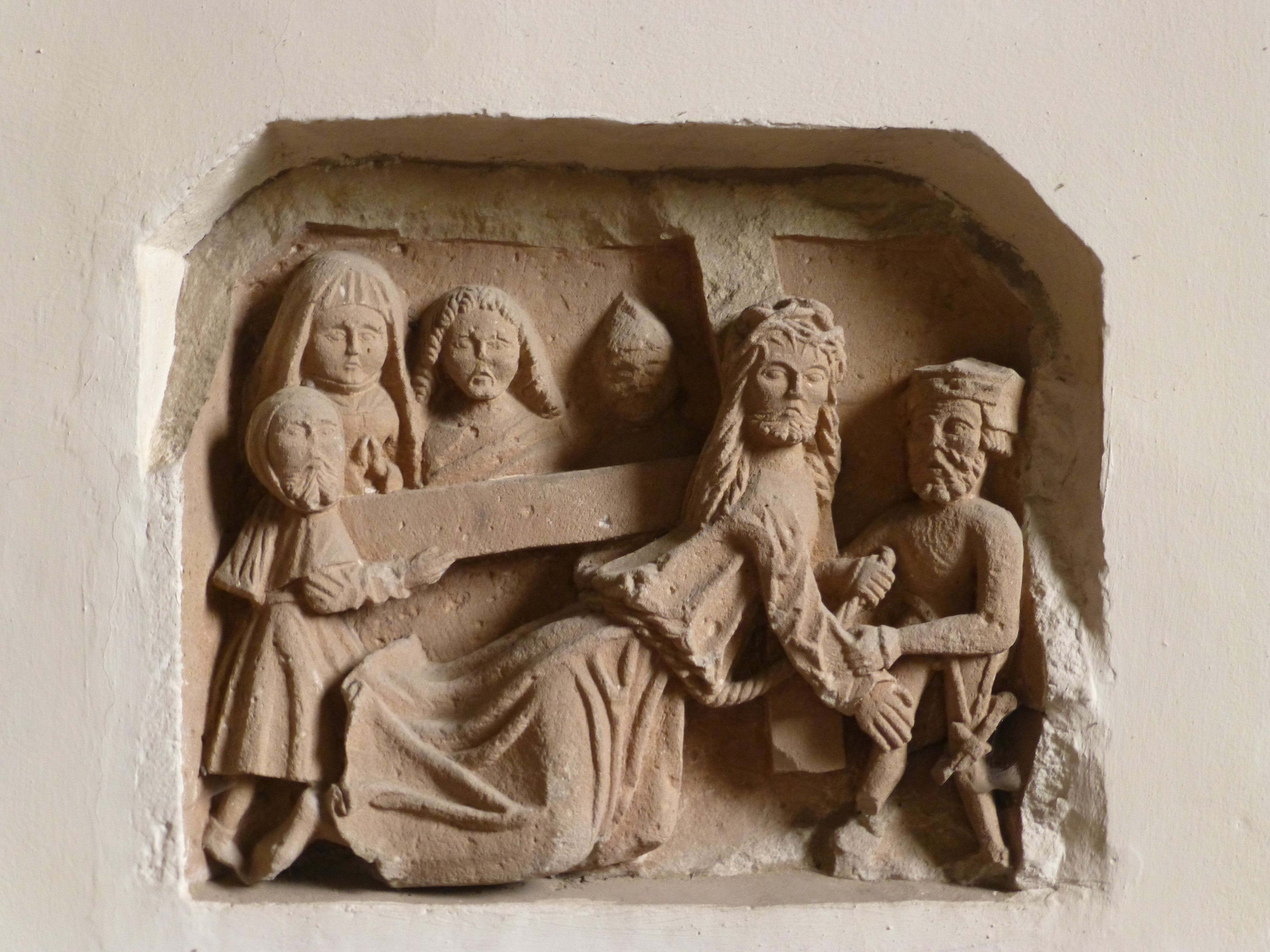
Kreuzwegstation

### Grabdenkmale
Im Chorraum ist an der Nord- und der Südwand je eine Grabplatte aus Gusseisen aufgestellt. Beide stammen aus der zweiten Hälfte des 16. Jahrhunderts. Die Platte an der südlichen Chorraumwand wurde für den am 15. Februar 1569 verstorbenen Pfandinhaber des Klosters Christoph Wolff von Gudenberg angefertigt, die an der Nordwand für den am 8. September 1574 verstorbenen Melchior von Uslar und seine Frau Margarete von Ohle. An der Ostwand des Chorraums hängt eine bemalte Holztafel aus dem Jahr 1735, die an Maria Magdalena Hinüber geb. von Busch erinnert. Die beiden gusseisernen Grabtafeln waren noch bis nach Ende des Zweiten Weltkriegs nebeneinander an der Südwand des Chorraums aufgestellt, die Holztafel hing zusammen mit einem weiteren Holzepitaph oberhalb der Platten. Die zweite Holztafel war ebenfalls in Medaillonform mit seitlichem Rankenwerk und Bekrönung gestaltet, sie erinnerte an den 1752 gestorbenen Amtmann Christian Erich Hinüber, der auch auf der erhaltenen Tafel als Ehemann der Verstorbenen genannt wird. Eine weitere Grabplatte aus Stein von 1706 für Veit Andreas Hornhardt an der Ostwand des nördlichen Seitenschiffs ist stark verwittert. Hornhardt war von 1680 bis 1705 Amtmann des Amtes Reinhausen.

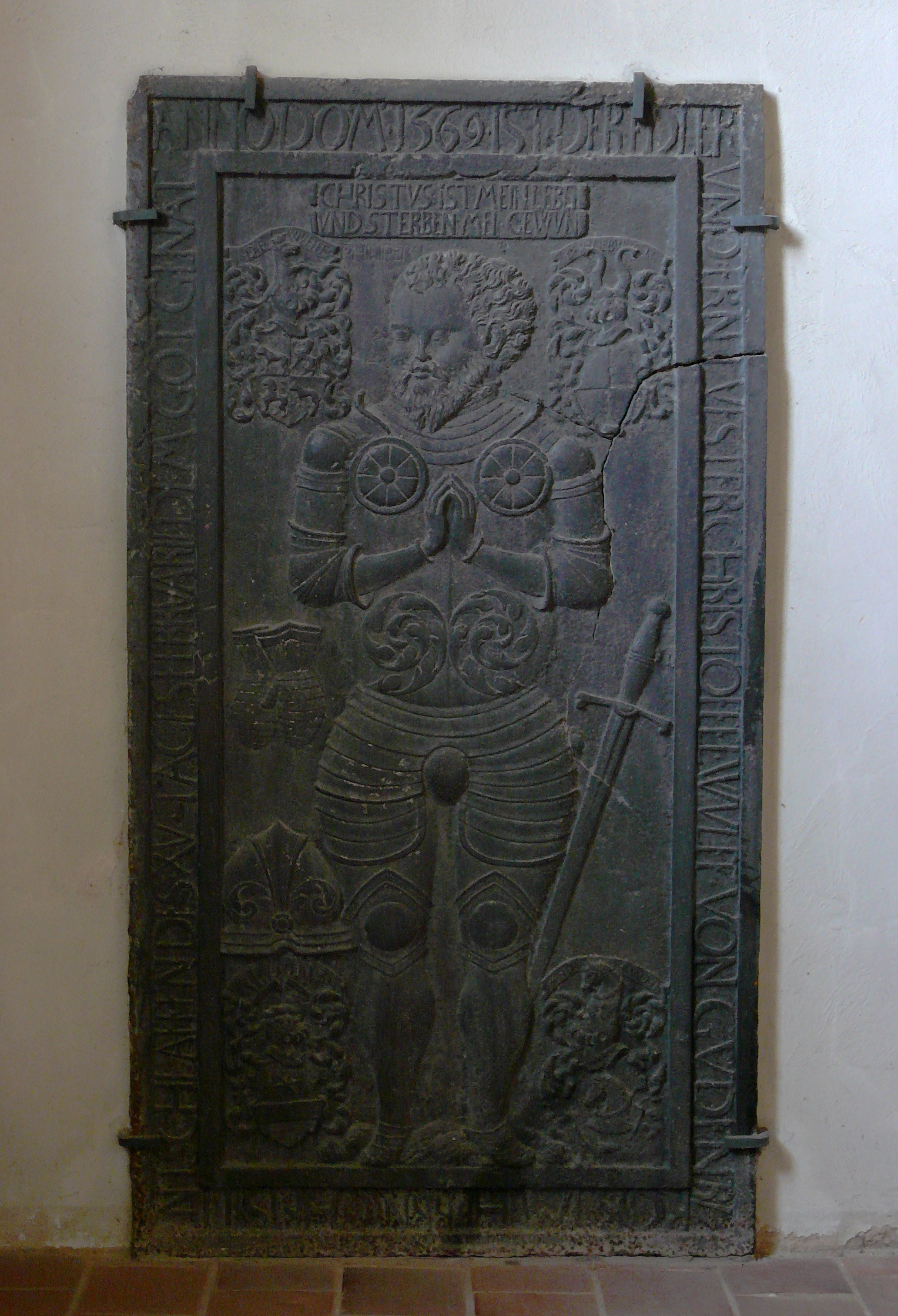
Christoph Wolff von Gudenberg
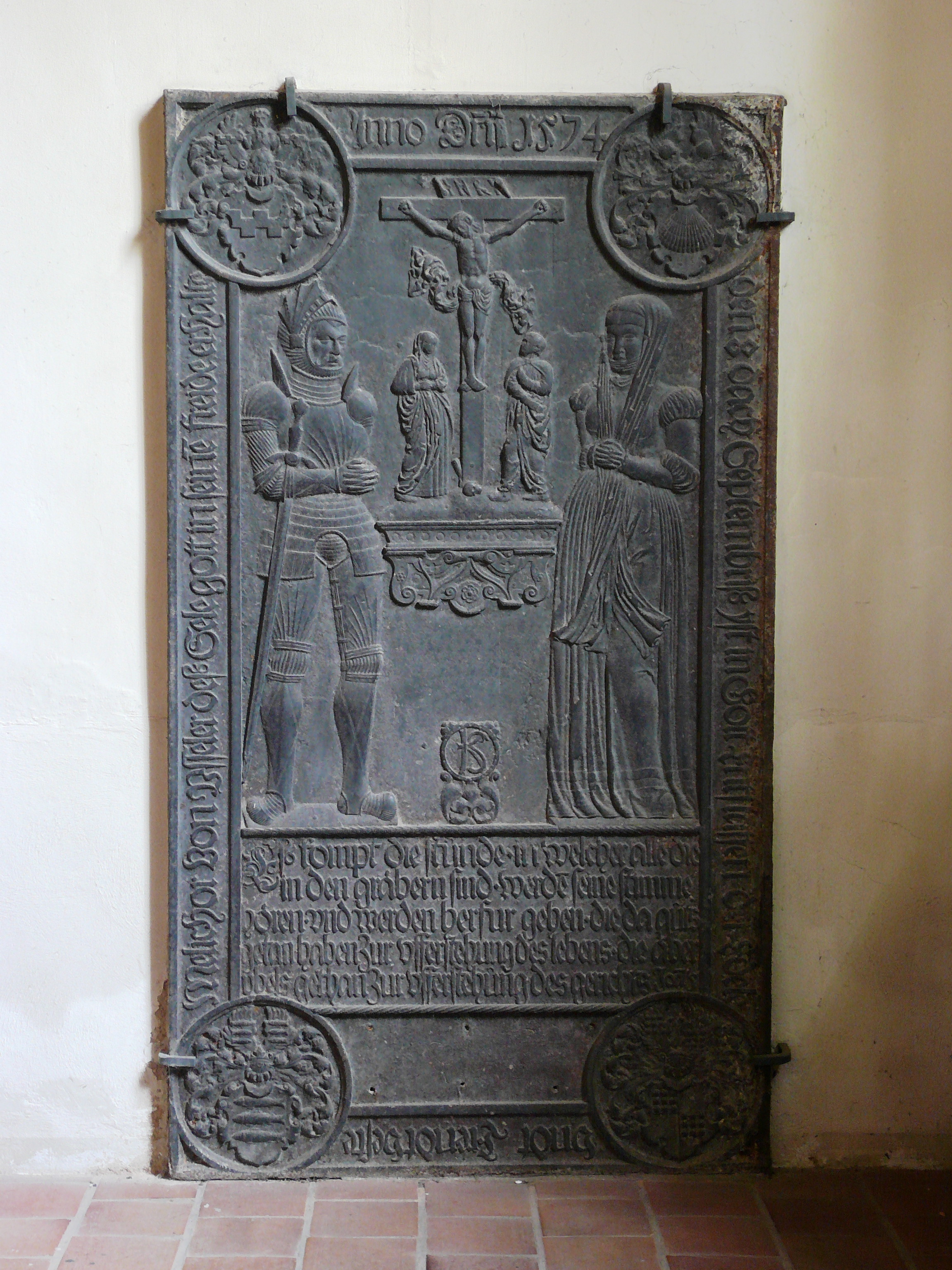
Melchior von Uslar
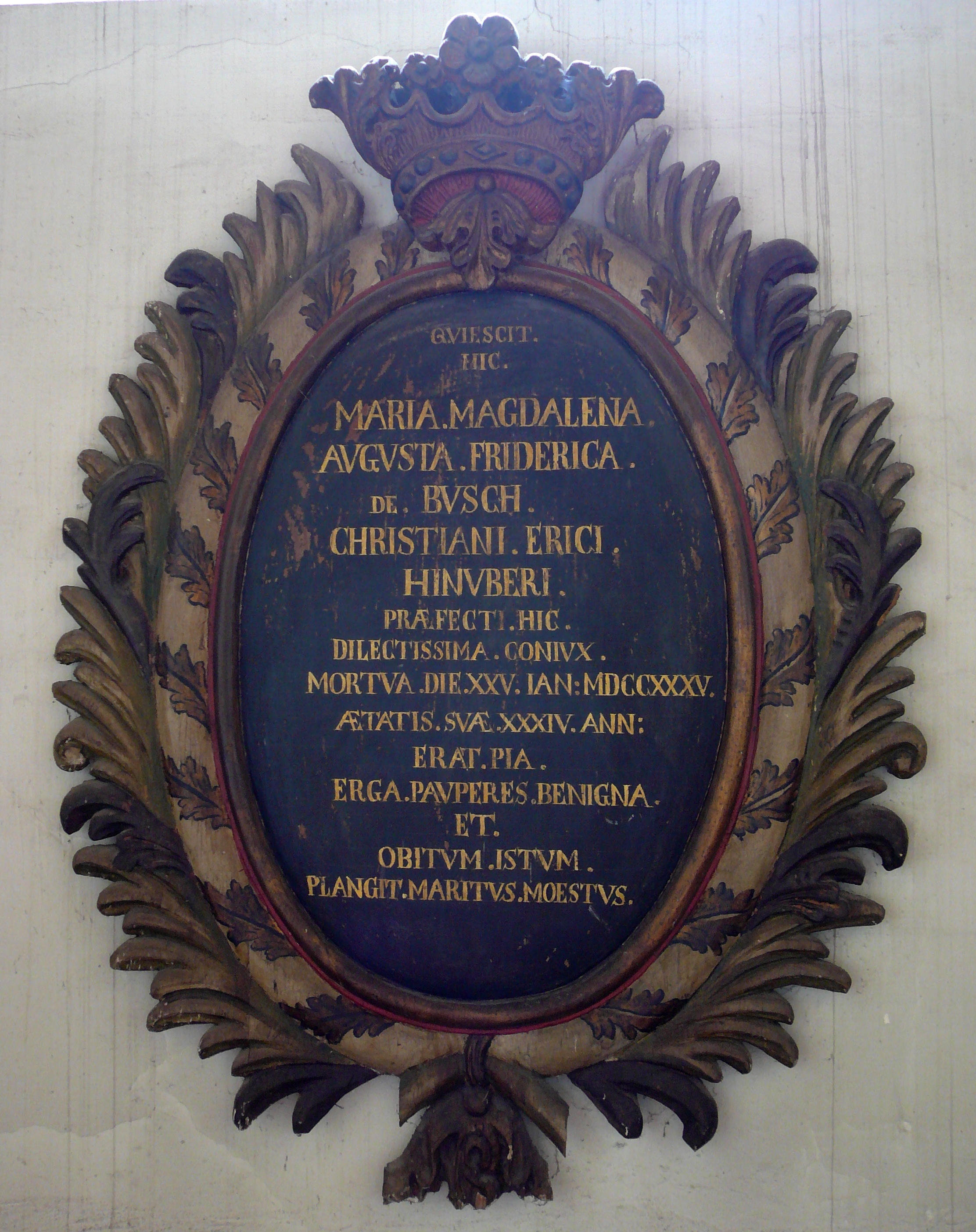
M. Hinüber, geb. v. Busch
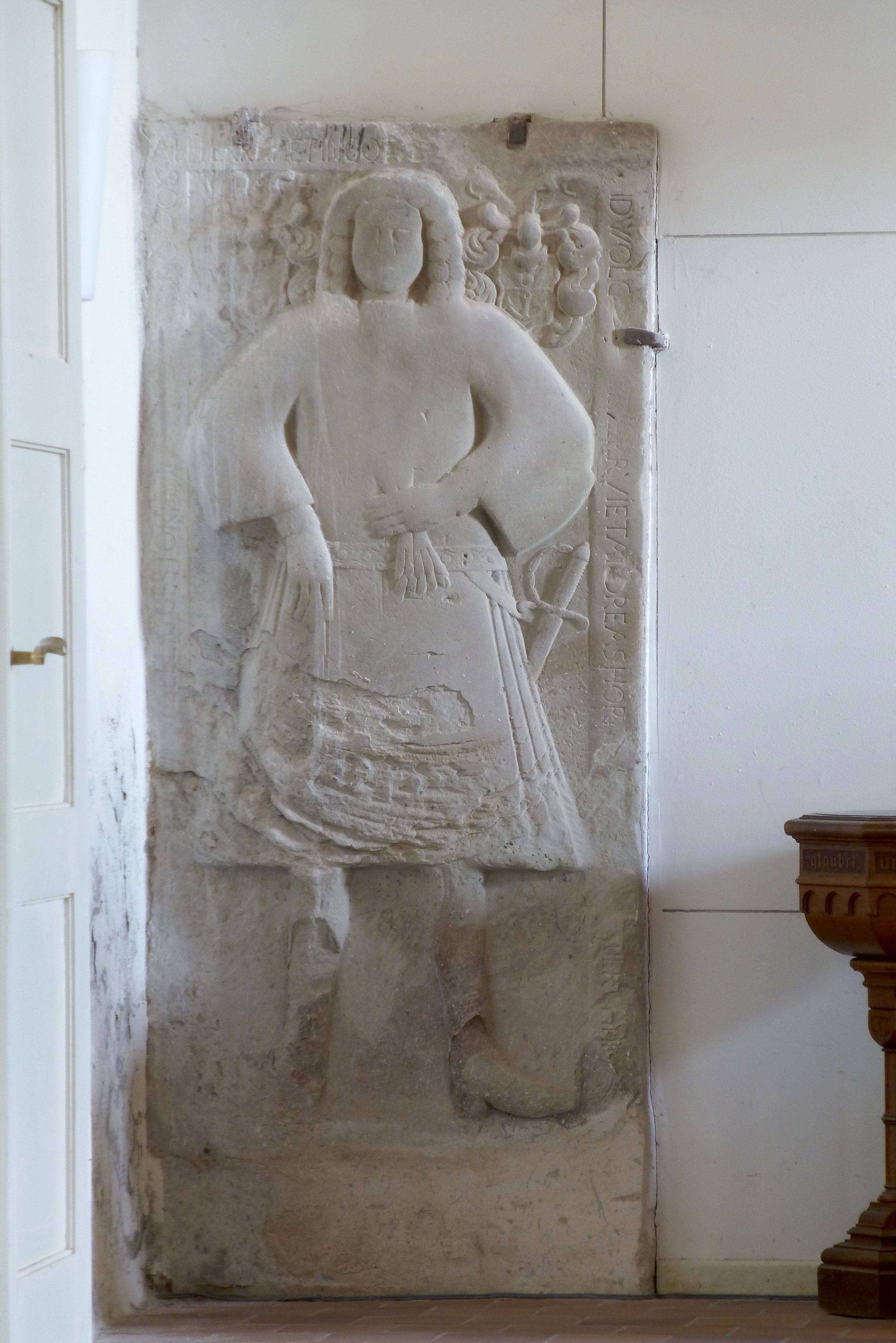
V. A. Hornhardt

### Taufbecken
Der Taufstock besteht aus dunkel gebeiztem Holz. Der Fuß ist vierseitig, das Becken mit der Aufnahme für die Taufschale wird von vier neuromanischen Säulen getragen und ist achteckig. Es trägt die umlaufende Inschrift: „Wer da | glaubet | und getauft | wird, der | wird selig | werden | Mark. 16,16“ . Auf der achten Seite ist eine Rankenverzierung vorhanden.

### Kanzel
Die nur geringfügig erhöhte Kanzel links vom Chorraum ist ebenso wie das Lesepult rechts ein modernes, sehr schlichtes Ausstattungsstück. Die in die ehemalige Altarwand eingearbeitete barocke Kanzel wurde 1885–1887 entfernt. Bis zur Sanierung der 1960er Jahre stand die Kanzel auf vier neoromanischen Säulen an dem vorderen freistehenden Pfeiler.

### Vasa sacra

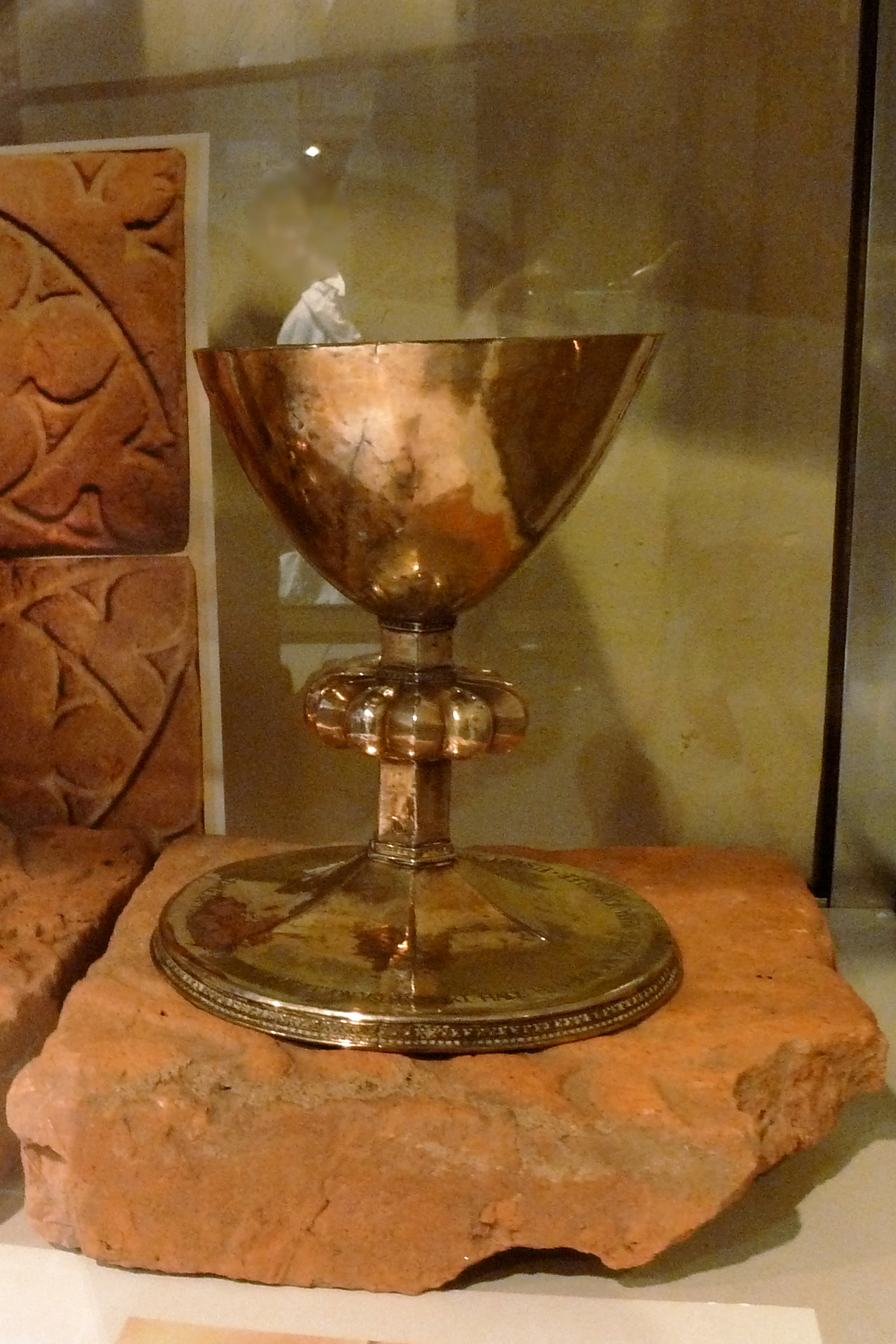
Kelch, 14./17. Jh.

In einem Inventar des Kirchenschatzes, das nach Einführung der Reformation 1542 angefertigt wurde, wurden noch sieben Kelche und Patenen aufgeführt, von denen ein Paar dem Hospital gehörte, sowie ein auswärtig untergebrachter Kelch. Dazu kam eine vergoldete Monstranz. Zwanzig Jahre später wurde bei der Übergabe des Klosters an einen Amtmann wieder ein Inventar angelegt, in dem kaum noch sakrales Gerät aufgeführt war und das nur einen nicht näher beschriebenen Kelch enthielt. Heute sind noch zwei silberne Abendmahlskelche und zwei dazugehörige Patenen erhalten, die nicht öffentlich in der Kirche ausgestellt sind.
Der ältere Kelch aus vergoldetem Silber wird aufgrund des Stils auf das 14. Jahrhundert datiert. Der 16,4 Zentimeter hohe Kelch hat einen flachen, schlicht runden Fuß von 14 Zentimetern Durchmesser, einen sechsseitigen Schaft, einen gerippten Nodus und eine weit ausgestellte, schlichte Kuppa mit einem Durchmesser von 11,7 Zentimetern. Der niedrige senkrechte Rand des Fußes ist mit je einer Reihe von Punkten und Kreuzen verziert, der Schaft hat oben und unten ein umlaufendes Ornament aus Kreuzchen. Auf der Oberseite des Fußes ist die Inschrift „· CVRT · HANS · HENRICH · VON · VSLER · MARIA · VON · VSLER · ELSABET · SOPHIÆ · VON · VSLER · PIGATA · MAGDALENA · VON · VSLER · SCHONETTE · LISABETH · VON · VSLER“ eingraviert. Aufgrund der genannten Namen kann die Inschrift mit hoher Wahrscheinlichkeit auf das zweite Viertel des 17. Jahrhunderts datiert werden, denn der braunschweigisch-lüneburgische Landkommissar und Kriegskommissar Curt Hans Heinrich von Uslar heiratete im Jahr 1627 Maria von Uslar und hatte mit ihr die Töchter Elisabeth Sophie, Beate Magdalena und Schonetta Elisabeth. Letztere war 1661 bereits verheiratet, so dass die Inschrift wahrscheinlich deutlich vor diesem Datum angebracht wurde. Unter dem Fuß des Kelches ist die Schrift „FB / 1908“ aus neuerer Zeit eingeritzt.

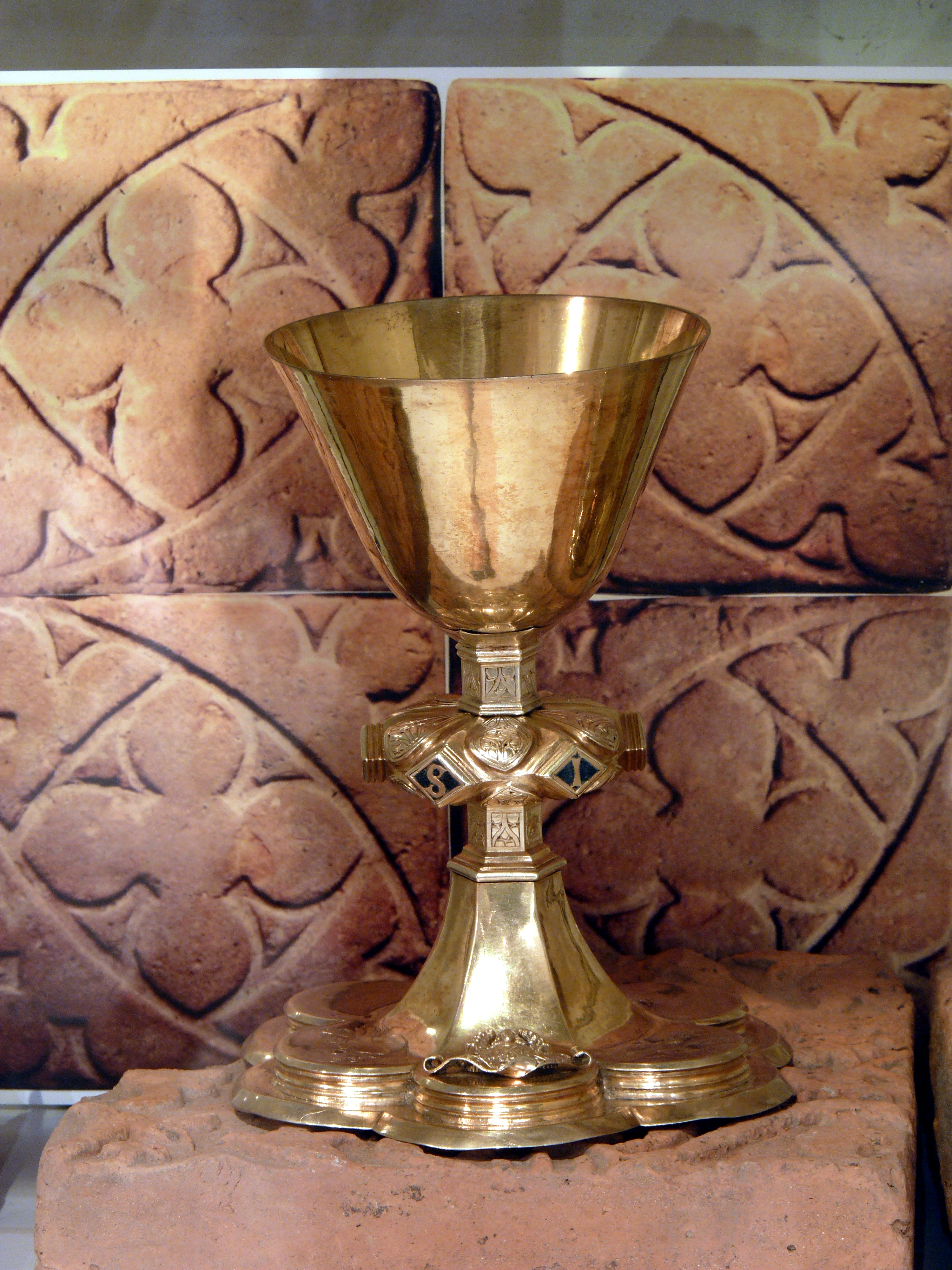
Kelch, Ende 16. Jh.

Die dazu passende Patene aus dem zweiten Viertel des 17. Jahrhunderts besteht ebenfalls aus vergoldetem Silber und hat einen Durchmesser von 15,8 Zentimetern. Sie trägt am Rand eine Inschrift, die bis auf zwei Buchstaben mit der des Kelches identisch ist, dazu ein Scheibenkreuz.
Der zweite Kelch aus Silber ist 18 Zentimeter hoch und stammt vom Ende des 16. Jahrhunderts. Die Sockelplatte und der Fuß mit einem Durchmesser von 14 Zentimetern haben die Form eines Sechspasses, darüber trägt ein sechsseitiger Schaft mit einem abgeflachten Nodus an der Seite in Rautenformen die Buchstaben „I H E S V S“ und ist, wie auch der Schaft, mit gravierten Ornamenten verziert. Die steil ansteigende kleine Kuppa hat zehn Zentimeter Durchmesser. Auf einem Segment des Fußes ist ein liegendes vergoldetes Kruzifix aufgesetzt, in das gegenüberliegende Segment ist das viergeteilte braunschweigisch-calenbergische Wappen Herzog Erichs eingraviert. Am Rand neben dem Kruzifix ist die Inschrift „TEMPLO REINHVSANO SACRVM“ eingraviert, die eine Zugehörigkeit zur Reinhäuser Kirche belegt. Das Segment des Fußes trägt die Initialen des Amtmanns: „M(ATTHIAS) · S(CHILLING) · A(MT)M(ANN) · Z(V) · R(EIN)H(AVSEN)·“, was eine ungefähre Datierung ermöglicht: Matthias Schilling trat sein Amt als herzoglicher Amtmann zu Reinhausen im Jahr 1578 an, Herzog Erich starb 1584. Da beide auf dem Kelch genannt sind, muss er in diesem Zeitraum entstanden sein.
Die dazugehörige Patene aus Silber hat einen Durchmesser von 15,1 Zentimetern. Sie hat auf dem Rand auf der Unterseite dieselbe gravierte Inschrift „TEMPLO REINHVSANO SACRVM“ wie der Kelch und trägt an der Oberseite ein Scheibenkreuz.

## Orgel

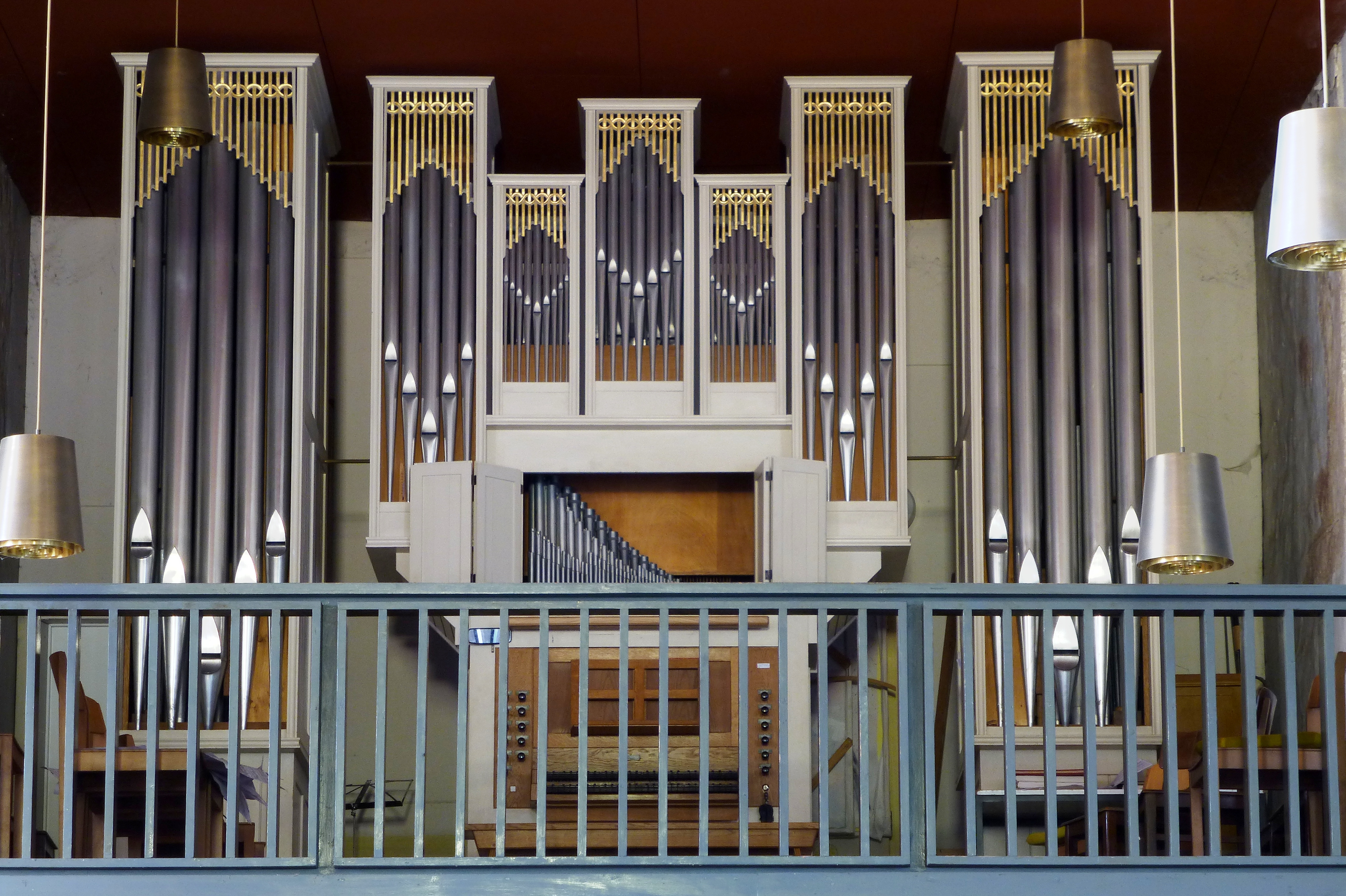
Blick auf die Orgel

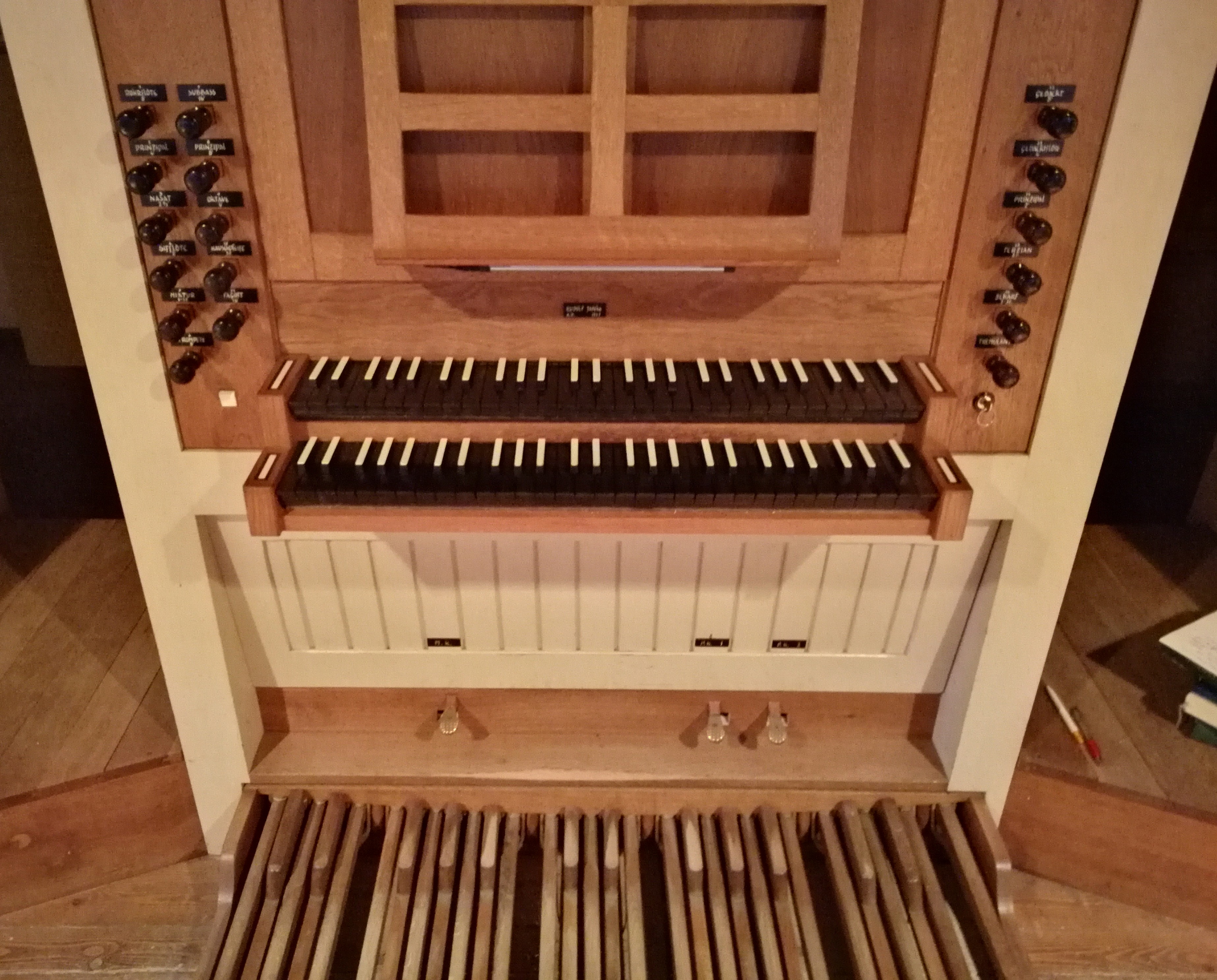
Orgelspieltisch

Die heutige Orgel der Christophoruskirche wurde 1967 durch Rudolf Janke als Ersatz für eine ältere erbaut. Der Prospekt der Manualwerke ist fünfachsig und wird von zwei freistehenden Pedaltürmen flankiert. Das Instrument verfügt über 16 Register, die auf zwei Manuale und Pedal verteilt sind. Die Disposition lautet wie folgt:
| I Hauptwerk C–g3 |       |
| Rohrflöte        | 8′    |
| Prinzipal        | 4′    |
| Nasat            | 2 ⁄3′ |
| Sifflöte         | 2′    |
| Mixtur III–IV    | 1 ⁄3′ |
| Trompete         | 8′    |

| II Brustwerk C–g3 |        |
| Gedackt           | 8′     |
| Gedacktflöte      | 4′     |
| Prinzipal         | 2′     |
| Terzian II        | 1 3⁄5′ |
| Scharf II–III     | 1′     |
| Tremulant         |        |

| Pedal C–f1       |     |
| Subbass          | 16′ |
| Prinzipal        | 8′  |
| Oktave           | 4′  |
| Rauschpfeife III | 2′  |
| Fagott           | 16′ |

- Koppeln: II/I, I/P, II/P

Das Vorgängerinstrument der jetzigen Orgel wurde im Jahr 1841 aus Osterode am Harz nach Reinhausen versetzt. Als die Osteroder Schlosskirche St. Jacobi eine neue Orgel des Orgelbaumeisters Johann Andreas Engelhardt erhielt, wurde die alte Orgel der Reinhäuser Christophoruskirche unentgeltlich überlassen.

## Glocken

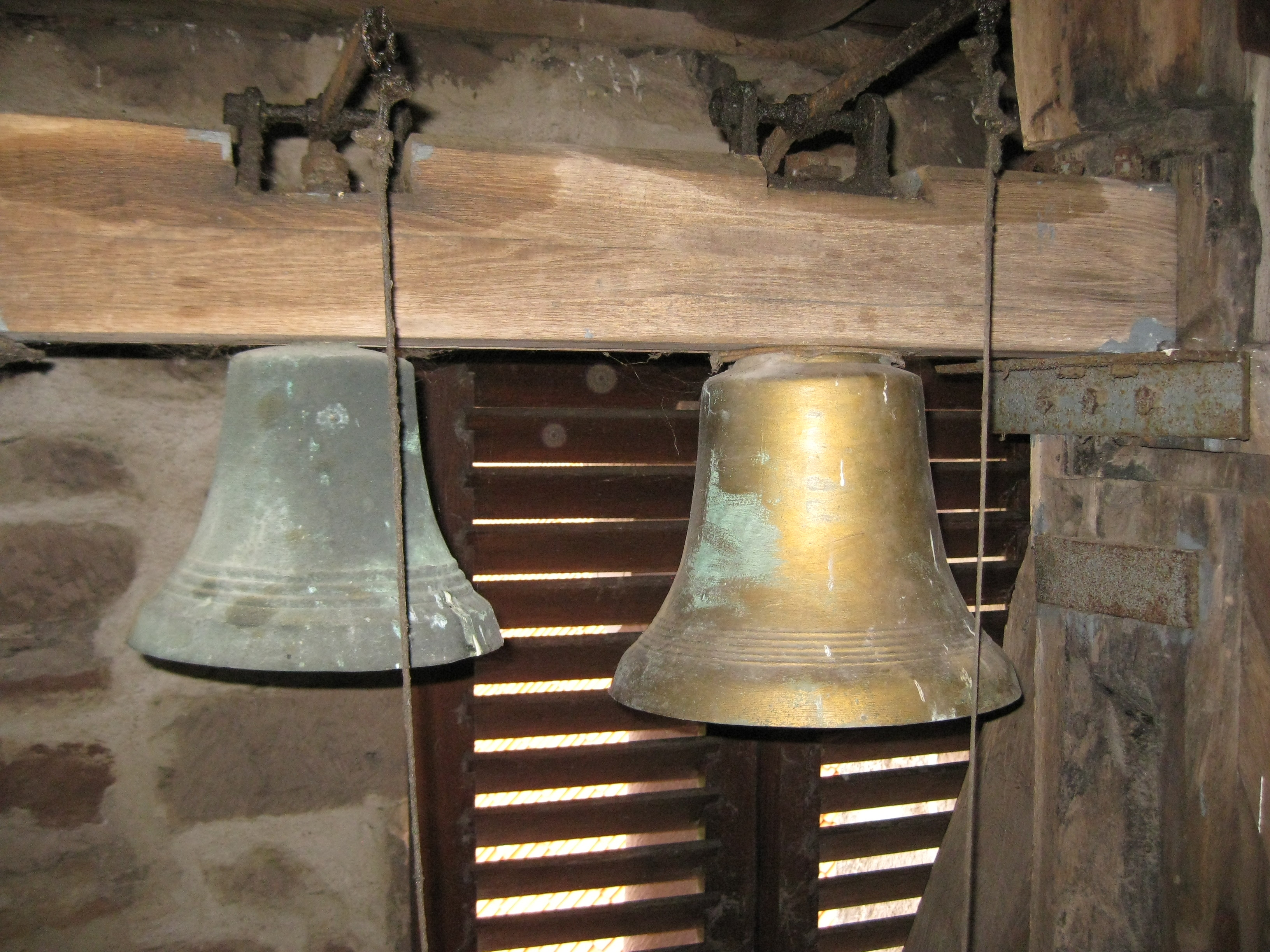
Schlagglocken der Turmuhr im Nordturm

Lange Zeit gab es in der Kirche nur eine große Glocke, die im Jahre 1890 in Hildesheim durch die Radlersche Glockengießerei aus Bronze gegossen wurde. 1948 wurden dann durch die Firma J. F. Weule aus Bockenem eine Stundenglocke mit einem Gewicht von 60 Kilogramm und eine Viertelstundenglocke mit einem Gewicht von 45 Kilogramm für die Kirche hergestellt. Diese kleineren Glocken sind Schlagglocken und hängen im Nordturm der Kirche.
Die älteste Glocke der Kirche wurde 1585 durch einen in einschlägigen Verzeichnissen nicht aufgeführten Glockengießer Rofmann gegossen, aber erst nach dem Zweiten Weltkrieg im Turm der Christophoruskirche aufgehängt. Sie stammte ursprünglich aus Ostpreußen aus dem Kreis Mohrungen und war im Krieg zum Einschmelzen nach Hamburg gebracht worden. Diese Glocke hat eine Höhe von 60 Zentimetern, mit Krone ist sie 73,5 Zentimeter hoch, der Durchmesser beträgt 84,5 Zentimeter. Sie wiegt 360 Kilogramm und trägt an der Schulter die umlaufende Inschrift:
„DVRCHS · FEVWR · BIN · ICH · GEFLOSSEN · MIT GOTTES · HILF HAT · MICH · ROFMAN · GEGOSSEN · 1585 ·“

## Nutzung
Die Grafen von Reinhausen besaßen auf dem heute als „Kirchberg“ bekannten Felsen über dem Dorf ihre Stammburg, die sie gegen Ende des 11. Jahrhunderts in ein Stift umwandelten. Die ehemalige Eigenkirche auf dieser Burg bekam dadurch die Funktion einer Stiftskirche.
Als das Chorherrenstift Anfang des 12. Jahrhunderts in ein Benediktinerkloster umgewandelt wurde, wurde die Kirche zur Klosterkirche. Die Weihe wird in die Zeit zwischen 1107 und 1115 datiert und erfolgte durch Bischof Reinhard von Halberstadt. Außer als Klosterkirche diente die Kirche auch der Bevölkerung des Ortes Reinhausen als Gotteshaus, die Pfarrrechte lagen beim Kloster.
Im Zuge der Einführung der Reformation 1542 durch Herzogin Elisabeth von Braunschweig-Calenberg-Göttingen musste der Konvent unter Abt Johann Dutken zum lutherischen Bekenntnis konvertieren. Der Abt starb 1549. Von 1548 bis 1553 wurden Kloster und Kirche durch Elisabeths Sohn Erich II. im Rahmen des Augsburger Interims noch einmal rekatholisiert und mit Peter von Utrecht auch ein Abt eingesetzt. Nach Ende des Interims 1553 verweigerte er sich der neuen lutherischen Lehre, wurde verhaftet und aus Reinhausen vertrieben. Als letzter Mönch des alten Konvents starb Jakob Pheffer 1564 im Reinhäuser Kloster.
Im Zuge der Reformation wurde die Kirche von der Kirchengemeinde Reinhausen als Pfarrkirche genutzt, die Pfarrgemeinde wurde mit der Pfarrstelle in Diemarden vereinigt. Die Pfarrstelle von Reinhausen wurde dabei aufgelöst und die Gemeinde als Mutterkirche ohne eigene Pfarrstelle (mater coniuncta) vom Diemardener Pfarrer mit betreut. Während des Dreißigjährigen Krieges gab es noch einmal einen Versuch der Rekatholisierung, der jedoch nur von 1629 bis 1631 dauerte. In dieser Zeit wurde dem lutherischen Pfarrer die Kirche versperrt. Die Einwohner Reinhausens wurden verpflichtet, die katholischen Feiertage und Gottesdienste anzunehmen. Auch der Besuch des evangelischen Gottesdienstes im Nachbardorf Diemarden wurde unter Strafandrohung untersagt und der Weg dorthin streng kontrolliert.
Das Kirchengebäude befand sich seit der Reformation im Besitz der Herzöge von Braunschweig-Lüneburg. Für den im direkt angrenzenden ehemaligen Kreuzgang untergebrachten Sitz des Amtes Reinhausen wurde noch 1865 auch der erste und zweite Boden der Kirche genutzt. Dort wurden die Zinsfrüchte gelagert und von dort weiterverkauft. 1956 wurde die Kirche aufgrund der Regelungen des Loccumer Vertrages der Kirchengemeinde übergeben.
Die ehemalige Klosterkirche dient heute als Gemeindekirche der evangelisch-lutherischen Kirche und wird zusammen mit der Kirche in Diemarden von einem Pfarramt aus betreut, das sich seit 1962 in Reinhausen befindet. Beide Kirchengemeinden gehören zum Kirchenkreis Göttingen-Münden im Sprengel Hildesheim-Göttingen der Hannoverschen Landeskirche. Die Kirchengemeinde Reinhausen hat fast 900 Gemeindeglieder und unterhält neben der Kirche den südlich und östlich gelegenen Friedhof sowie den örtlichen Kindergarten. Daneben dient die Kirche der katholischen Gemeinde St. Michael in Göttingen als Außenstelle. Bis Januar 2010 wurde in der Klosterkirche zweimal im Monat katholische Messe gefeiert, seitdem nur noch an vier Feiertagen im Jahr.
Die Kirche dient zudem als Veranstaltungs- und Aufnahmeort für Kirchenmusik und (geistliche) Konzerte. Im Jahr 2015 gründete die Kirchengemeinde ein Konzertteam, das musikalische Veranstaltungen plant und organisiert. Die Kirche ist täglich von 10 bis 18 Uhr zur Besichtigung und zum Gebet geöffnet und als „Verlässlich geöffnete Kirche“ gekennzeichnet. Sie liegt an der Via Scandinavica, einem der Jakobswege in Deutschland.
Für das Jahr 2014 wurden spezielle Gottesdienste, Konzerte, Vorträge, Führungen und andere Veranstaltungen zur Feier der über tausendjährigen Geschichte der Kirche angesetzt und durchgeführt. Weil ein genaues Errichtungsdatum der Kirche nicht bekannt ist und die schriftlichen Zeugnisse erst später einsetzen, bezieht sich die als Millenniumsfeier bezeichnete 1000-Jahr-Feier der Kirche auf eine Zeit, in der anhand der vorhandenen baulichen Substanz die Existenz der Kirche als gesichert gelten kann.

## Pastoren
Seit der Einführung der Reformation 1542 wurde die Kirchengemeinde mit kurzen Unterbrechungen von evangelisch-lutherischen Pastoren betreut. Viele der seitdem an der Christophoruskirche eingesetzten Pastoren sind namentlich bekannt.

- 16. Jh.: Wilhelm Krummel
- 1555–1566: Johannes Gödeken
- 1567: Georg Hetling
- 1576–1627: Valentin Hunolt
- 1627–1633: Heinrich Kahle (auch: Kalen)
- 1633–1666: Henning Sipken
- 1667–1668: Christoph Fischer
- 1668–1671: Johann Hase
- 1672–1687: Johann Hilmar Zindel
- 1688–1722: Johann Wilhelm Fein
- 1723–1742: Johann Daniel Schramm
- 1742–1752: Clemens Caspar Schaar
- 1753–1760: Johann Nicolaus Fuchs
- 1761: Johann Heinrich Froböse
- 1763–1772: Heinrich Adolf Reichmann
- 1772–1777: Johann Christoph Conrad Weipken
- 1777–1783: Heinrich Christoph Dissen
- 1784–1794: Georg August Borchers
- 1794–1805: Johann Christian Dille
- 1805–1807: Hermann Rudolf Jungblut
- 1807–1824: Heinrich August Ost
- 1826–1852: Johann Christian Heinrich Braukmann
- 1852–1888: Wilhelm Hermann Münchmeyer
- 1889–1916: Heinrich Ferdinand Heller
- 1916–1926: Heinrich Friedrich Wilhelm Stumpenhausen
- 1926–1936: Hermann Heinrich Friedrich Aulbert
- 1937:–1937 P. Schüler (?)
- 1937–1946: Theodor Bruno Georg Wilhelm Hoppe
- 1947–1972: Günther Heinze
- 1973–1993: Henning Behrmann
- 1994–2004: Götz Brakel
- 2004–2006 Pfarrstelle vakant
- 2006–2013: Uwe Raupach
- 2014–2020: Christiane Scheller[127][128]
- ab Februar 2021: Julia Kettler[129]